# Oorlog in Gaza vanaf 2023
De oorlog in Gaza, oorlog Hamas-Israël, Israël-Gaza-oorlog, Gaza-oorlog of Israëls oorlog tegen Gaza is een escalatie van het Israëlisch-Palestijns conflict en is gaande sinds 7 oktober 2023. De aanleiding voor de oorlog was een verrassingsaanval op die dag door de gewapende tak van Hamas vanuit de Gazastrook op militaire posten, dorpen en steden in Israël. Onder de naam Operatie Al-Aqsa-storm werd een groot aantal burgers en soldaten mishandeld, verkracht, vermoord en ontvoerd.  Als reactie daarop volgde een Israëlische militaire invasie in de Gazastrook. Na de start van deze oorlog tussen Hamas en Israël, vonden ook een aantal gerelateerde militaire conflicten plaats tussen Israël en gewapende groepen die net zoals Hamas gesteund worden door Iran: Hezbollah (Libanon), de Houthi's (Jemen) en Iran zelf.

## Overzicht
Bij de aanval op 7 oktober braken Palestijnse militanten vanuit de Gazastrook door de grenshekken met Israël. Ze pleegden hierna aanvallen op Israëlische militaire bases, maar vermoordden daarbij ook bewoners van de nabijgelegen kibboetsen en bezoekers van een muziekfestival. Daarbij werden 1.139 Israëli's en buitenlanders gedood, 695 burgers, 71 buitenlanders, en 373 soldaten, politie en beveiligers. Zo'n 250 personen, waaronder vele burgers, werden gevangen genomen en als gijzelaars naar de Gazastrook overgebracht. Een Hamasleider verklaarde dat de militanten veel Israëlische soldaten hadden gedood en gevangengenomen en dat de groep genoeg soldaten had gegijzeld om Israël alle Palestijnse gevangenen te laten vrijlaten. Het Israëlische leger (IDF) erkende dat soldaten en commandanten waren gedood en dat er krijgsgevangenen waren gemaakt. Hamas verklaarde dat de aanval een tegenreactie was op het voortdurende geweld door Israëlische kolonisten, de 16 jaar durende blokkade van de Gazastrook, de ontheiliging van de Al-Aqsamoskee in Jeruzalem, evenals de decennia durende wreedheden jegens Palestijnen, Israëlische invallen in de steden op de Westelijke Jordaanoever, de toenemende aanvallen door kolonisten op Palestijnen en de doorgaande uitbreiding van illegale Israëlische nederzettingen.
Israël reageerde met grootschalige bombardementen in de Gazastrook, met als gevolg minstens 232 doden en 1600 gewonden, gevolgd door een eerste grondoffensief. In reactie op de Hamas-aanval voerde het IDF wekenlang bij dag en bij nacht bombardementen uit op de Gazastrook. Langs de grens werd een troepenmacht samengetrokken ter voorbereiding op een grondoffensief, met als doel de 'totale overwinning' op Hamas en het opsporen en bevrijden van de Israëlische gijzelaars. Binnen Israël werden volgens IDF-woordvoerder Jonathan Conricus ongeveer 500.000 Israëli's geëvacueerd. Na een aantal korte voorbereidende grondoperaties werd begin november een grootschalig Israëlisch grondoffensief gestart. Het IDF voerde tevens invallen uit op de bezette Westelijke Jordaanoever.
Ook in het grensgebied tussen Israël en Libanon liepen de spanningen op en waren er meerdere confrontaties tussen Hezbollah en de IDF. Nadat Hezbollah-militanten vanuit Libanon raketten hadden afgevuurd op Israël, reageerde Israël door ook luchtaanvallen op Libanon uit te voeren.
De oorlog leidde tot een zeer ernstige humanitaire crisis in Gaza. De vele burgerslachtoffers maakten dat zowel Israël als Hamas beschuldigd werden van oorlogsmisdaden. Veel experts en organisaties zijn de oorlog gaan beschouwen als een door Israël uitgevoerde genocide, zoals VN-rapporteur Francesca Albanese, University Network for Human Rights, het Bureau van de Hoge Commissaris van de Verenigde Naties voor de Mensenrechten, Amnesty International, Human Rights Watch, Artsen zonder Grenzen en Genocide Watch. Amos Goldberg, Israëlisch hoogleraar Holocaust-geschiedenis aan de Hebreeuwse Universiteit in Jeruzalem, beschuldigde in een artikel in april 2024 Israël van het begaan van genocide. Hij verklaarde zijn positie in een interview met Le Monde.
De Verenigde Naties (VN) waarschuwden voor de dreiging van hongersnood en de verspreiding van ziekten in de regio, als gevolg van de afsluiting van water, brandstof, voedsel en elektriciteit door Israël. De VN en veel landen riepen op tot een onmiddellijk staakt-het-vuren. Verschillende hulporganisaties beschuldigden Israël ervan uithongering te gebruiken als oorlogswapen. De VN meldde dat er ongeveer 1,7 miljoen Palestijnen, meer dan 70% van de bevolking van Gaza, intern ontheemd waren geraakt.
Bij het Internationaal Gerechtshof loopt sinds december 2023 een genocidezaak tegen Israël en door het Internationaal Strafhof zijn voor Benjamin Netanyahu en Yoav Gallant internationale arrestatiebevelen uitgevaardigd, op beschuldiging van het leiding geven aan het plegen van oorlogsmisdaden en misdaden tegen de menselijkheid.
Op 26 oktober 2023 publiceerde het ministerie van Volksgezondheid in Gaza een lijst van ruim 7.000 personen die tussen 7 en 26 oktober in de Gazastrook waren gedood, waaronder bijna 3.000 kinderen en ruim 3.000 vrouwen, met nog zo'n 2.700 vermisten. Nieuwsmedia en internationale organisaties zoals de WHO achtten de genoemde aantallen betrouwbaar.
Op 20 maart 2024 had de Israëlische premier Benjamin Netanyahu een conferentie achter gesloten deuren met de Republikeinen van de Amerikaanse Senaat. Daar verklaarde Netanyahu volgens senator Josh Hawley dat hij het aantal doden in de Gazastrook op ongeveer 28.000 schatte. Op 31 maart 2024 meldde het door Hamas gecontroleerde ministerie van Volksgezondheid dat sinds het begin van de oorlog op 7 oktober 32.782 Palestijnen gedood werden, nog eens 75.298 mensen raakten gewond.
Op 21 augustus 2024 meldde het ministerie van Volksgezondheid in Gaza dat sinds 7 oktober 2023 40.223 Palestijnen werden gedood door Israël. Ook vielen er al 92.981 gewonden. Op 6 oktober 2024 werd duidelijk dat 727 Israëlische soldaten, waaronder zes kolonels, werden gedood sinds 7 oktober 2023, waarvan 347 sinds het begin van het grondoffensief. Ook kwamen 66 Israëlische politieagenten om het leven sinds 7 oktober 2023. Op 14 juli 2025 werd duidelijk dat 893 Israëlische soldaten werden gedood sinds 7 oktober 2023, waaronder 451 sinds het begin van het grondoffensief in Gaza.
Op 19 januari 2025 werd in Qatar, een tijdelijke wapenstilstand bereikt in het conflict. Aan dit staakt-het-vuren kwam op 18 maart 2025 een einde met hernieuwde luchtaanvallen van Israël in Gaza, waarbij volgens Hamas meer dan 300 doden vielen. Volgens Israël waren de aanvallen een reactie op de weigering van Hamas om gijzelaars vrij te laten en de afwijzing van voorstellen voor een verlenging van het bestand. Hamas beschuldigde Israël van een schending van het staakt-het-vuren.

## Benamingen voor de oorlog
Aanvankelijk noemde Israël de oorlog "Swords of Iron" (ijzeren zwaarden). Benjamin Netanyahu was hier niet tevreden over omdat het volgens hem ging om een doorlopende oorlog tegen Hamas. Als alternatieve benaming suggereerde hij op 17 december 2023 'Genesis War', 'Simchat Torah War' of eenvoudig 'Gaza War'. De eerste twee zouden verwijzen naar de Hamas-aanval op 7 oktober. Zelf had hij de voorkeur voor 'Genesis War'. 'Simchat Torah' verwijst naar het slot van het jaarlijkse Loofhuttenfeest en indirect naar het muziekfestival Supernova Sukkot Gathering op 7 oktober 2023.
In Israëlische en westerse media wordt de oorlog vrijwel altijd 'Israel-Hamas war', oorlog tegen Hamas, of iets met dezelfde strekking genoemd. In het Engels spreekt men ook wel van de 'Israel's war against Hamas in Gaza' of 'Israel-Hamas war'. Dit past in de claim van Israël dat het de oorlog gestart is met de totale vernietiging van Hamas als gesteld einddoel. Andere benamingen waarmee media naar de oorlog verwijzen zijn 'Israel-Gaza war' en bij de VN 'Israel-Gaza Crisis', die op hun beurt aansluiten bij de claim dat in de oorlog heel Gaza en zijn bevolking betrokken zijn. Andere bronnen spreken onder meer van 'War on Gaza' (oorlog tegen Gaza). Hiermee wordt de nadruk gelegd op de Israëlische aanvallen op Gaza.

## Hamas-aanval in Israël
In de ochtend van 7 oktober 2023 werden door Hamas vanuit de Gazastrook duizenden raketten op Israëlische plaatsen in de grensstreek en op de grote steden Tel Aviv en Jeruzalem afgevuurd. Een groot aantal Hamasleden stak vanuit de Gazastrook op meerdere plaatsen de grens met Israël over. Ze drongen verschillende dorpjes binnen, schoten op Israëlische burgers, staken huizen in brand en namen met geweld burgers in gijzeling. Tijdens deze aanval door Hamas werden ook een Israëlische militaire basis en het muziekfestival Supernova Sukkot Gathering aangevallen, waarbij honderden bezoekers werden vermoord en tientallen aanwezigen ontvoerd en als gijzelaars meegenomen.
Volgens het Israëlische leger waren op 7 oktober al de door Hamas ingenomen grensdorpen weer in handen van het Israëlische leger, maar verschillende bronnen maakten op 9 oktober nog melding van zware vuurgevechten in de omgeving van Sderot. Het is tot op heden onbekend hoeveel Hamasstrijders er tijdens de aanval zijn omgekomen.
Hamas bleek zich vanaf 2022 heimelijk te hebben voorbereid op deze grootschalige operatie, die de naam Operatie Al-Aqsa-storm kreeg. Zij beweerden ook hulp te hebben gekregen van 'Iran en anderen'.

### Motieven
Een woordvoerder van Hamas noemde de aanval een reactie op de aanvallen van kolonisten op de Westelijke Jordaanoever, de voortdurende bouw van Israëlische nederzettingen, het stelen van grond en onderdrukking van de bevolking – waarbij met name regelmatig Palestijnen worden gedood – en de Israëlische invallen bij de Al-Aqsamoskee. Er waren recentelijk nog wijdverbreide aanvallen van Joodse kolonisten op de Westelijke Jordaanoever, waarbij vier Palestijnen waren gedood.
De plaatsvervangend leider van Hamas, Saleh al-Arouri, verklaarde op 7 oktober dat de Palestijnen het recht hadden om te strijden tegen de Israëlische bezetting en om hun heilige plaatsen te beschermen. Hij zei tevens dat Israël een aanval op Gaza en de Westelijke Jordaanoever aan het voorbereiden was. Een belangrijk doel van de operatie was het in bezit krijgen van zoveel mogelijk gijzelaars, om deze met Israël te kunnen uitruilen met Palestijnse gevangenen. Al-Arouri zei dat de groep genoeg soldaten gevangen had genomen om alle Palestijnse gevangenen vrij te krijgen. Op dat moment zaten in Israëlische gevangenissen circa 5.200 Palestijnen, 1.200 in administratieve detentie (voor onbepaalde tijd en zonder enige vorm van proces). Israël houdt permanent duizenden Palestijnen gevangen, waarvan meer dan duizend in administratieve detentie.

### Slachtoffers terreuraanval Hamas

#### Doden en gewonden
De aanval van Hamas was de dodelijkste aanval op Israëliërs in de geschiedenis van de staat Israël. Er werden 1154 Israeli's en buitenlanders gedood, waaronder 256 soldaten, 53 politieagenten en beveiligers, 63 burgerwachten; 782 ongewapende burgers. Van dit aantal werden 200 burgers gedood bij de aanslagen in Kfar Aza, 108 in Be'eri en 15 in Netiv HaAsara. Onder de slachtoffers waren ongeveer 70 Arabische Israëliërs, voornamelijk uit bedoeïenengemeenschappen in de Negev-woestijn. Ongeveer 50 van hen werden vermist, terwijl er 16 werden gedood bij luchtaanvallen. Op 10 november werd het officiële dodental naar beneden bijgesteld op 1.200.

#### Gijzelaars
Een dag na het begin van de aanval maakte Ziad Nakhaleh van de Palestijnse Islamitische Jihad bekend dat zij meer dan dertig gijzelaars hadden genomen. In totaal werden naar schatting ruim 200 gijzelaars naar de Gazastrook ontvoerd. De meesten van hen werden gevangengenomen bij de aanval op het muziekfestival in Re'im. Onder de gegijzelden waren Israëlische soldaten en burgers van alle leeftijden, waaronder ook kinderen. Er waren ook berichten dat er een onbekend aantal gedode personen naar Gaza mee werden gevoerd. 

#### Hannibal-doctrine
Uit onderzoeken kwam naar voren dat er op 7 oktober 2023 wellicht ook slachtoffers aan Israëlische zijde door het eigen leger waren gemaakt. De filosoof Asa Kasher, die de gedragscode van de IDF had geschreven, verklaarde tegenover Haaretz dat de situaties waarin de Hannibal-doctrine was gebruikt onmiddellijk onderzocht moesten worden: "Er staat absoluut niets in die ethische code dat iemand een Israëlisch burger mag doden, wel of niet in uniform."
Eén zo'n onderzoek, geleid door de Israëlische overheid, werd gesloten door de hoogste rechtbank in het land na bezwaren van de IDF en een aantal hoge functionarissen.

## Tijdlijn van de Israëlische aanvallen op de Gazastrook (sinds 2023)
Netanyahu sprak in reactie op de aanvallen door Hamas over een oorlogssituatie. In totaal werden er meer dan 300.000 Israëlische reservisten opgeroepen, het grootste aantal ooit in de geschiedenis van de staat Israël. Netanyahu zei op 9 oktober tegen de president van de Verenigde Staten, Joe Biden, dat Israël geen andere keus had dan een grondoperatie in Gaza in gang te zetten. Hij voegde hieraan toe dat het "een lange en moeilijke oorlog" zou worden, waarover op het moment niet kon worden onderhandeld.

### Planning en tactiek
Minister van Defensie Yoav Gallant maakte op 20 oktober 2023 een driefasenplan bekend. De eerste, reeds gestarte fase was een militaire campagne gericht op "het aanvallen van terroristen en het ontwrichten van de infrastructuur van Hamas door middel van nauwkeurige luchtaanvallen". De tweede fase van minder intense oorlog zou zijn gericht op het elimineren van restanten van weerstand en in de derde slotfase zou een nieuw veiligheids-framework in Gaza worden gecreëerd, waarbij Israël zijn verantwoordelijkheid voor het leven in Gaza zou loslaten en "een nieuwe en veilige realiteit voor Israëlische burgers en inwoners van de grensstreek" zou worden gecreëerd. De VN beschouwt Gazastrook en Westoever, inclusief Oost-Jeruzalem, echter samen als bezet gebied en houdt Israël verantwoordelijk voor de basisbehoeften van zijn bevolking.
De Israëlische premier Benjamin Netanyahu zei op 12 november dat zijn twee doelen van de oorlog het bevrijden van de gijzelaars en de vernietiging van Hamas waren. Op 19 juni 2024 verklaarde een woordvoerder van de IDF in een interview met Channel 13 TV, dat het vernietigen van Hamas een onhaalbaar doel is en dat dit doel "eenvoudig zand strooien in de ogen van het publiek is". Waarnemers zagen hierin een politieke onenigheid tussen het leger en de regering Netanyahu.

#### Dahiya-doctrine
Waarnemers zagen in de bombardementen op Gaza ook een toepassing van de zogenoemde Dahiya-doctrine. Een vertrouwelijke memo van de Nederlandse militair attaché op de ambassade in Tel Aviv aan de regering vond in dit "disproportioneel geweld" elementen van de Dahieh-doctrine, die "bedoeld is om opzettelijk massale vernietiging te veroorzaken aan infrastructuur en burgercentra", terwijl grote aantallen burgerslachtoffers voor lief werden genomen. Dat was in strijd met het oorlogsrecht, aldus de memo.

#### Kunstmatige intelligentie
De selectie van doelwitten voor de bombardementen zou naar verluidt gebeuren met behulp van kunstmatige intelligentie (AI). De programma’s kregen namen als Habsora, Lavender en Where’s daddy?.
Uit gelekte documenten bleek dat het Israëlische leger ter ondersteuning van zijn militaire operaties op grote schaal via een nauwe samenwerkingsovereenkomst diensten had ingehuurd van Azure, een clouddienst van Microsoft. Microsoft bleek de IDF ook uitgebreide toegang te hebben gegeven tot OpenAI's GPT-4. Via Azure worden het bevolkingsregister en de bewegingen van de Palestijnse bevolking in Gaza en op de Westoever gevolgd en in kaart gebracht. Microsoft ontwikkelt ook producten en systemen voor de IDF.

### Eerste aanvallen (oktober 2023)

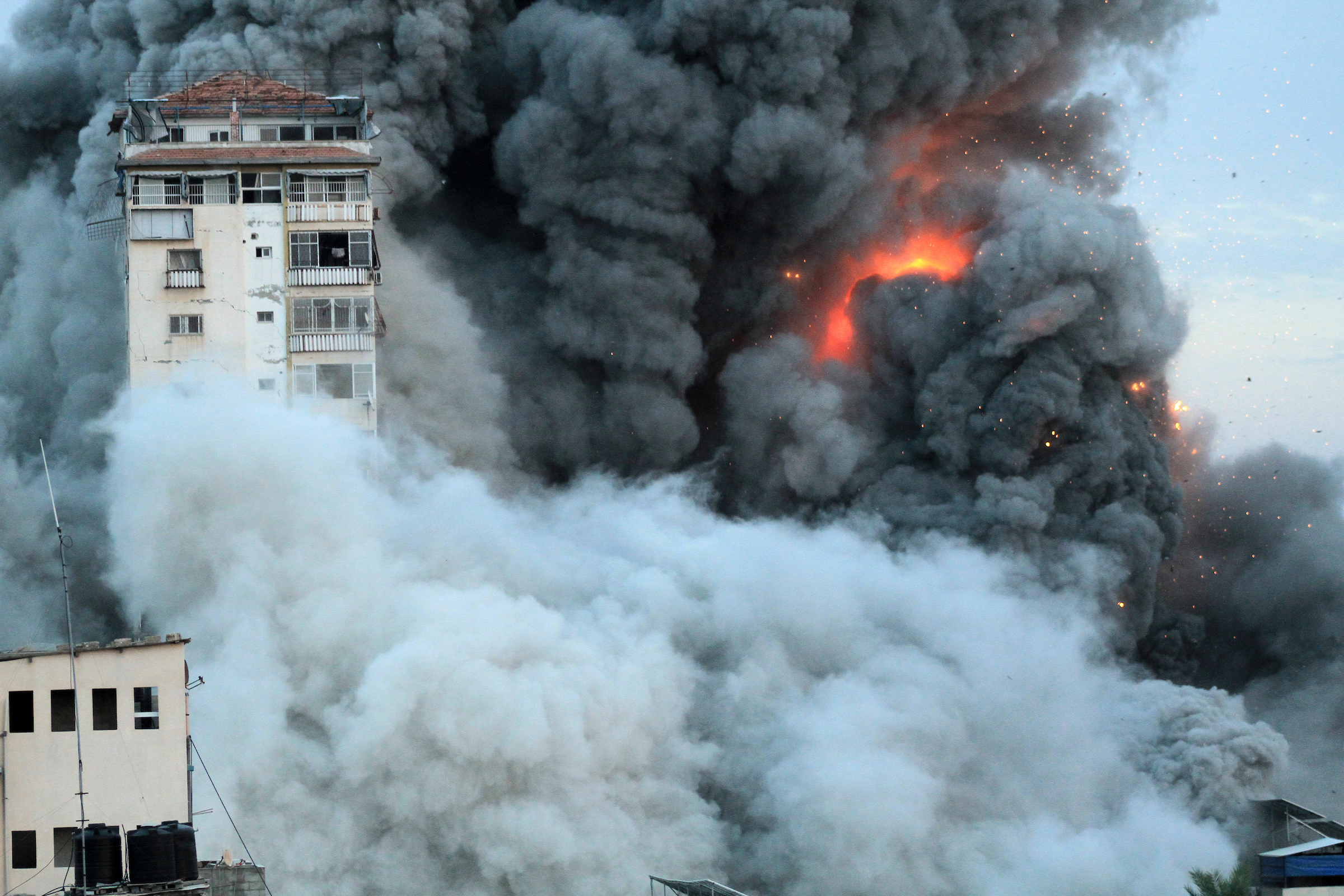
Bombardering van de "Palestine Tower" in Gaza-Stad, 7 oktober

Als reactie op de Hamas-aanval op Zuid-Israël in de ochtend, reageerden Israëlische strijdkrachten rond 10.45 uur lokale tijd met een groot aantal luchtaanvallen op de Gazastrook, die volgens Israël waren gericht op locaties van Hamas. Onder meer de 11 verdiepingen tellende Palestine Tower in Gaza-Stad werd plat gebombardeerd. Volgens de IDF was er een inlichtingendienst van Hamas in gevestigd.
Rond 11.00 uur werd een Palestijnse journalist gedood die in Gaza-Stad verslag deed van de aanvallen. Het Indonesische ziekenhuis in het noordelijke Beit Lahiya werd door een raket getroffen, waarbij twee personen werden gedood, waaronder een medewerker van het ziekenhuis. Voor het Nasser-ziekenhuis in Khan Younis werd een ambulance bij een Israëlische luchtaanval verwoest. Heel Gaza werd dag en nacht intensief beschoten vanuit de lucht en vanaf zee en land.

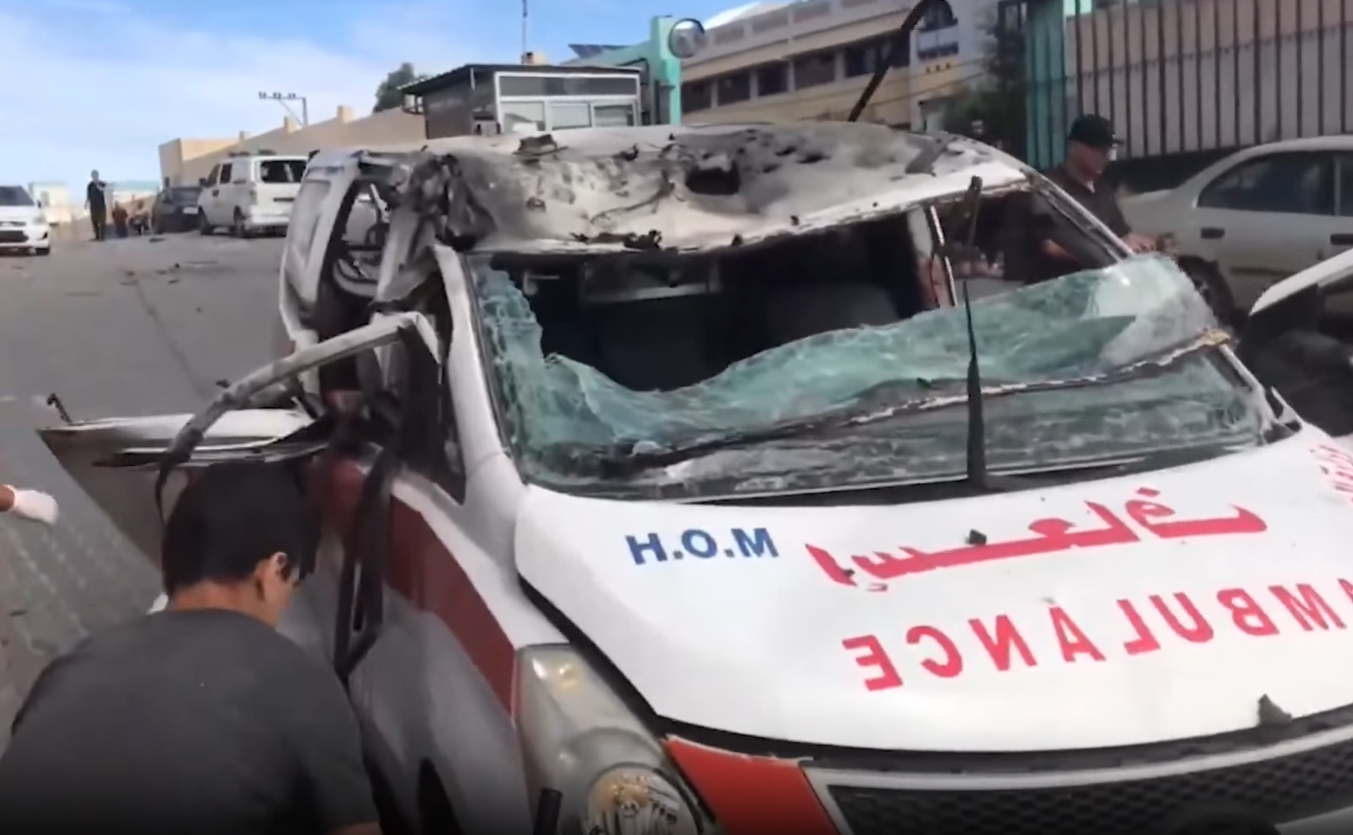
Door een Israëlische luchtaanval verwoeste ambulance voor het Nasser-ziekenhuis in Khan Younis, 7 oktober

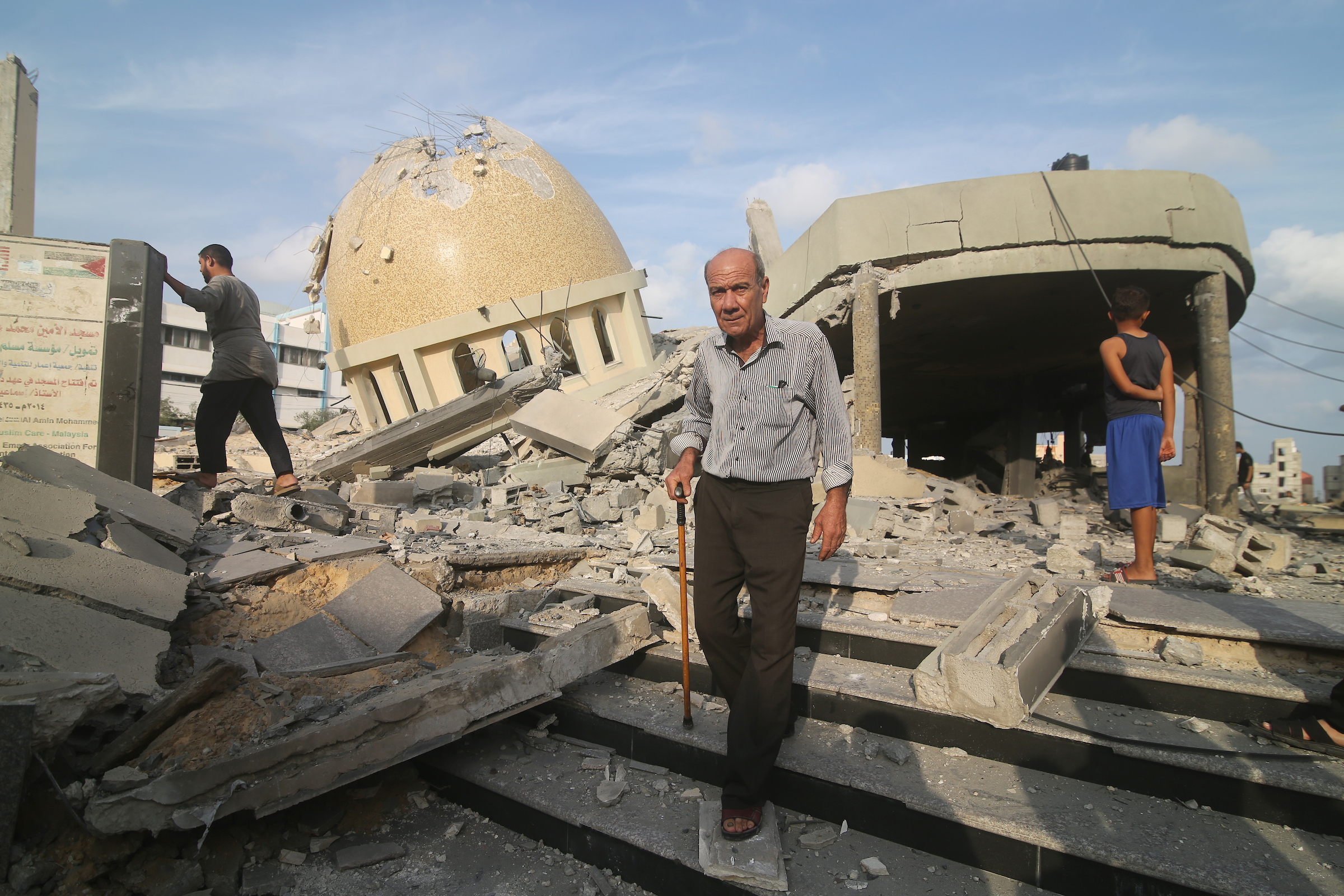
Gebombardeerde moskee in Khan Younis, 8 oktober

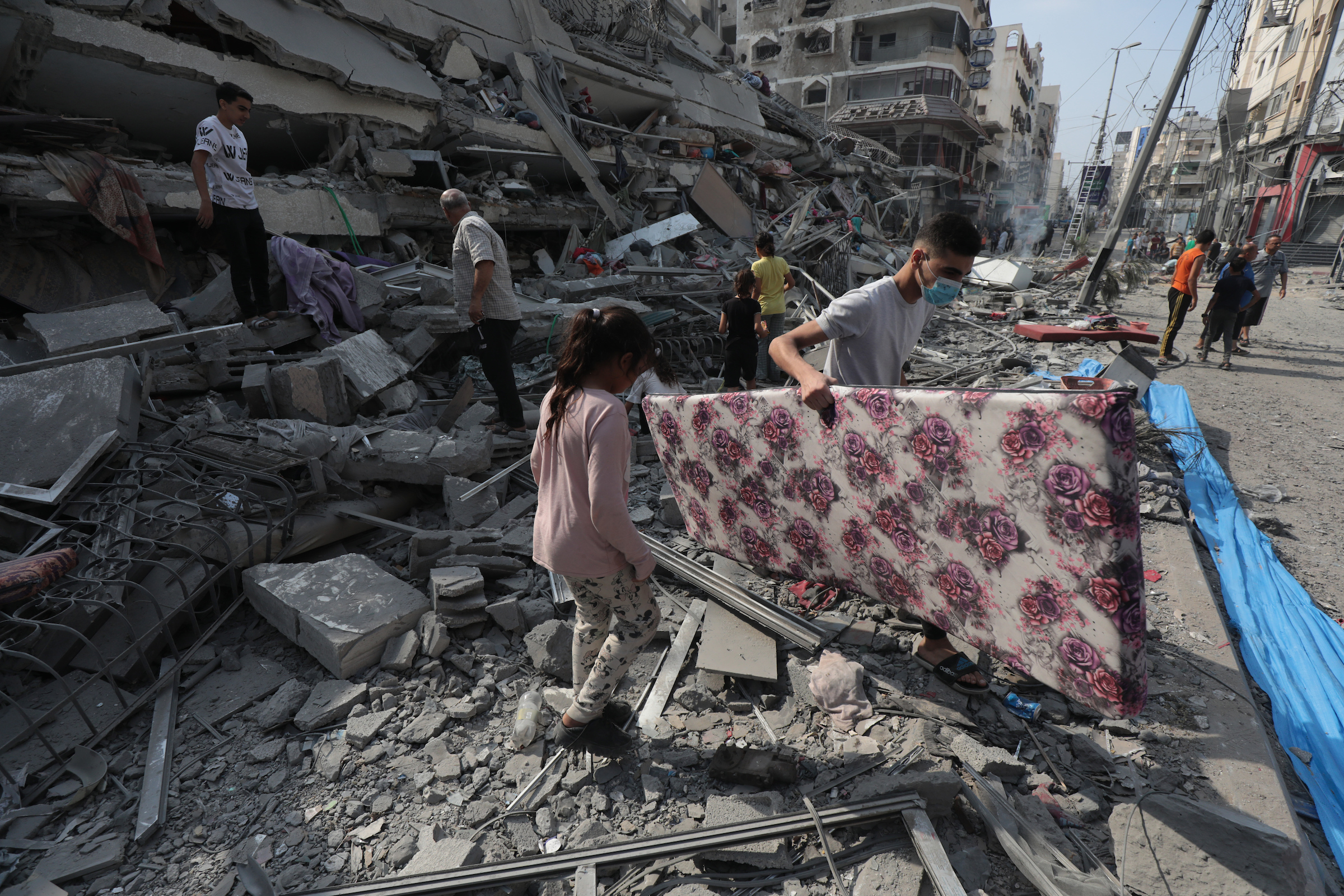
Restanten van woonflats na bombardementen op Gaza-Stad, 8 oktober

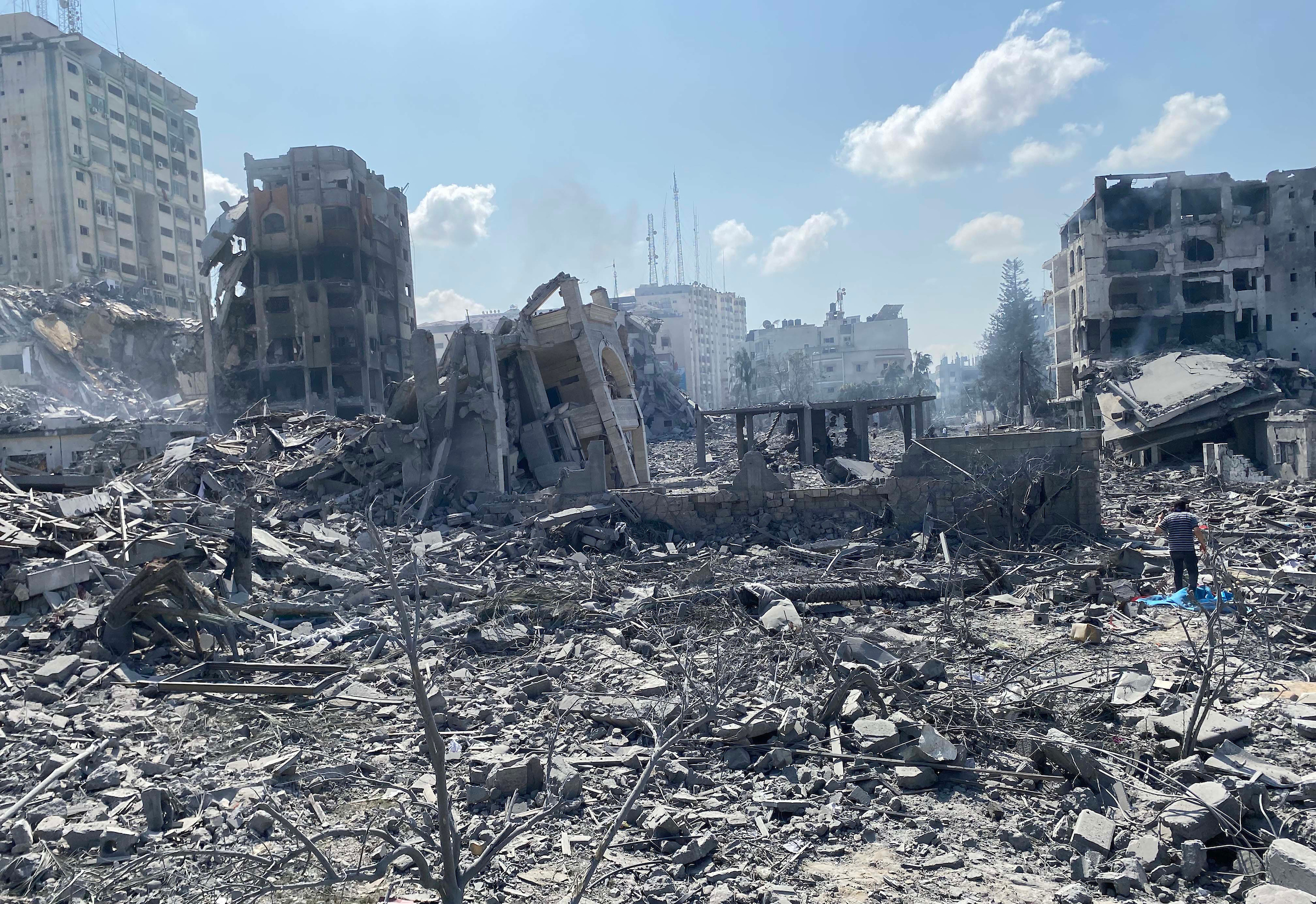
Ruïnes na bombardementen op Gaza-Stad, 9 oktober

Op 8 oktober beschoot Israël met zware artillerie de vissershaven waar bootjes waren afgemeerd. Volgens Palestijnse autoriteiten werd hier witte fosfor ingezet. Het nieuwskanaal Al Jazeera publiceerde hiervan een korte video. Net als tijdens het conflict in 2009 wierp Israël op respectievelijk 10 en 11 oktober ook clusterbommen met witte fosfor af op doelen in Libanon en Gaza-Stad. Het gebruik hiervan in dichtbevolkte gebieden is een schending van het internationaal humanitair recht.
Een analyse van Airwars gaf aan dat alleen al in de eerste week er, volgens opgave van de IDF, meer dan 850 bommen per dag boven Gaza werden afgeworpen. Over de laatste drie maanden van 2023 was het gemiddelde meer dan 300 per dag.

#### Blokkade van de Gazastrook en toename luchtaanvallen
Israël kondigde na de eerste nacht met tegenaanvallen op 8 oktober 2023 een totale blokkade van de Gazastrook aan. De levering van voedsel en medicijnen naar het gebied werd volledig stopgezet. Israëlische troepen trokken zich intussen samen aan de grenzen van de Gazastrook. Op 9 en 10 oktober voerde Israël luchtaanvallen uit nabij de enige nog open grensovergang vanuit Gaza bij Rafah, waardoor deze moest sluiten. Deze grensovergang naar Egypte was sowieso al gesloten voor Palestijnen; alleen buitenlanders konden voordien de Gazastrook op deze manier verlaten.

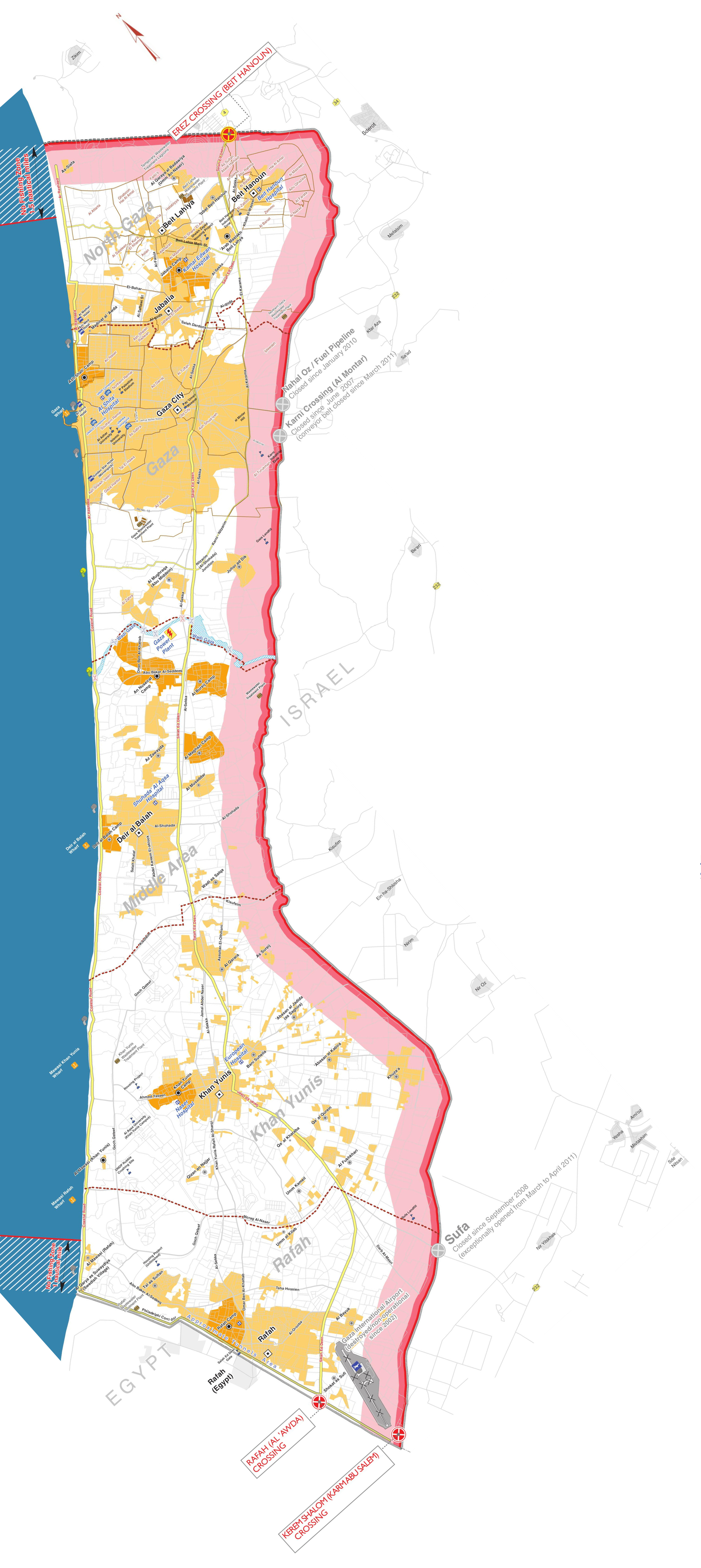
Kaart van Gaza in 2012 met in blauw de Wadi Gaza, die de grens van de evacuatie-zone vormde. Niet alle ziekenhuizen zijn aangegeven.

Op 13 oktober voerde het Israëlische leger de eerste nachtelijke invallen in Gaza uit, waarbij een aantal doden vielen. Het leger viel met tanks binnen. Het doel was volgens het leger aanvallen op strijders die raketten afschoten en het verzamelen van informatie over de gegijzelden.
Via vele duizenden vanuit de lucht verspreide strooibiljetten gaven de Israëlische autoriteiten op 13 oktober meer dan een miljoen Gazanen in het noorden – ongeveer de helft van de totale bevolking – de instructie om binnen 24 uur hun huizen te verlaten en naar het zuiden te trekken, voorbij de Wadi Gaza. Deze oproep werd gezien als de opmaat voor een grondoffensief dat wellicht snel zou komen. Tienduizenden inwoners sloegen op de vlucht. Diverse mensenrechtenorganisaties waarschuwden dat zo'n gedwongen verplaatsing van de bevolking een schending was van het internationaal recht. Palestijnse leiders waarschuwden van hun kant voor een nieuwe Nakba. De Palestijnse president, Mahmoud Abbas, zei dat de gedwongen verplaatsing zou neerkomen op een herhaling van de gebeurtenissen uit 1948. Veel inwoners wilden niet vertrekken, uit vrees nooit meer te kunnen terugkeren. Bovendien waren er in het zuiden van de Gazastrook geen voorzieningen om meer dan een miljoen vluchtelingen op te vangen.
Volgens het Palestijnse ministerie van Volksgezondheid werden vluchtelingen op weg naar het zuiden gebombardeerd, waarbij meer dan 40 mensen werden gedood. Velen keerden daarop terug naar huis. Volgens Hamas werden er bij aanvallen op drie verschillende locaties 70 mensen op de vlucht in hun auto gedood, de meesten van hen vrouwen en kinderen. De BBC en The Washington Post bevestigden een aanval op 13 oktober, rond 17.30 uur lokale tijd op een van de hoofdroutes, iets ten zuiden van Gaza-Stad, waarbij minstens 12 doden werden geteld, voornamelijk vrouwen en kinderen. Al Jazeera berichtte dat er ook een konvooi van ambulances werd aangevallen, waarbij een ambulance werd getroffen. Volgens de Rode Halve Maan voerde Israël actief aanvallen uit op zorgpersoneel en ziekenhuizen in de Gazastrook. Er werden vier hulpverleners gedood bij een directe luchtaanval op een ambulance. Een andere hulpverlener van de Rode Halve Maan zou bij de grens zijn doodgeschoten door een Israëlische scherpschutter, ondanks eerdere toestemming om daar een gewonde op te halen. Intussen konden veel slachtoffers die in Gaza onder het puin waren begraven niet worden bereikt.
In de vroege ochtend van 14 oktober kwam er van Israëlische zijde opnieuw een oproep aan Palestijnen om te vertrekken. De bewoners kregen daarvoor de tijd tot 16.00 uur lokale tijd. Via Twitter beloofde het leger tot dan "geen schade" aan te richten aan de twee hoofdroutes naar het zuiden, waaronder de Salah al-Din Road. Er werd gezegd dat het leger rondom Gaza gereed stond voor komende taken. Gaza werd nog steeds bijna continu gebombardeerd vanuit de lucht, zee en land. Circa 600.000 inwoners waren inmiddels naar het zuiden gevlucht. Hier werden woongebouwen aangevallen en vernietigd. Er werd een luchtaanval uitgevoerd op huizen in het vluchtelingenkamp Deir al Balah en twee nabij de stad Rafah. Ook Jabalia Camp bij Gaza-Stad werd aangevallen. In totaal werden hierbij 28 mensen gedood.
De bewoners van Gaza-Stad, inclusief de vluchtelingen in de beschermde nood-opvangen van de VN, kregen van het Israëlische leger opnieuw een instructie om naar het zuiden te vluchten. Hun werd beloofd dat zij op 15 oktober tussen 10 en 13 uur niet zouden worden aangevallen. De Secretaris-generaal van de Verenigde Naties had daarvóór herhaald dat een onmiddellijke en volledige evacuatie onmogelijk was. De Wereldgezondheidsorganisatie (WHO) zei dat een evacuatie van ziekenhuizen voor de meest kwetsbare patiënten een doodvonnis zou betekenen.
Tijdens de nog altijd aanhoudende bombardementen en beschietingen werd op 16 oktober een woongebouw in Khan Younis aangevallen, waarbij 22 Palestijnen werden gedood. Er werden ook aanvallen uitgevoerd nabij een ziekenhuis en op hoofdwegen, waardoor nieuwe verkeersproblemen ontstonden. Er was sprake van drie luchtaanvallen op Khan Younis, waarbij meer dan 100 mensen, de meesten vluchtelingen, werden gedood. Het Israëlische leger zei dat het Hamas-doelen in het zuiden had aangevallen. Een woordvoerder zei "dat er op het moment geen humanitaire crisis in Gaza heerst" en dat er "geen verplichting is om Hamas van elektriciteit te voorzien". Het ministerie voor burgerbescherming in Gaza-Stad – dat de reddingsoperaties coördineerde – werd gebombardeerd, waarbij 7 medewerkers werden gedood.
Centraal en zuidelijk Gaza waren overvol en vele vluchtelingen moesten op straat overnachten. Er waren diverse berichten dat, vanwege de aanhoudende luchtaanvallen op zuidelijk Gaza, de overvolle noodonderkomens zonder water, stroom en sanitair, veel families naar Gaza-Stad terugkeerden. Bij de Rafah-grensovergang stonden al dagenlang vrachtwagens met hulpgoederen voor Gaza te wachten, maar deze konden door de aanhoudende bombardementen niet verder. De VS kwam met een plan voor een staakt-het-vuren om de leveringen mogelijk te maken, maar desondanks werd de grensovergang op 16 oktober gebombardeerd door Israël.

#### Bezoek van Biden aan Israël en eerste reactie Egypte over vluchtelingen
Bij zijn korte bezoek aan Israël op 18 oktober betuigde Biden nogmaals zijn onvoorwaardelijke steun aan de Israëlische acties. Wel drong hij aan op directe humanitaire hulp aan Gaza. De Israëlische regering zei hiermee akkoord te gaan, maar weigerde toegang te verlenen via Israëlisch grondgebied. Ook weigerden zij een tijdelijk staakt-het-vuren af te kondigen. Daarnaast waren ze tegen de levering van brandstof, nodig voor de distributie van water en het functioneren van de ziekenhuizen. De VN-Veiligheidsraad was niet in staat tot een oproep hiertoe als gevolg van een veto van de VS (permanent lid van de Veiligheidsraad), omdat in de aangeboden resolutie Hamas niet eenzijdig werd veroordeeld. Biden zegde voor 100 miljoen dollar hulp aan Gaza en de Westoever toe.
Egypte weigerde de 500 à 600 Palestijnen met Amerikaanse nationaliteit en andere buitenlanders om via Rafah Gaza te laten verlaten, zolang de noodhulp niet kon worden geleverd. Op 19 oktober had nog steeds geen enkele noodhulp Gaza bereikt. De Egyptische president, Abdul Fatah al-Sisi, weet het stagneren daarvan aan de Israëlische luchtaanvallen op de Rafah-grensovergang. Honderdtwintig vrachtwagens met hulpgoederen stonden te wachten. De eerste 20 hoopten de volgende dag Gaza te bereiken na reparatie van de weg. Volgens de VN zouden er dagelijks 100 vrachtladingen nodig zijn.
De Egyptische president Sisi weigerde een massale instroom van vluchtelingen in de Sinaï toe te staan. Hij vreesde dat het een nieuwe basis zou worden voor terroristische acties, waarop Israël directe aanvallen op Egyptisch grondgebied zou gaan uitvoeren. Het zou bovendien de weg vrijmaken voor de verplaatsing van Palestijnen van de Westoever naar Jordanië, waarna een onafhankelijke Palestijnse staat onmogelijk zou worden, omdat het land er wel was maar het volk niet. Sisi suggereerde de Palestijnen tijdelijk te verplaatsen naar de Negev totdat het Israëlische leger zijn operatie had voltooid.
In de nacht van 18 op 19 oktober werd zuidelijk Gaza, waar Israël de vluchtelingen naar toe had gestuurd, hevig gebombardeerd. Israël zei dat het Hamas-doelen had aangevallen. Volgens plaatselijke autoriteiten werden bij drie bombardementen op Khan Younis meer dan 100 Palestijnen gedood, waarvan de meesten vluchtelingen waren uit noordelijk Gaza. Op 16 oktober had Israël voor drie uur een deel van de watertoevoer naar het zuiden hervat, net voldoende voor 14% van de behoefte van de ruim 2 miljoen inwoners.

### De eerste gegijzelden komen vrij op 23 oktober 2023
Na de vrijlating van twee gijzelaars op 23 oktober werden bij verhevigde bombardementen in de nacht meer dan 700 Palestijnen gedood. Het was het hoogste aantal doden op een dag sinds 7 oktober. In Khan Younis werd onder meer een woonflat van vier verdiepingen vernietigd, met minstens 32 doden als gevolg. In Gaza-Stad werden minstens 19 burgers gedood en tientallen onder het puin bedolven door een aanval op een woonhuis. De IDF beweerde op de dag van de aanval, dat het tientallen Hamasstrijders had gedood in aanvallen op meer dan 400 "Hamasdoelen".
Secretaris-generaal van de VN António Guterres riep op 24 oktober op tot een humanitaire pauze. Israël reageerde woedend toen Guterres opmerkte dat de aanval van Hamas "niet in een vacuüm" had plaatsgevonden en een verband legde met de "56 jaar van verstikkende bezetting". Israël eiste zijn aftreden. De Israëlische VN-ambassadeur, Gilad Erdan, kondigde aan dat er geen visa meer zouden worden verstrekt aan vertegenwoordigers van de VN, "om ze een lesje te leren".
In de nacht van 25 op 26 oktober deed het Israëlische leger voor de derde keer met tanks een inval in Gaza. Het ging om voorbereidingen voor de volgende fases van de oorlog, het op handen zijnde grondoffensief. Naar eigen zeggen werden "talloze terreurcellen" uitgeschakeld. Er werden daarnaast bombardementen uitgevoerd op onder andere de zuidelijke stad Khan Younis en het vluchtelingenkamp Bureij. Volgens Amerikaanse media zou het grondoffensief zijn uitgesteld op aandringen van de VS, die eerst meer luchtafweer naar het Midden-Oosten wil brengen.

#### Eerste bijeenkomst VN-Veiligheidsraad
In de VN-Veiligheidsraad werden resoluties om gevechtspauzes voor het leveren van noodhulp in te lassen of een staakt-het-vuren op te leggen door grootmachten VS en Rusland wederzijds met een veto geblokkeerd, omdat men het niet eens kon worden over de tekst. Israël weigerde de aanvallen op Gaza te onderbreken om humanitaire hulp mogelijk te maken. Alleen de Veiligheidsraad kan bindende resoluties uitvaardigen. De Algemene Vergadering kan alleen niet-bindende aanbevelingen doen.
Op de avond van 27 oktober werd in de Algemene Vergadering met overgrote meerderheid opgeroepen tot een staakt-het-vuren en werd directe toegang van hulp tot de Gazastrook geëist. Nederland onthield zich daarbij van stemming. Israël reageerde woedend en noemde de oproep "verachtelijk". Nog tijdens de stemming verbrak Israël het contact met de buitenwereld en startte met de zwaarste bombardementen op Gaza sinds 7 oktober. Daarbij werden het internet en andere communicatiemiddelen voor onbepaalde tijd uitgeschakeld. Er vonden ook zware beschietingen met artillerie vanuit Israël plaats.

### Start Israëlisch grondeffensief op 27 oktober 2023
Op 25 en 26 oktober werden met tanks beperkte invallen in Gaza uitgevoerd als voorbereidingen voor de volgende fases van de oorlog, het op handen zijnde grondoffensief. In de nacht van 27 op 28 oktober startte een grootschaligere inval, die vooralsnog een voorbereiding leek te zijn op het grote grondoffensief. Netanyahu verklaarde dat de oorlog met de uitbreiding van de grondoperaties de "tweede fase" was ingegaan, met als doelen de Hamas-regering en zijn militaire capaciteiten te vernietigen en de gijzelaars naar huis te halen. Men bleef de Gazanen in noordelijk Gaza oproepen om naar het zuiden te vluchten. De BBC onderzocht een aantal gevallen waarin de IDF bewoners opriep naar bepaalde locaties te vluchten, waarna deze plaatsen werden gebombardeerd.  De Israëlische autoriteiten verklaarden Gaza-Stad tot oorlogsgebied. Netanyahu verklaarde op een persconferentie dat de Israëli's zich moesten voorbereiden op een "lang en moeilijk" offensief en noemde de operatie Israëls "tweede onafhankelijkheidsoorlog" sinds 1948. Hij zei er bij dat dit "nog maar het begin" was. Door de aanhoudende bombardementen en gebrek aan brandstof en uitrusting was een beperkt aantal ambulances beschikbaar. Op 29 oktober waren er circa 1,4 miljoen interne vluchtelingen in Gaza, die onderdak zochten in onder andere UNRWA-faciliteiten, ziekenhuizen, kerken en scholen. Ongeveer 700.000 werden door families opgevangen. Minstens 117.000 vluchtelingen verbleven nog in medische faciliteiten in Gaza-Stad en noordelijk Gaza.
Terwijl de bombardementen over de Gazastrook voortduurden, rukte het leger de volgende dagen op met tanks en ander groot materieel, onder dekking van artillerie vanaf land en de kustwateren. Op 30 oktober werd de Salah al-Din Road, de hoofdweg van noord naar zuid, met tanks geblokkeerd. Getuigen meldden dat tanks vuurden op auto's die trachtten te passeren. Vanuit de lucht werd een deel van de weg gebombardeerd, resulterend in grote kraters. Met een gepantserde bulldozer werd begonnen aan vernieling van de weg, totdat volgens berichten na ruim een uur de tanks tot terugtrekking werden gedwongen.
Vanuit het noorden en oosten werd de grondoperatie uitgebreid. Op 31 oktober meldde het leger, dat meer dan 20.000 troepen in Gaza waren. Op 31 oktober werd rond middernacht een woonhuis in Az Zawayda in Centraal-Gaza gebombardeerd, waarbij een hele familie van drie generaties – 18 personen, voornamelijk kinderen en vrouwen – omkwam. Even later werden bij een aanval op een woning in de wijk Az Zaytoun in Gaza-Stad minstens 15 Palestijnen gedood. In de middag van 31 oktober voerde het leger zes luchtaanvallen uit op het Jabalia-vluchtelingenkamp. Een hele woonwijk met 30 woningen werd met de grond gelijk gemaakt. Minstens 50 mensen werden gedood, een onbekend aantal werd onder het puin bedolven. Hamas zei dat bij de aanval op Jabalia ook zeven Israëlische gijzelaars waren omgekomen, onder wie drie met een buitenlands paspoort. Israël beweerde bij de aanval een Hamasleider en tientallen strijders te hebben gedood, wat door Hamas werd ontkend. De volgende dag werden opnieuw bombardementen op het vluchtelingenkamp uitgevoerd. Israël beweerde dat een Hamas-complex en een commandant waren getroffen. Onder andere een UNRWA-school werd getroffen. Volgens wapenexperts werden waarschijnlijk geleide bommen van 900 kg gebruikt. Naar schatting werden minstens zo'n 200 mensen gedood, het meest vrouwen en kinderen. Velen werden bedolven onder het puin en konden niet worden geborgen, omdat materieel de plaatsen niet konden bereiken via de vernielde straten en door gebrek aan brandstof.
Op 2 november was volgens het leger Gaza-stad vanaf drie zijden omsingeld en werden operaties uitgevoerd in de stad. Vanuit het tunnelsysteem werden guerrilla-aanvallen uitgevoerd door Palestijnse strijders. Op 31 oktober sneuvelden de eerste twee soldaten tijdens de invasie. In de eerste dagen van de grondoperatie werden in totaal 18 soldaten gedood, waaronder een officier. Leveranciers van satellietbeelden staakten in oktober de distributie van gedetailleerde beelden aan nieuwsorganisaties, zodat de Israëlische grondoperatie niet langer te volgen is. Ook gedurende de daaropvolgende dagen werden aanvallen op Jabalia uitgevoerd. Bij een aanval op de UNRWA-school al-Fakhoora met honderden vluchtelingen werden op 3 november minstens 15 mensen gedood en 54 verwond. Rond 6 november had het leger na intensieve bombardementen noordelijk Gaza afgesneden van de rest van de Gazastrook en Gaza-stad geheel omsingeld. Het leger maakte zich op voor grondgevechten met de ingesloten militanten van Hamas.

#### Gebruik van witte fosfor
In oktober 2023 rapporteerde behalve Human Rights Watch ook Amnesty International dat het Israëlische leger witte fosfor had gebruikt bij luchtaanvallen in Gaza en in Zuidelijk Libanon.
Eind oktober sprak de NOS met Libanese dorpelingen van het grensdorp Dhayra in Libanon die vertellen dat ze na deze aanvallen met ademhalingsproblemen in het ziekenhuis behandeld moesten worden.
Nadat begin november het kantoor van het Franse persbureau AFP in Gazastad door een aanval was getroffen, maakte een fotograaf van het AFP op zondagochtend 5 november foto’s en video’s van een aantal  luchtaanvallen door het Israëlische leger. Daarbij constateerde hij bij dat boven het dichtbevolkte gebied van Gaza witte fosforgranaten werden gebruikt. De Brits-Palestijnse plastisch chirurg Ghassan Abu Sitta twitterde eind oktober dat hij in het Al-Shifa-ziekenhuis een dertienjarig kind had behandeld voor fosforwonden aan de benen. "Ik herkende het heel duidelijk", licht hij telefonisch toe. "In 2009 heb ik het ook hier in Gaza gezien. Het weefsel was wit geworden en de wond liep door tot het bot. Ik heb het dode weefsel verwijderd."

#### Aanval op ambulancekonvooi op 3 november 2023
Op 3 november werd een konvooi van ambulances gebombardeerd dat volgens de Hamas-regering patiënten op last van het Israëlische leger (IDF) van het al-Shifa-ziekenhuis in Gaza-stad naar Rafah zou evacueren. De Palestijnse Rode Halve Maan zei dat het konvooi tweemaal werd getroffen op weg naar het al-Shifa-ziekenhuis - een keer terwijl het onderweg was en een tweede keer buiten de poort van het ziekenhuis, waar het naar verluidt was gearriveerd om patiënten uit te laden. Minstens 15 mensen werden gedood, anderen raakten zwaar gewond. De BBC verifieerde de beelden van het bombardement op de ambulance bij het ziekenhuis. Het Egyptische ministerie van Volksgezondheid zei dat vanwege de "gebeurtenissen" bij het al-Shifa-ziekenhuis er slechts zeventien gewonde Palestijnen zijn geëvacueerd voor behandeling in Egyptische ziekenhuizen in plaats van de 28 die oorspronkelijk waren gepland. De IDF beweerde dat de ambulances werden gebruikt voor het vervoer van Hamasstrijders en wapens en tevens dat onder het ziekenhuis een hoofdkwartier van Hamas was gevestigd. Er werd echter geen bewijs van geleverd. Bij het ziekenhuis zochten duizenden mensen bescherming tegen de Israëlische bombardementen.

### Verdere intensivering bombardementen 4 november 2023
Op 4 november werden de bombardementen opgevoerd, waarbij scholen, moskeeën en nog meer ziekenhuizen werden getroffen. Ook zonnepanelen op woningen werden vernield, waarmee voor velen de laatste stroomvoorziening werd uitgeschakeld. Twee moskeeën werden aangevallen. Het Israëlische leger maande de overgebleven inwoners van noordelijk Gaza nogmaals om het gebied te verlaten en beloofde dat er op 4 november vier uur lang een veilige route zou zijn. Hamas zou volgens de IDF de evacuatie verhinderden. Bewoners betwijfelden echter of de route wel veilig was vanwege de voortdurende bombardementen. Straten en auto's waren vernield en er was een gebrek aan benzine. Israëlische grondtroepen controleerden inmiddels de weg naar het zuiden. Naar schatting verbleven er nog enkele honderdduizenden burgers in het noorden. In de nacht van 5 op 6 november vond een van de hevigste bombardementen plaats sinds het begin van de oorlog. Bij een luchtaanval op vluchtelingenkamp Shati werd een onbekend aantal mensen onder het puin bedolven. Ook in de zogenaamde "veilige zone" in centraal en zuidelijk Gaza waren bombardementen en vluchtelingen waren gedwongen buiten op straat te overnachten. De luchtaanvallen gingen de volgende dag en nacht door. De grondtroepen, die Gaza-Stad geheel hadden omsingeld, maakten zich op om de stad binnen te trekken. Volgens de Palestijnse autoriteiten waren ook bakkerijen een doelwit.
Op 10 november voerde Israël een aanval uit op de al-Buraq-school in Gaza-Stad. Door bombardementen en artillerievuur werden circa 50 personen gedood. De Israëlische VN-ambassadeur, Gilad Erdan, beweerde op 10 november, dat alle medewerkers van het gezondheidsministerie en veel van de UNRWA-hulpverleners lid waren van Hamas. Sinds 7 oktober waren meer dan 100 UNRWA-medewerkers gedood. UNRWA-communicatiedirecteur Juliette Touma zei dat er geen enkele basis is voor de Israëlische bewering dat stafleden van haar organisatie Hamas-lid zijn. Duizenden Palestijnse vluchtelingen trokken te voet richting het zuiden via de zogenaamde veilige corridor Salah al-Din Road. Euro-Med Human Rights Monitor publiceerde op 11 november getuigenissen over de evacuatieroute waarin werd beweerd dat het Israëlische leger de corridor als val gebruikte om personen en families te doden, arresteren of misbruiken. Beelden toonden een compleet vernielde weg en volgens verklaringen waren er circa vijf kilometer zuidelijk van Gaza-Stad checkpoints van de IDF. Volgens de getuigen werden vluchtelingen door het leger naar twee checkpoints gestuurd, waar een observatiesysteem was geïnstalleerd en zij hun identiteitskaarten moesten tonen en onder dwang een gezichtsscan werd gemaakt. De vluchtelingen werden met waarschuwingsschoten naar het checkpoint gejaagd. Mannen en vrouwen werden gescheiden door twee aparte containers met camera's gestuurd. Het checkpoint was langs de evacuatieroute, net ten zuiden van de Wadi Gaza, en was op satellietbeelden herkenbaar. Terugkeer naar het noorden werd verhinderd. Circa 3 kilometer ten noorden van de Wadi Gaza had het leger de eigenlijke scheidslijn tussen noord en zuid gecreëerd bestaande uit een fysieke oost-westgrens.,p.12-13 Voertuigen zouden worden tegengehouden en de vluchtelingen moesten ongeveer zeven kilometer lopen tot zuidelijk Gaza. Ze werden beroofd van persoonlijke bezittingen en gedwongen met de handen omhoog en een witte vlag verder te lopen. Families werden getroffen door artillerievuur en hulpverlenende omstanders werden door soldaten beschoten. Langs de weg lag het bezaaid met lichamen, vooral van vrouwen en kinderen. De mensenrechtenorganisatie beklaagde het delen van filmpjes die beelden tonen van soldaten die lichamen van gedode vluchtelingen verminken of bevuilen of er zelfs ledematen van afsnijden.

#### Ook Midden- en Zuid-Gaza doelwit van de bombardementen
Ook in Midden- en Zuid-Gaza bleven dagelijks bombardementen plaatsvinden. Verder werden de steden Khan Younis en Rafah in het zuiden veelvuldig gebombardeerd. Nadat er op 12 november een woonhuis in Khan Younis was gebombardeerd − waarbij circa 11 mensen werden gedood en 25 gewond raakten − voerde Israël op 14 november opnieuw een reeks aanvallen uit, waarbij tientallen mensen werden gedood of verwond. Op 13 november bombardeerde de Israëlische marine in Rafah een onderkomen van het personeel van hulporganisatie UNRWA. Omdat de aanval door de IDF was aangekondigd, kon het gebouw tijdig worden ontruimd. In het noorden drong de IDF een school en twee gezondheidscentra van UNRWA binnen en dwong de vluchtelingen de gebouwen te verlaten en naar het zuiden te trekken. De gezondheidscentra werden vervolgens door artillerie onder vuur genomen.
Op 14 november werd een deel van de communicatie-infrastructuur zuidelijk van de Wadi Gaza beschadigd door bombardementen. In de middag van 16 november vielen alle basis-telefoon- en internetverbindingen in Gaza uit door gebrek aan brandstof. In de nacht van 15 op 16 november werden pamfletten boven gebieden ten oosten van Khan Younis uitgestrooid, waarin de bewoners van vier plaatsen werd bevolen onmiddellijk te evacueren naar "bekende schuilplaatsen". Bij twee luchtaanvallen op het vluchtelingenkamp Nuseirat in Centraal-Gaza werden minstens 20 mensen gedood en 140 onder het puin bedolven.
Op 18 november werden in Khan Younis bij een aanval op een woning 26 personen gedood. Op dezelfde dag werden bij twee bombardementen op woongebouwen in het vluchtelingenkamp Jabalia meer dan 80 personen gedood. Minstens 24 vluchtelingen werden gedood in de al-Fakhouri-school. Daarnaast kwamen 32 leden van één familie om, waaronder 19 kinderen. Op een school in Beit Lahia werden meer dan 50 mensen gedood bij een bombardement. Op 19 november werden bij aanvallen op burgerdoelen in Jabalia en Gaza-Stad 58 mensen gedood. In de vroege ochtend van 20 november werden bij een aanval op twee burgerdoelen in zuidelijk Gaza 17 mensen gedood en raakten er 15 gewond. Op 21 november kreeg het Jordaans veldhospitaal, dat net in Khan Younis was opgezet, opdracht te evacueren. Jordanië zei hier geen gehoor aan te geven en riep zijn ambassadeur in Israël terug.
Volgens The New York Times was het aantal burgerdoden in de 2 maanden tot 25 november hoger dan of minstens vergelijkbaar met het aantal slachtoffers bij de tot nu 18 maanden durende Russische invasie van Oekraïne sinds 2022.

#### Uitbreiding van het grondoffensief
Rond 9 november hadden de grondgevechten zich uitgebreid tot Midden-Gaza en op 15 november nog verder naar het zuiden rond Khan Younis. Op 17 november hadden de gevechten Oost-Rafah aan de zuidgrens bereikt. Dit bleef gepaard gaan met bombardementen verspreid over heel Gaza. Op 10 november werden vier grote ziekenhuizen met tanks en andere gepantserde voertuigen belegerd. Op 11 november waren er omvangrijke straatgevechten in Gaza-Stad. De gevechten concentreerden zich in het noorden, maar er was ook melding van gevechten in centraal Gaza. Op 20 november werd het Indonesian Hospital in het noordelijke Beit Lahia door tanks omsingeld en aangevallen. Er werden 12 patiënten en begeleiders gedood en velen gewond. Het ziekenhuis was al vier keer eerder aangevallen en zat inmiddels geheel zonder stroom, met een tekort aan water en medisch materiaal.
Op 21 november begon het leger Jabalia in te sluiten, na het kamp in de voorafgaande weken intens te hebben gebombardeerd met grote aantallen burgerslachtoffers tot gevolg. Bij een aanval op het al-Awda-ziekenhuis in Jabalia werden vier artsen gedood.

### Eerste staakt-het-vuren op 24 november 2023

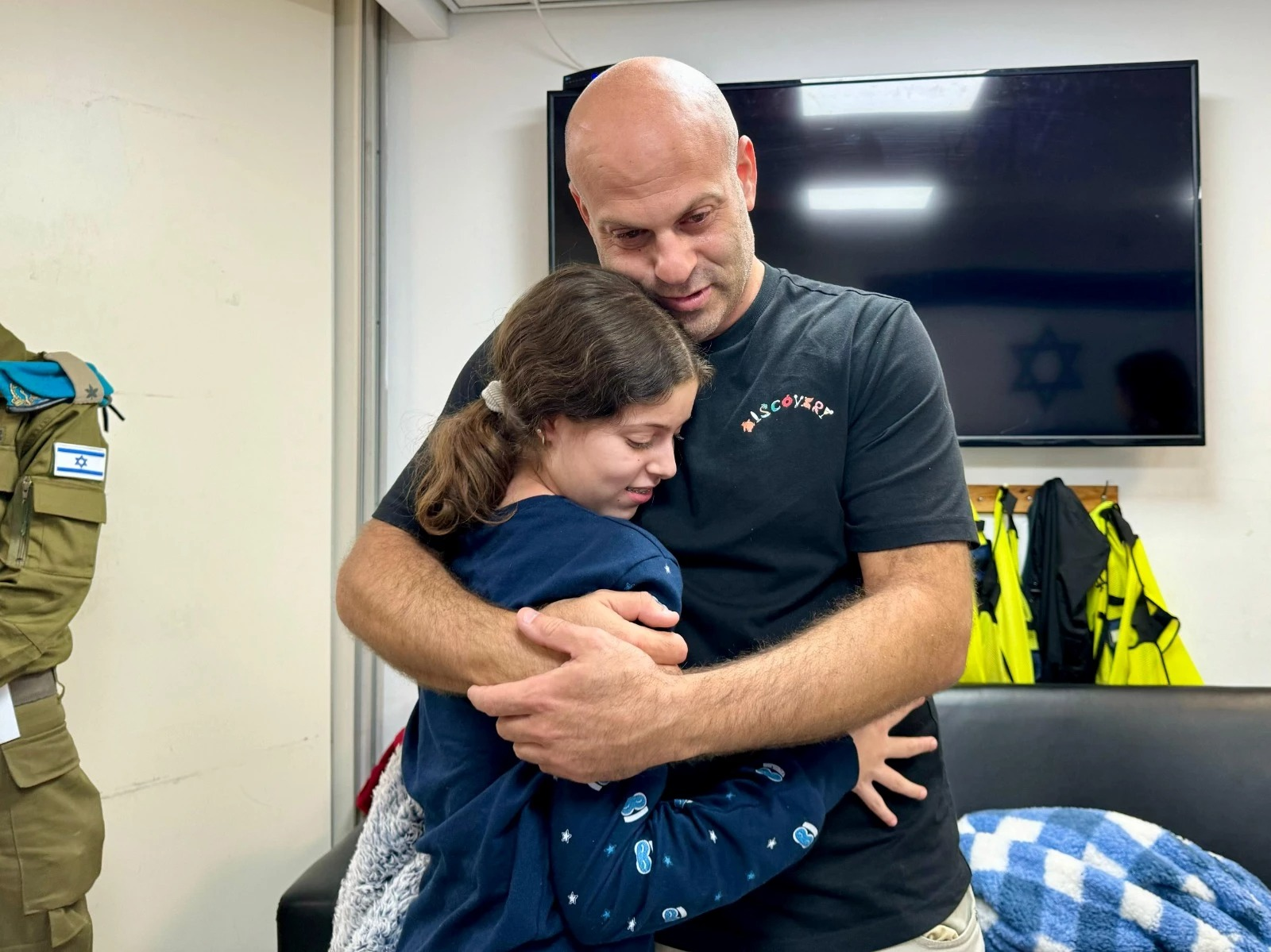
Tijdens het staakt-het-vuren vindt een uitwisseling van gevangenen plaats, en sluit een vader zijn gegijzelde 13-jarige dochter weer in de armen

Op 24 november ging een zevendaags staakt-het-vuren in, in ruil voor de vrijlating van 50 Israëlische gijzelaars en 150 Palestijnse gevangenen die al vóór de oorlog in Israëlische gevangenissen werden vastgehouden. Israël verbood middels strooibiljetten vluchtelingen tijdens de gevechtspauze naar hun woning in het noorden terug te keren. Het leger verhinderde hun terugkeer. Twee vluchtelingen werden op 24 november op hun weg naar huis doodgeschoten en 11 anderen in hun benen geschoten. Israël kondigde direct aan dat de oorlog in volle hevigheid hervat zou worden zodra het staakt-het-vuren zou zijn beëindigd.
Op 1 december hervatte Israël de bombardementen, nadat een uur voor afloop van de vuurpauze vanuit Gaza een raket was afgeschoten. Netanyahu zei dat Hamas niet zoals afgesproken alle vrouwen had vrijgelaten; Hamas gaf de schuld aan Israël, die het aanbod weigerde om andere gijzelaars vrij te laten en dreigde de oorlog na de vrijlating te hervatten. Hamas zei dat Israël binnen zeven uur na hervatting van de gevechten meer dan 60 mensen had gedood.

### Aanvallen in 2024
Ook gedurende heel 2024 werd door Israël dagelijks een groot aantal luchtaanvallen verspreid over heel Gaza uitgevoerd, inclusief op ziekenhuizen, scholen en andere schuilplekken voor vluchtelingen. Aan het begin van 2024 was het aantal geïdentificeerde doden volgens de autoriteiten minstens 22.000 en het aantal gewonde Palestijnen 57.000 met zo'n 7.000 vermisten, vermoedelijk onder het puin. Eind van dat jaar waren die aantallen respectievelijk bijna 46.000 en 108.000. Dat betekent dat er in 2024 minimaal zo'n 35.000 Gazanen werden gedood, waarvan het merendeel vrouwen en kinderen. Meermaals verschenen er in de media berichten over lichamen die op de straten werden aangevreten door honden en katten. Deze personen zullen waarschijnlijk nimmer worden geïdentificeerd.
Op 2 januari 2024 werd bij een explosie in Beiroet Hamas-kopstuk Saleh Al-Arouri gedood.
Op 22 januari 2024 meldde het Israëlisch leger dat ze de stad Khan Younis, in het zuiden van de Gazastrook, hadden omsingeld. Het is de geboortestad en woonplaats van Yahya Sinwar, de politieke leider van Hamas in de Gazastrook, die wordt beschouwd als het brein achter de terreuraanval van 7 oktober 2023. Bij gevechten kwamen tientallen Palestijnse militanten om. Het leger hoopte in het uitgebreide netwerk van ondergrondse tunnels de Hamas-leiders en Israëlische gijzelaars te vinden.
Op 31 juli 2024 werd Hamas-leider en bemiddelaar Ismail Haniyah gedood bij een explosie in de Iraanse hoofdstad Teheran, waar hij op dat moment verbleef om de inauguratie van de nieuwe Iraanse president Masoud Pezeshkian bij te wonen. Iran beschuldigde Israël van een moordaanslag op Haniyah.

### Verder verloop  in 2025

#### Tweede staakt-het-vuren in januari 2025
Dankzij bemiddeling van Qatar, de Verenigde Staten en Egypte werd bij onderhandelingen tussen Hamas en Israël op 15 januari 2025 een voorlopig akkoord over een staakt-het-vuren bereikt. Israël ging pas op 17 januari definitief akkoord. Het bestand zou ingaan op 19 januari om 10:15 plaatselijke tijd. In de eerste fase van 6 weken zouden 33 Israëlische gijzelaars worden geruild tegen Palestijnse gevangenen. Naast het voorlopig stoppen van de aanvallen en gedeeltelijke terugtrekking van troepen zou de levering van humanitaire hulp worden hervat en Gazanen mogen terugkeren naar hun woonplek. Voor fase 2 waren onderhandelingen voorzien over het ruilen van de overige circa 70 (levende en dode) gegijzelden tegen Palestijnse gevangenen en volledige terugtrekking van Israëlische troepen uit Gaza. In fase 3 zou een definitieve wapenstilstand moeten worden bereikt en Gaza worden herbouwd. In de media verschenen berichten die suggereren dat Israël na fase 1 of 2 de oorlog weer in volle hevigheid wil hervatten.
Tussen het bereiken van het voorlopig akkoord en het ingaan van het bestand voerde Israël het aantal bombardementen sterk op, waarbij nog vele Palestijnen werden gedood en gebouwen vernietigd. Alleen al op 17 januari werden daarbij meer dan 80 mensen gedood. Het ingaan van de vuurpauze werd nog enkele uren vertraagd, omdat de namen van de drie vrij te laten gijzelaars nog niet waren vrijgegeven. Ook tijdens dit uitstel ging Israël door met het bombarderen van burgerdoelen en doodde in die korte tijd nog 19 personen. Bij een luchtaanval op een groep Gazanen die de vuurpauze vierden, werd in de laatste minuten nog een vader met twee van zijn kinderen op een ezelskar met een raketaanval gedood en een derde gewond.
Drie vrouwelijke gijzelaars werden in de loop van 19 januari vrijgelaten. In ruil werden kort na middernacht 69 Palestijnse vrouwen en 21 kinderen vrijgelaten uit de Ofer-gevangenis op de Westoever. Ondanks het verbod van het leger om hun bevrijding te vieren, werden zij in Ramallah begroet door duizenden Palestijnen. Van de 90 gevangenen waren er 82 al vóór '7 oktober' op de Westoever gearresteerd. Dezelfde dag werden in Rafah twee burgers door Israëlische sluipschutters gedood bij een schending van de vuurpauze. Acht werden door geweervuur gewond. Het leger zei dat het waarschuwingsschoten waren.

#### Einde staakt-het-vuren (18 maart)
Op 18 maart 2025 kwam een einde aan het staakt-het-vuren, met grootschalige Israëlische luchtaanvallen op doelen in de Gazastrook. De verrassingsaanval resulteerde in minstens 330 doden, onder wie vrouwen en kinderen. De wapenstilstand tussen Israël en Hamas was op 19 januari 2025 ingegaan en had tot doel een einde te maken aan de 17 maanden durende oorlog die begon in oktober 2023. Tijdens deze periode kwamen in de Gazastrook volgens Palestijnse autoriteiten ongeveer 48.000 mensen om het leven, terwijl in Israël 1.200 doden vielen en 251 mensen werden gegijzeld.
De aanval volgde op het mislukken van onderhandelingen over de vrijlating van Israëlische gijzelaars. Premier Benjamin Netanyahu gaf opdracht tot de luchtaanvallen, nadat Hamas weigerde de resterende gijzelaars vrij te laten. Israëlische functionarissen waarschuwden dat de militaire operaties zouden worden geïntensiveerd als Hamas niet zou voldoen aan de eisen voor vrijlating.
De Verenigde Staten, vooraf op de hoogte gebracht van de Israëlische luchtaanvallen, hebben hun steun aan Israël uitgesproken en Hamas verantwoordelijk gehouden voor de hernieuwde vijandelijkheden. President Donald Trump heeft Hamas gewaarschuwd voor verdere consequenties als de gijzelaars niet worden vrijgelaten.

#### Annexeren van Gaza en bombardementen (maart-april 2025)
Israëls minister van Defensie, Israel Katz, verklaarde dat hij het leger had opgedragen om meer grondgebied in Gaza in te nemen en dreigde delen van het gebied te annexeren als Hamas niet 59 Israëlische gijzelaars zou vrijlaten. De operatie begon 18 maart 2025 met luchtaanvallen die een einde maakten aan de wapenstilstand die sinds midden januari voor relatieve rust had gezorgd.
Over het hele gebied vonden voortdurende aanvallen plaats, waarbij drones, gevechtsvliegtuigen, artillerie en tanks werden ingezet. Hulpverleners in Gaza meldden dat de situatie zo hevig was als ooit tevoren.
Israëls minister van Defensie, Israel Katz, dreigde de bufferzones rond Gaza uit te breiden om Israëlische burgers en soldaten te beschermen. Hij stelde dat dit zou gebeuren door een permanente Israëlische bezetting van het gebied, mocht Hamas weigeren de gijzelaars vrij te laten.
De oprichting van bredere bufferzones, met name langs de noordelijke grens van Gaza, wordt al langer gezien als een doel van delen van de Israëlische veiligheidsdiensten en regering.
Gaza’s civiele defensie meldde dat sinds de hervatting van de bombardementen van 20 maart 504 mensen zijn omgekomen, een van de hoogste dodentallen sinds het begin van de oorlog, die inmiddels meer dan 17 maanden duurt.
Op 23 maart was er een Israëlische aanval op ambulance- en reddingsmedewerkers van de Palestijnse hulporganisatie Rode Halve Maan in de zuidelijke stad Rafah. De lichamen van de gedode hulpverleners werden later teruggevonden in een massagraf.
De gedwongen annexatie van Palestijns grondgebied en de vestiging van bufferzones door een bezettingsmacht zijn in strijd met het internationaal recht en de soevereiniteit van Gaza. Dergelijke handelingen worden door experts en juridische instanties als oorlogsmisdaden beschouwd, gezien de verplichtingen van Israël als bezettingsmacht onder het internationaal humanitair recht.

#### Hernieuwd grondoffensief (mei 2025)
Op 18 mei startte het Israëlisch leger  een nieuw grondoffensief in Gaza, een operatie die "Strijdwagens van Gideon" wordt genoemd. Het grondoffensief had volgens Israël als doel Hamas volledig uit te schakelen en "strategische gebieden" in de Gazastrook in te nemen. In aanloop naar dit nieuwe offensief had de IDF de voorafgaande week naar eigen zeggen meer dan 670 bombardementen op Gaza uitgevoerd, waarbij meer dan 460 Palestijnen werden gedood. Op de eerste dag van het offensief werden al minstens 140 Gazanen gedood. Volgens premier Netanyahu zou het leger Gaza na de aanvallen niet meer verlaten en zou de bevolking "worden verplaatst voor de eigen veiligheid".

## Aanvallen op ziekenhuizen
Naarmate de oorlog voortduurde werd de gehele medische infrastructuur aangevallen, waarbij de meeste ziekenhuizen en klinieken werden vernietigd en anno 2025 nog slechts enkele ziekenhuizen minimaal kunnen functioneren.
Op 14 oktober 2023 gaf Israël opdracht het al-Awda-ziekenhuis in Noord-Gaza binnen twee uur te ontruimen terwijl er nog patiënten werden behandeld. Volgens het leger was de evacuatie nodig omdat het ziekenhuis zou worden gebombardeerd. In totaal kregen 23 ziekenhuizen de opdracht om hun complex te ontruimen, waarvan er drie daadwerkelijk werden geëvacueerd nadat zij waren getroffen en beschadigd.
Naar verluidt waren er op 27 oktober luchtaanvallen rond ziekenhuizen en werd het al-Shifa-ziekenhuis in Gaza-stad gebombardeerd. Het leger beweerde dat het ziekenhuis een commandocentrum en uitvalsbasis was voor gewapende brigades van Hamas. Israël deed met tanks invallen in Gaza, waarbij hevige gevechten ontstonden. Volgens het leger was het niet de start van het aangekondigde grondoffensief.
Bij verhevigde bombardementen op 4 november werden onder andere zonnepanelen op ziekenhuizen werden vernield. Bij het al-Wafa-ziekenhuis werd de hoofdgenerator getroffen, terwijl die van het Kamal Adwan-ziekenhuis geheel uitviel door gebrek aan brandstof. De ingang van het al-Shifa-ziekenhuis en al-Nasser-kinderziekenhuis werden gebombardeerd, evenals de gebieden rond het al-Quds-ziekenhuis en het Indonesisch ziekenhuis. In de nacht van 5 op 6 november werden de zonnepanelen van het al-Shifa-ziekenhuis vernietigd. Op 6 november werd gemeld dat het al-Rantisi-ziekenhuis twee keer was aangevallen, waarbij de zonnepanelen en de watertanks waren vernietigd. Ook het kankerbehandelingscentrum en een kinderkliniek werden gebombardeerd. Het enige gespecialiseerde centrum voor geestelijke gezondheidszorg werd vernietigd.
Op 9 en 10 november werd een aantal ziekenhuizen gebombardeerd. Het al-Rantisi-kinderziekenhuis werd getroffen, waardoor een grote brand ontstond. Andere doelwitten waren het al-Nasr-kinderziekenhuis, het al-Awda-ziekenhuis, Patient’s Friends Hospital en het al-Quds-ziekenhuis. Bij het al-Quds-ziekenhuis werd minstens één persoon gedood door een sluipschutter. Het Indonesisch ziekenhuis werd binnen vijf seconden getroffen door 16 bommen, waarbij de infrastructuur en de ingang werden vernietigd. Op 10 november werden het Al-Shifa-ziekenhuis, het al-Rantisi-kinderziekenhuis, het al-Nasr-kinderziekenhuis en nog een vierde ziekenhuis ingesloten door pantservoertuigen en tanks en met tankvuur bestookt.
Een kliniek van het al-Shifa-ziekenhuis werd herhaaldelijk gebombardeerd en aangevallen door tanks, waarbij minstens 13 doden en een aantal gewonden vielen. Delen van het complex werden vernield en er ontstond brand. Hier bevonden zich bijna 5.000 patiënten en duizenden vluchtelingen. Vanuit het al-Shifa-ziekenhuis werd in de ochtend van 11 november bericht dat het complex met bombardementen en artillerievuur werd aangevallen. Met aanvalsdrones en door sluipschutters werd iedereen die zich tussen gebouwen op het terrein verplaatste of trachtte het terrein te verlaten aangevallen. Voordien was het gebied rond het complex door het leger met bulldozers schoongeveegd. In de nacht was de laatste stroomvoorziening uitgevallen en de doden stapelden zich op, ook met ontbindende lijken die eerder naar het ziekenhuis waren gebracht. De intensive care, de couveuses en dialyse-apparatuur waren inmiddels uitgevallen. Al spoedig stierven de eerste twee baby's. De minister van Gezondheid beschuldigde het Israëlische leger ervan het ziekenhuis te hebben bestookt met witte fosfor. Doordat de watertanks waren vernietigd, was er nauwelijks nog water en voor de patiënten en vele duizenden vluchtelingen was er nauwelijks of geen voedsel meer.
De IDF zei op 12 november dat het al-Shifa-ziekenhuis 300 liter brandstof had geweigerd. Volgens de ziekenhuisdirecteur zou het net voldoende zijn geweest voor 15-30 minuten stroom en was er tussen de 8.000 en 12.000 liter per dag nodig, en had hij geëist dat het zou worden geleverd via het Rode Kruis. Volgens The New Arab ontkende Abu Salmiya dat er diesel van het Israëlische leger was geweigerd. Op 12 november 2023 was elk contact met het ziekenhuis verbroken. Al Jazeera berichtte dat het complex van alle kanten door drones werd gebombardeerd.
Ook bij het Indonesisch ziekenhuis was de stroom door gebrek aan brandstof uitgevallen. Bij het al-Quds-ziekenhuis waren de generatoren als gevolg van de bombardementen onherstelbaar beschadigd geraakt. Als gevolg van het uitvallen van de communicatie met ziekenhuizen kon de lijst van slachtoffers niet worden bijgewerkt.

#### VN-rapport
Een onderzoekscommissie van de VN concludeerde in een rapport van september 2024 dat zij geen bewijs had kunnen vinden voor de Israëlische claims dat ziekenhuizen werden gebruikt voor militaire doeleinden. Ook stelden zij vast dat het leger niet had voldaan aan de principes van voorzorg, onderscheid van doelen en proportionaliteit en schuldig was aan de oorlogsmisdaden van doelbewust doden en het aanvallen van beschermde objecten onder internationaal humanitair recht. Het vorderen van het beschermde Turks Ziekenhuis voor militaire doeleinden werd eveneens een oorlogsmisdaad geacht.,para.91-92

#### Rapport Human Rights Watch
Human Rights Watch rapporteerde in mei 2025 dat de IDF tijdens de reeks invallen in 2023 en 2024 in de ziekenhuizen Al-Shifa, Kamal Adwan en Nasser, waar ook meer dan 60.000 vluchtelingen onderdak hadden gezocht, toegang tot elektriciteit, water, voedsel en medicijnen hadden verhinderd, burgers beschoten en personeel mishandeld, medische afdelingen en uitrusting hadden vernietigd en patiënten gedwongen had laten evacueren. De Gazaanse autoriteiten zeiden dat daardoor 84 en mogelijk veel meer patiënten waren gestorven door gebrek aan medische verzorging en daarnaast mensen waren gedood door beschietingen en geweervuur.

#### Invallen in het al-Shifa-ziekenhuis
Dagenlang waren er in november 2023 hevige gevechten rondom het al-Shifa-ziekenhuis. Volgens een Palestijnse journalist in het ziekenhuis werd er in de nacht van 14 op 15 november in de omgeving een raket gelanceerd, was er artillerievuur en schudden de gebouwen door explosies. Kort na middernacht bestormde een groot aantal soldaten van vier kanten het complex met tanks, pantservoertuigen, vrachtwagens en bulldozers. Niemand mocht het complex verlaten. De journalist vertelde dat zes tanks het terrein op reden en ongeveer 100 soldaten het complex waren binnengevallen. Personeel en patiënten werden kamer voor kamer verhoord. Alle mannen tussen 16 en 40 jaar werden vanuit de gebouwen naar de binnenplaats gebracht.
Het Israëlische leger zei op zoek te zijn naar een commandocentrum van Hamas, dat volgens de IDF onder het complex was gelegen. Ook werd gezocht naar gijzelaars die daar mogelijk werden vastgehouden. Er werden geen gijzelaars gevonden. Bijna 12 uur na de inval beweerde een woordvoerder van de IDF dat er binnen het ziekenhuis wapens en een Hamas-commandocentrum werden gevonden. Hamas noemde dit een leugen en goedkope propaganda. Er werd geen tunnelcomplex onder het ziekenhuis gevonden, dat daar volgens het leger zou zijn aangelegd. Later op de dag werden foto's en een video vanuit het complex gepubliceerd, die wapens toonden die daar door Hamas zouden zijn achtergelaten. Volgens een arts waren er tunnels onder ieder gebouw in Gaza, dus ook onder het al-Shifa-ziekenhuis.
De directeur Muhammed Abu Salmiya verklaarde op 17 november tegenover Al Jazeera dat alle patiënten op de intensive care waren verloren. Hij zei dat er geen elektriciteit, voedsel en water waren en dat ze van het leger het ziekenhuis niet mochten verlaten. Rond het complex zouden sluipschutters zitten. De bewering van het Israëlische leger dat zij couveuses hadden geleverd was volgens de directeur een leugen.
Op 18 november werden de meeste patiënten, personeel en vluchtelingen geëvacueerd. Volgens het ministerie van Gezondheid had het leger een uur de tijd gegeven om het complex te verlaten. Mobiele patiënten, medisch personeel en circa 2.500 vluchtelingen moesten te voet richting het zuiden vertrekken. 291 patiënten en 25 medisch verzorgers bleven achter in het al-Shifa-ziekenhuis. De 31 couveuse-baby's werden met medisch personeel in ambulances naar een ziekenhuis in Rafah overgebracht.
Vanaf januari 2024 kon Al-Shifa weer beperkt functioneren. Half maart waren er zo'n 7.000 patiënten, begeleiders, personeel en vluchtelingen. In de nacht van 17 op 18 maart 2024 viel het leger het Shifa opnieuw binnen, omdat Hamasleiders vanuit het ziekenhuis aanvallen zouden organiseren. Het leger beval op 18 maart onmiddellijke evacuatie. Israël zei daarbij 900 verdachten te hebben gearresteerd, waarvan er 500 militanten zouden zijn geïdentificeerd. Onder de arrestanten waren medisch personeel en journalisten. De journalisten werden 12 uur lang gehandboeid, geblinddoekt en van hun kleding ontdaan. Het leger zei in het ziekenhuis verdachten te hebben gedood en bijeengedreven. De claims van de IDF over militanten en de getoonde wapens konden niet onafhankelijk worden geverifieerd. Bij hun terugtrekking op 1 april werden gebouwen vernietigd en dode lichamen lagen verspreid over het terrein. Volgens de WHO was het ziekenhuis grotendeels vernietigd.

##### Beweerd bewijsmateriaal
Een video van de IDF van 16 november 2023 laat wapens en uitrusting zien die door Hamas in een commandocentrum in het al-Shifa-ziekenhuis zouden zijn achtergelaten. In een factcheck van Al Jazeera wordt gewezen op een video die de IDF op 15 november op X presenteerde, werd verwijderd en de volgende dag vervangen door de kortere versie. In de originele video werden volgens het artikel van Al Jazeera cd's getoond met een laptop die schijnbaar waardevolle informatie hiervan zou uitlezen. In de originele versie was echter een model zonder cd-lezer te zien. In de latere versie was deze wazig gemaakt en was het type niet meer te herkennen. Het leger ontkende de beelden te hebben gemanipuleerd. Ook de BBC kwam tot soortgelijke conclusies. Het polshorloge van de presentator gaf een tijdstip aan dat aantoonde dat de video een paar uur voordat de BBC-journalisten arriveerden was opgenomen. Toen de journalisten een rondleiding kregen, waren er ineens meer geweren te zien. De presentator beweerde dat het één doorlopende opname is; de factcheckers concludeerden echter dat er in de video was geknipt. In een andere video zou een verpleegster in het ziekenhuis onthullen dat Hamas brandstof en medicijnen uit het ziekenhuis stal. Een factcheck van Al Jazeera liet zien dat de video bewerkt was en dat er geluid van verschillende video's gemengd was. Op 14 november publiceerde de IDF ook al een video die een commandocentrum van Hamas in het Al Rantisi-ziekenhuis zou tonen. De presentator liet een op een muur geplakt papier zien dat volgens hem een werkrooster was met de namen van de bewakers van de gijzelaars. Het bleek echter een kalender met de dagen van de week te zijn.
Op 19 november hadden IDF en Shin Bet twee video's vrijgegeven waarin te zien zou zijn dat Hamas op 7 oktober 2023 een Thaise en Nepalese gijzelaar het al-Shifa-ziekenhuis binnenbracht. Op beide videos waren ook gewapende mannen te zien.
In april 2024 verklaarde de IDF achteraf, dat de Geheime Dienst bij de eerste inval fouten had gemaakt en dat de militanten waren gewaarschuwd door de aankondiging van de aanvalsplannen en er vandoor waren gegaan. Vandaar dat het leger in april terugkwam voor een verrassingsinval. Ditmaal zei de IDF dat zij geloofden dat de militanten niet opereerden vanuit ondergrondse tunnels, maar vanuit het ziekenhuis zelf. Het leger publiceerde een video die zou bewijzen dat gevechten met militanten in het complex hadden plaatsgevonden, maar dit bleek van buiten het complex te zijn geweest.

#### Al-Ahli Arab-ziekenhuis

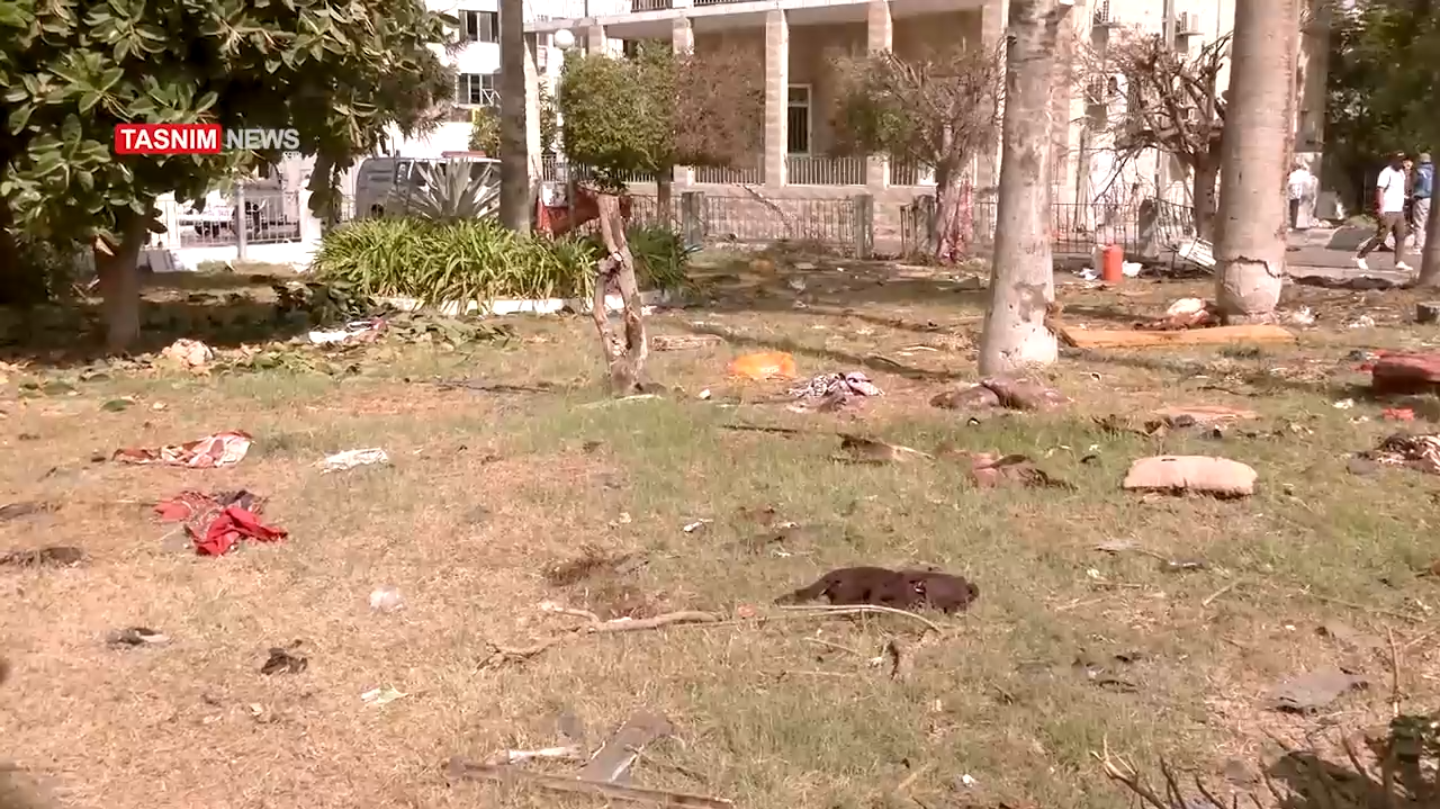
Tuin bij het ziekenhuis, waar vele vluchtelingen verbleven (18 oktober)

Op 17 oktober trof om circa 19.00 uur een explosie een terrein naast het al-Ahli Arab-ziekenhuis in Gaza-Stad, waar duizenden vluchtelingen bescherming hadden gezocht. Kort na de explosie zei het ministerie van Gezondheid in Gaza dat er zo'n 500 mensen waren omgekomen. Het hoofd van de burgerwacht in Gaza schatte echter dat er 300 mensen waren gedood. Er was een groot aantal gewonden, waarvan 28 in kritische toestand. De VS schatte het dodental op 100 tot 300. Volgens de Nederlandse defensiespecialist Peter Wijninga wees het beeldmateriaal erop dat er enkele tientallen of misschien honderd doden waren. Ook achtte hij het op grond van de schade onwaarschijnlijk dat er een vliegtuigbom van het Israëlische leger was ontploft.
Hamas, de Palestijnse Autoriteit en Arabische landen beschuldigden Israël van een aanval op het ziekenhuis; het Israëlische leger beweerde daarentegen dat het een mislukte lancering van een raket van Islamitische Jihad betrof, wat door de beweging zelf werd ontkend. President Biden, die een bezoek bracht aan Tel Aviv, verklaarde op basis van informatie van zijn defense department dat de explosie waarschijnlijk niet door een Israëlische aanval was veroorzaakt, maar door een andere partij. Onderzoeksgroep Bellingcat kwam via gegevens uit openbare bronnen eveneens tot de conclusie dat het waarschijnlijk om een afgezwaaide raket van Hamas ging.
De aanval veroorzaakte hoe dan ook wereldwijde verontwaardiging. Een crisisoverleg in Jordanië tussen president Biden en Arabische leiders werd op het laatste moment afgezegd. In het centrum van Ramallah vond een grote demonstratie plaats, waarbij solidariteit met Gaza werd betuigd, maar ook het aftreden van de onpopulaire president Abbas werd geëist.

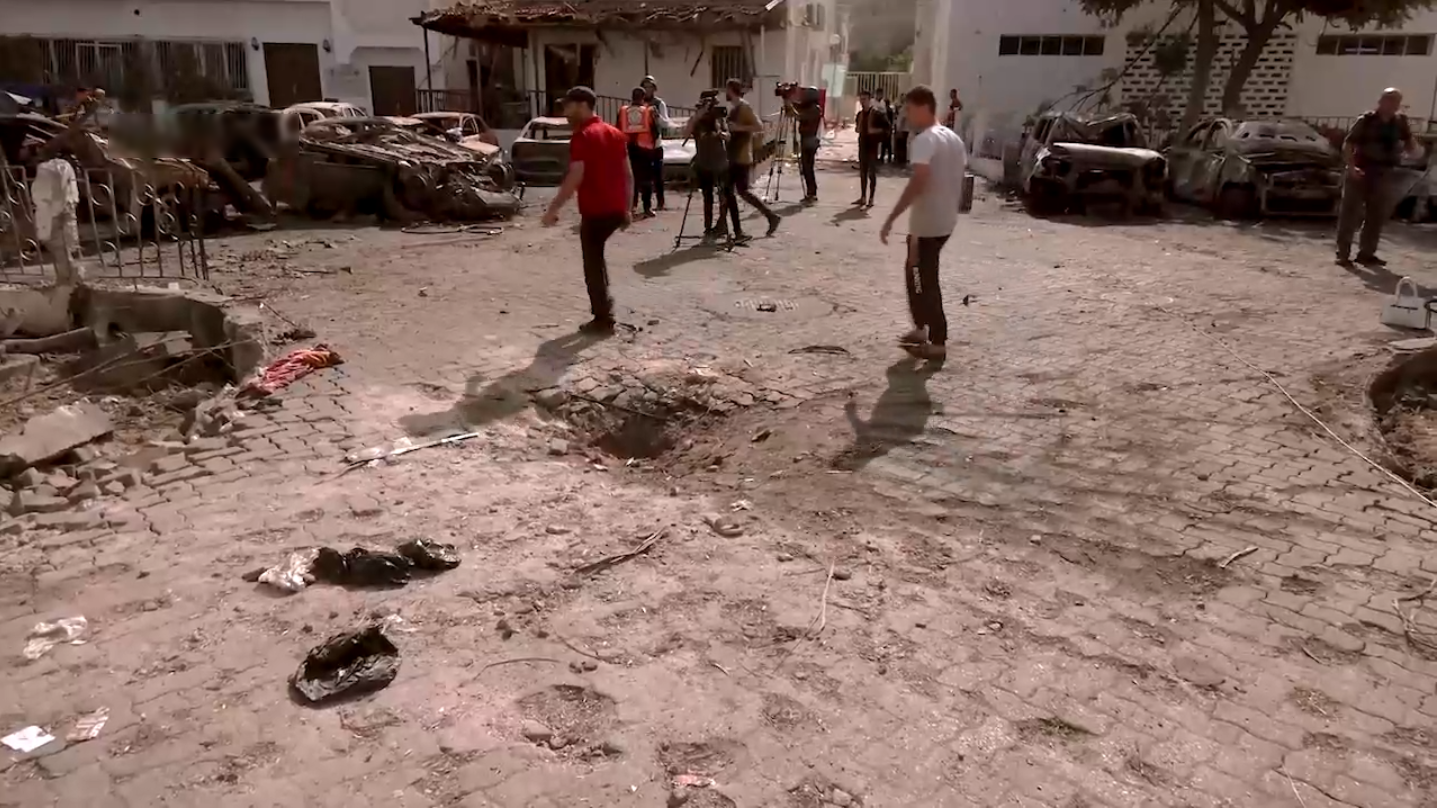
Krater op de plek van de explosie (18 oktober)

De werkelijke oorzaak bleef vooralsnog onbekend. Het Britse Channel 4 News concludeerde dat de kleine kraters die bij de aanval waren achtergelaten leken te zijn veroorzaakt door mortiergranaten of artillerie, niet door een raket. De zender memoreert eveneens de lange lijst van valselijke ontkenningen van de IDF betreffende het doden van journalisten.
Volgens een analyse van de beelden door Al Jazeera, gepubliceerd op 19 oktober, was de betreffende raket op dat moment de enige die vanuit Gaza was afgevuurd. Eerdere aanvallen waren afgeweerd door de Israëlische Iron Dome. Om 18.45 uur begon de IDF met bombarderen nabij het al-Ahli-ziekenhuis in 4 luchtaanvallen. Rond 19.00 uur werd de betreffende raket onderschept door een Israëlische afweerraket, met de typische nagloei van een treffer. De raket werd in de lucht vernietigd en was de laatste afgevuurde Palestijnse raket. Vijf seconden later volgde een explosie in Gaza (op de achtergrond), 2 seconden later gevolgd door een veel grotere explosie. Volgens Al Jazeera was die laatste explosie de aanval op het ziekenhuis, niet veroorzaakt door een falende raket.
The New York Times concludeerde op 24 oktober 2023 dat de raket, te zien op een wijdverspreide video van Al Jazeera, hoogst waarschijnlijk niet de oorzaak van de explosie bij het ziekenhuis kan zijn geweest. Hij explodeerde zo'n drie kilometer verderop in de lucht en was volgens het onderzoek niet betrokken bij het grensgevecht. Israël voerde deze video aan als bewijs dat een Palestijnse raket de oorzaak was. Drie dagen eerder was het ziekenhuis al getroffen door een Israëlische 155 millimeter-granaat. Het leger had tevoren voor die aanval gewaarschuwd.
Forensic Architecture (FA) kwam in februari 2024 met een eigen analyse op basis van een 3D-analyse van de raketbanen. Zij concludeerde dat de verklaring door een falende raket van Palestijnse strijdgroepen desinformatie van de IDF was en bevestigde de conclusie van Al Jazeera, dat het "bewijs" van de IDF slechts het onderscheppen door een Israëlische afweerraket betrof. Dit had echter geen relatie met de explosie op de grond. FA concludeerde dat noch raketten vanuit Gaza, noch afweer van de Iron Dome de oorzaak kon zijn geweest en dat de oorzaak dus onduidelijk bleef. Wel suggereerde FA dat deze in lijn was met het op 13 oktober afgekondigde evacuatie-bevel voor alle noordelijke ziekenhuizen en het patroon van Israëlische aanvallen op medische infrastructuur.
In de nacht van 12 op 13 april 2025 werd het al-Ahli voor de vijfde keer gebombardeerd. Met 2 raketten werden het genetisch lab en de noodhulp vernietigd, naast schade aan omringende gebouwen. Het laatste nog enigszins functionerende hospitaal in het noorden moest worden gesloten. Zoals gebruikelijk, beweerde Israël dat er een commandocentrum van Hamas in was gevestigd.

#### Kamal Adwan-ziekenhuis
Op 12 december 2023 viel het leger het Kamal Adwan-ziekenhuis in Beit Lahia binnen en nam de directeur Ahmed Al-Kahlout en tientallen artsen en verplegers vast. Honderden vluchtelingen werden van het terrein de ruïnes van de stad ingejaagd. Toen het leger zich na 4 dagen terugtrok, bleken volgens Al Jazeera massaslachtingen te hebben plaatsgevonden, waarbij mensen op de binnenplaats levend waren begraven. Het bezettingsleger bleek het ziekenhuis voor zichzelf als veldhospitaal te hebben gebruikt. Het leger zei dat gevonden wapens bewezen dat het ziekenhuis werd gebruikt voor militaire doelen. Personeel verklaarde echter dat de wapens hadden toebehoord aan veiligheidspersoneel, waren toegestaan onder internationaal humanitair recht en op bevel overgedragen aan het leger. Een patiënte verklaarde dat er geen gevechten binnen het Kamal Adwan hadden plaatsgevonden.

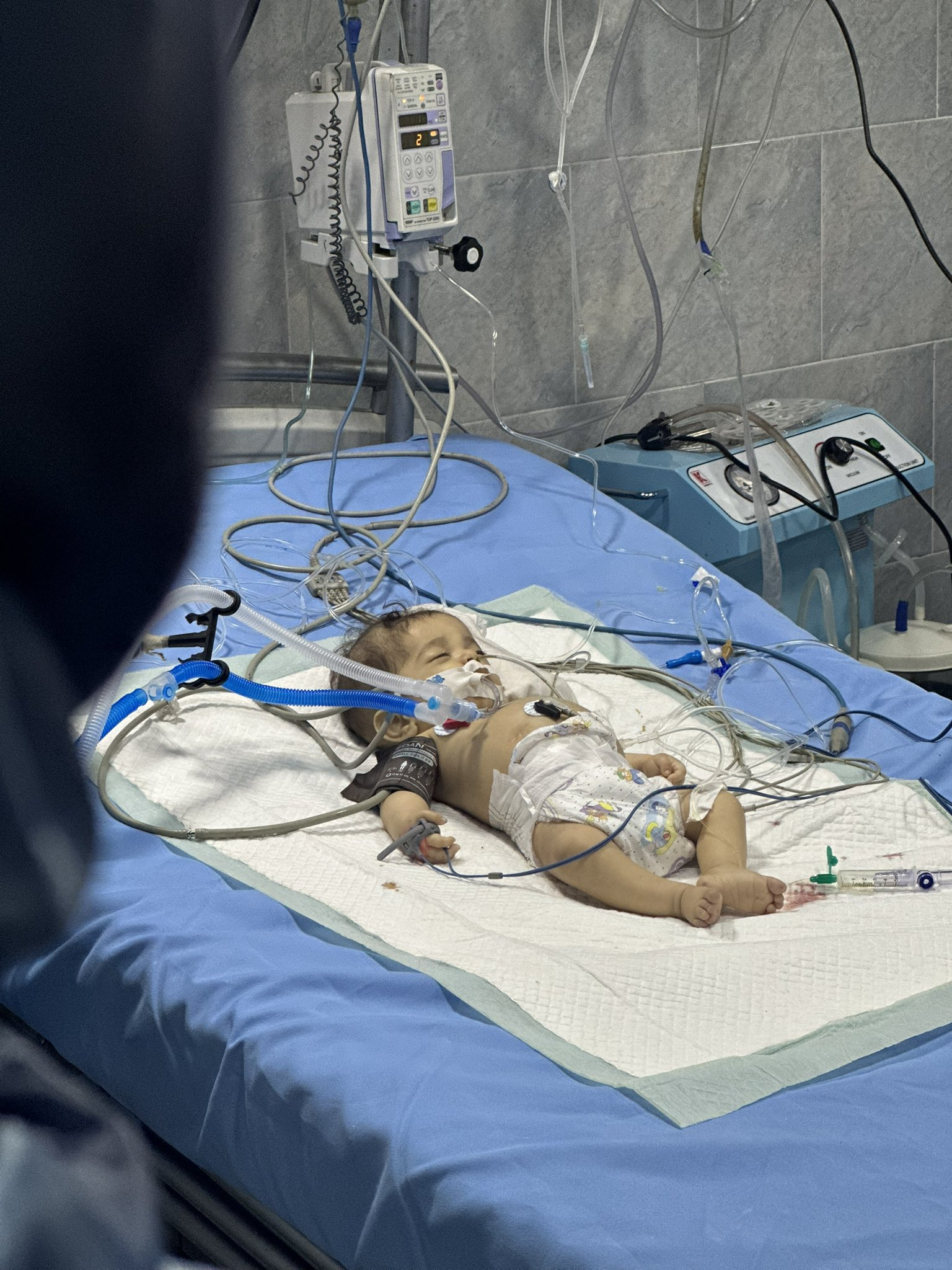
Zuigeling, gestorven tijdens de belegering, juni 2024

In februari 2024 werd de leiding overgenomen door de arts Hussam Abu Safiya. In mei 2024 belegerde de IDF opnieuw het Kamal Adwan met pantservoertuigen en vernietigde een van de gebouwen volledig. Op 4 juni stopten alle behandelingen door gebrek aan brandstof en aanhoudende beschietingen. De omliggende wegen werden vanuit de lucht gecontroleerd met killerdrones.
Toen werd ook bekend dat de arts Iyad Rantisi uit hetzelfde ziekenhuis door marteling in een Israëlische gevangenis was overleden. Rantisi was op 11 november 2023 gegijzeld tijdens een door het leger bevolen evacuatie en overgebracht naar de Shikma-gevangenis, een ondervragingscentrum van de Shin Bet, waar hij zes dagen later in gevangenschap overleed. Berichtgeving over nader onderzoek naar de verdachte omstandigheden werd door een rechtbank voor zes maanden verboden middels een gag order (publicatieverbod).
In augustus 2024 werd het ziekenhuis weer opgestart, maar in oktober werd het opnieuw belegerd. Op 27 december bezette het leger na een dagenlange omsingeling met tanks en beschietingen het ziekenhuis, het laatste in Noord-Gaza dat nog minimaal functioneerde. Volgens getuigen hadden er een dag eerder al in de omgeving executies door het leger plaatsgevonden. Ook zou er sprake zijn van het doden van vijf medici in het Kamal Adwan door beschietingen. Patiënten en gewonden werden gedeporteerd naar het niet meer functionerende Indonesisch ziekenhuis en 350 overigen, waaronder 75 patiënten met familie en 185 van het medisch personeel werden naar een nabijgelegen onderkomen gestuurd. Het ziekenhuis werd in brand gestoken en volledig vernietigd. Het leger had de leiding slechts 15 minuten gegeven om zelf alle patiënten en personeel naar de binnenplaats te evacueren. Voorafgaand aan de inval werden het ziekenhuis en omliggende huizen volgens Abu Safiya's vrouw Albina die daar verbleef hevig gebombardeerd, waarbij diverse delen in brand raakten en mensen levend onder het puin werden bedolven. Een toesnellende ambulance werd door een quadcopter aangevallen, waarbij alle inzittenden werden gedood. Het leger zei, op 27 december bij de inval circa 20 Palestijnen te hebben gedood en 240 "terrorristen" gevangen te hebben genomen. De ziekenhuisdirecteur, Hussam Abu Safiya, werd volgens berichten ernstig mishandeld met gummiknuppels, gedwongen gevangeniskleding aan te trekken en vervolgens naar Israël weggevoerd; hij werd ervan beschuldigd een Hamas-terrorist te zijn. Ook 10 anderen van het medisch personeel werden gegijzeld.
Pas op 5 januari 2025 maakte Israël de gevangenneming van Safiya op 27 december bekend, maar zonder te vermelden waar hij zich bevond. Alleen over deze man werd korte tijd later bekend dat hij eerst naar de martelgevangenis Sede Teiman was overgebracht en op 9 januari naar de Ofer-gevangenis. Voormalige Sede Teiman-gevangenen bevestigden dat Abu Safiya de eerste dagen in bij hen in de cel was opgesloten. Over het lot van de overige gegijzelde artsen en medisch personeel was begin februari nog niets bekend.

### Aanvallen op scholen, kerken en moskeeën
Tijdens de oorlog bombardeerde het Israëlische leger vele scholen, kerken en moskeeën in de Gazastrook. Vaak dienden ze als opvangcentra voor ontheemde Palestijnen. Op 24 augustus werd een school en moskee gebombardeerd, waarbij minstens 93 Palestijnen werden gedood.
Begin oktober 2024 bombardeerde het leger het al-Amal Institute for Orphans (weeskinderen).
Op 17 juli 2025 werd in Gaza stad de enige katholieke kerk, de Kerk van de Heilige Familie, door het Israëlische leger gebombardeerd. Op dat moment schuilden er zo'n 600 ontheemde Gazanen en gehandicapte kinderen in de kerk. Er werden 3 mensen gedood en er vielen verscheidene gewonden. Premier Netanyahu contacteerde paus Leo XIV om zich te excuseren voor de aanval. De paus riep op tot een onmiddellijk 'staakt het vuren' en sprak de hoop uit op een duurzame vrede in de regio.
In oktober 2023, slechts enkele dagen na het uitbreken van het conflict, had het Israëlische leger op vergelijkbare wijze de 'Kerk van de Heilige Porphyrius' gebombardeerd, waarbij ten minste 18 mensen omkwamen.

#### Onderzoek betrokkenheid medewerkers bij aanval Hamas
De Israëlische regering verschafte in januari 2024 informatie aan de UNRWA informatie over mogelijke betrokkenheid van 12 medewerkers van die organisatie bij de Hamas-aanval in Israël op 7 oktober 2023. Het Amerikaanse ministerie van Buitenlandse Zaken zette, in afwachting van een grondig en snel onderzoek, direct de aanvullende financiering voor UNRWA tijdelijk stop. De Europese Unie eiste 'volledige openheid' over mogelijke betrokkenheid van VN-zorgverleners bij de terreuraanval van Hamas op Israël.

## Humanitaire omstandigheden Gaza
Op 9 oktober 2023 verklaarde de Israëlische minister van Defensie Yoav Galant dat hij een totale blokkade van de Gazastrook had afgekondigd. Hij zei dat er geen elektriciteit, voedsel en brandstof meer binnen zou komen; alles was afgesloten. Op 12 oktober sloot Israël de toegang tot de territoriale wateren van Gaza af voor vissersboten.
Arabische en westerse functionarissen, die op voorwaarde van anonimiteit spraken, zeiden dat er een kern van waarheid zat in de claims van Israël dat Hamas voorraden brandstof, goederen, voedsel, water en medicijnen, munitie en explosieven ondergronds zou hebben opgeslagen, maar dat het moeilijk was om  hierover juiste details te verkrijgen. Hamas zou er jaren over hebben gedaan om het er lange tijd mee uit te kunnen houden. Een van de vier vrijgelaten Israëlische gijzelaars zei dat de militanten de gegijzelden voorzagen van medicijnen, shampoo en vrouwelijke hygiëneartikelen, hoewel die door de blokkade erg schaars waren. Een arts zou regelmatig bij hen langskomen. Ze had kritiek op het leger en Shin Bet omdat die de waarschuwingstekens voor de aanval had genegeerd en de voorafgaande ongeregeldheden niet serieus hadden genomen. Nadat men van Israëlische zijde beweerd had dat het geld van ontwikkelingshulp vaak in verkeerde zakken verdween, zoals die van Hamas, schortte de Europese Commissie op 7 oktober 2023 direct de betaling van ontwikkelingshulp – uitgezonderd acute noodhulp – voor de Palestijnen op. Onderzoek wees anderhalve maand later echter uit dat hier geen bewijs voor was. De opschorting werd daarom opgeheven.
Op 1 november zei de Israëlische Coördinator voor de Bezette gebieden (COGAT), dat er bij lange na geen sprake was van een humanitaire crisis in Gaza. Deze boodschap werd op 5 november bij CNN herhaald door de Israëlische ambassadeur voor de VN, Gilad Erdan. Op 9 november ontkende COGAT opnieuw dat er in Gaza sprake was van een humanitaire crisis. Hij zei dat het leger de levering van water, voedsel en medische en humanitaire hulp faciliteerde.
Op 2 maart 2025 sloot Israël de Gazastrook volledig af voor alle humanitaire hulp, inclusief de levering van brandstof voor ziekenhuizen, rioolwaterpompen en de enige overgebleven waterontziltingsinstallatie. Ook werd de watertoevoer vanuit Israël afgesloten. Internationale organisaties, inclusief Human Rights Watch, spraken van genocidale daden. Ondanks een staakt-het-vuren bleef het Israëlische leger doorgaan met incidentele aanvallen op Gaza. Op 15 maart werd volgens Al Jazeera een luchtaanval met een drone uitgevoerd op een konvooi dat humanitaire hulp aan het leveren was in Beit Lahiya, waarbij minstens 9 personen werden gedood, waaronder 3 journalisten. Volgens de Israëlisch verklaring ging het om een aanval op terroristen.

#### Elektriciteit en brandstof
Reeds op 7 oktober 2023 sloten de Israëliërs de toevoer van elektriciteit en brandstof naar de Gaza af. Als gevolg daarvan viel op 11 oktober de enige elektriciteitscentrale uit, waardoor de gehele elektriciteitsvoorziening in de Gazastrook werd stilgelegd. De bedrijfsvoerders van de centrale zeiden door de Israëlische autoriteiten te zijn gewaarschuwd dat de centrale gericht zou worden aangevallen indien zij zouden pogen hem opnieuw op te starten.
Vier van de vijf rioolwaterzuiveringsinstallaties waren uitgevallen als gevolg van gebrek aan brandstof. Ook werkten 53 van de 65 pompstations voor rioolwater niet meer, waardoor in sommige gebieden het rioolwater nu de straten instroomde. Van Israëlische zijde verklaarde men dat de aanvoer van elektriciteit, brandstof en water niet zou worden hervat voordat de Israëlische gijzelaars werden vrijgelaten.

#### Water
Op 9 oktober 2023 sloot Israël ook de toevoer van water af. Sinds 11 oktober had circa de helft van de bevolking geen waterlevering meer door het uitvallen van het laatste pompstation. Op 12 oktober waren alle drie de ontziltingsinstallaties voor drinkwaterproductie uitgevallen.
Op 15 oktober werd de levering van water deels hervat in het zuidelijk gelegen gebied. De laatste publieke ontziltingsinstallatie voor drinkwaterproductie was daarentegen uitgevallen als gevolg van een gebrek aan brandstof. De op zonnecellen werkende laatste rioolwaterzuiveringsinstallatie werkte door de ontstane smog ook niet meer.

#### Voedsel
Terwijl lange rijen vrachtwagens met noodhulp voor de grens moesten wachten, was er sinds 7 oktober voor de 2,3 miljoen inwoners nauwelijks nog noodhulp. Doordat er nauwelijks voedsel en water werd toegelaten, begonnen de voorraden in de winkels na enkele weken op te raken. Noordelijk Gaza bleef geheel verstoken van voedselhulp. Ook in het zuiden was er steeds meer honger. In het zuiden en midden van Gaza braken duizenden wanhopige mensen op 28 oktober op zoek naar voedsel in bij distributiecentra van UNRWA. Uit de UNRWA-magazijnen werden meel, bloem en andere basisproducten meegenomen. De eigen voedselproductie in Gaza stagneerde. Op 15 november werd de laatste nog functionerende graanmolen van Gaza bij een aanval vernietigd. Op 17 november rapporteerde het Wereldvoedselprogramma een toename van uitdroging en ondervoeding en waarschuwde voor een dreigende hongersnood.
Volgens cijfers van het Gezondheidsministerie in augustus 2025 waren er tot nog toe minstens 266 mensen verhongerd, waarvan 122 kinderen. Dit aantal steeg met de dag. Meer dan 100 hulporganisatie veroordeelden "Israël's inzet van hulp als wapen" en Amnesty International beschuldigde op 20 augustus Israël van het uitvoeren van een "bewuste politiek" van uithongering van Gaza en de "systematische vernietiging van de gezondheid, het welzijn en de sociale structuur van het leven van de Palestijnen".

#### Noodhulp
Israël blokkeerde vanaf het begin van de oorlog de levering van internationale noodhulp en brandstof aan Gaza voor zijn 2,3 miljoen inwoners. De levering van water en elektriciteit vanuit Israël werd afgesneden. Tussen 7 en 29 oktober 2023 mochten slechts 117 vrachtwagens met hulpgoederen de grens bij Rafah met Egypte passeren. Daarvóór was dat aantal meer dan 500 per dag via Egypte en Israël. Onder druk van de buitenwereld liet Israël vanaf 21 oktober wat noodhulp binnen via Egypte. Israël stond alleen distributie naar het zuidelijke gedeelte van Gaza en de levering van brandstof en elektriciteit bleef geblokkeerd.
Op 21 december 2023 zei president Yitzhak Herzog tegen de Franse Senator Gérard Larcher, die een bezoek bracht, dat de VN-organisatie faalde omdat er te weinig hulpgoederen binnenkwamen, zelfs nadat Israël de grensovergang Kerem Shalom had opengesteld; en dat Israël de toegang voor 300 tot 400 vrachtwagens met hulpgoederen per dag mogelijk kon maken. De UN en Egypte zeiden dat het door de Israëlische militaire campagne te gevaarlijk was om hulp in Gaza af te leveren. Het Wereldvoedselprogramma had pas na weken een eerste hulpkonvooi met goederen direct vanuit Jordanië via de grensovergang bij Kerem Shalom in Gaza afgeleverd. Op donderdag 22 december meldde Hamas dat een Israëlische luchtaanval het hoofd van de Palestijnse kant van Kerem Shalom had gedood. Het IDF en de COGAT gaven geen commentaar.

#### Hulpverlening en gezondheidszorg
Sinds 7 oktober 2023 werd reizen naar Israël en de Westoever ook voor medische behandeling verboden. Als gevolg van de aanhoudende bombardementen was er geen humanitaire hulp mogelijk. Tot 12 oktober werden minstens 23 stafmedewerkers van UNRWA gedood, waaronder 11 medische hulpverleners en 12 werknemers.
Op 17 november 2023 uitte de WHO zijn bezorgdheid over de snelle verspreiding van infectieziekten over Gaza als gevolg van overbevolkte opvangcentra en een gebrek aan voedsel en schoon water. Er werden meer dan 44.000 gevallen van diarree en 70.000 gevallen van longinfecties gerapporteerd. Vermoedelijk is dat nog een flinke onderschatting. Met de aankomende winter was een verergerende situatie te verwachten. De VN en de WHO waarschuwden eind 2023 dat er uiteindelijk meer mensen zouden kunnen sterven aan ziekten dan aan bommen en raketten en dat de humanitaire crisis in Gaza een recept was voor epidemieën. Een reeks van ziekten was zich reeds aan het verspreiden.
Door de blokkade van elektriciteit, brandstof, water, voedsel en noodhulp moesten steeds meer ziekenhuizen hun service terugschroeven en uiteindelijk geheel stopzetten. Op 27 december 2024 werd ook het laatste ziekenhuis in Noordelijk Gaza gewelddadig door het leger ontruimd en in brand gestoken. In december 2024 begonnen baby's in Gaza aan onderkoeling te sterven, nadat het leger alle ziekenhuizen en gezondheidscentra had vernietigd of goeddeels onbruikbaar had gemaakt en er nog altijd geen brandstof en voedsel tot Gaza werd toegelaten.
Op 9 mei 2024 werd door het internationale Rode Kruis, in samenwerking met de Palestijnse Rode Halve Maan (PRCS), in de regio Rafah een veldhospitaal ingericht onder de naam "Red Cross Field Hospital".
In juni 2024 brak er polio uit in de Gazastrook als gevolg van de verwoesting van het rioolstelsel en de waterleidingen door de oorlog en omdat de vluchtelingen werden gedwongen om dicht op elkaar te leven in gebieden waar nauwelijks sanitaire voorzieningen zijn. UNICEF begon op 1 september, samen met de Wereldgezondheidsorganisatie (WHO) en lokale partners, een grote poliovaccinatiecampagne. Overeengekomen gevechtspauzes moesten gezondheidswerkers de gelegenheid te geven vaccins toe te dienen aan 640.000 Palestijnse kinderen. In februari 2025 werden tijdens het tweede staakt-het-vuren, in een door het Palestijnse Ministerie van Gezondheid georganiseerde derde ronde, circa 40.000 kinderen die de vorige rondes hadden gemist alsnog ingeënt.
In haar rapport van september 2024 concludeerde een VN-onderzoekscommissie, dat de Israëlische aanvallen sinds 7 oktober een wezenlijk element vormden van de aanval in bredere zin op de Gazanen en de fysieke en demografische infrastructuur, en van pogingen om de bezetting uit te breiden. Zij vond dat Israël een politiek had beraamd om het gezondheidssysteem van Gaza te vernietigen. Ook concludeerde zij dat het leger medisch personeel doelbewust had gedood, verwond, gearresteerd en gedetineerd, mishandeld en gemarteld, en medische voertuigen had aangevallen. De belegering van Gaza leidde tot tekort aan essentiële goederen voor de ziekenhuizen. Dit alles werd opgevat als collectief straffen van de Gazanen.,para.88

#### Gazaanse arbeiders met een werkvergunning
Tot 7 oktober 2023 hadden meer dan 18.000 Gazanen een werkvergunning voor Israël of de Israëlische nederzettingen op de bezette Westelijke Jordaanoever. Daar vonden zij tegen de laagste lonen arbeid in de horeca, landbouw en huizenbouw. Op 11 oktober trok COGAT alle werkvergunningen voor Gazanen in, waardoor duizenden van hen die daardoor in Israël vast waren komen te zitten plotsklaps illegaal in Israël verbleven. Gaza-arbeiders die vervolgens naar de Westelijke Jordaanoever reisden, werden bij checkpoints urenlang aangehouden, op gewelddadige en vernederende wijze verhoord door soldaten en beroofd van hun telefoon en geld. Volgens de Palestijnse Autoriteit waren wegens de oorlog 4.950 Gazanen naar de Westelijke Jordaanoever gevlucht en waren zo'n 5.000 door Israël gevangen gezet. In november werden duizenden arbeiders door Israël naar het belegerde Gaza teruggestuurd.
Op de Westelijke Jordaanoever vervolgde het Israëlische leger bij checkpoints en in Area A-gebieden Gazaanse arbeiders en bracht hen over naar Israëlische gevangenissen. Tijdens de nachtelijke invallen werden meer dan 1000 personen opgepakt. Zo'n 4.000 arbeiders uit Gaza werden in administratieve detentie geplaatst. Volgens een rapport van de mensenrechtenorganisatie Addameer zou in de twee weken sinds 7 oktober het aantal gevangenen zijn verdubbeld van ruim 5.000 naar meer dan 10.000. Gevangenen werden volgens het rapport gemarteld. Hen werd voedsel, water, medische verzorging en elektriciteit onthouden. Volgens de mensenrechtengroep liepen veel gevangenen gebroken ledematen op. Rond de 1500 arbeiders hadden onderdak gevonden in Jericho. Zij konden de stad niet verlaten vanwege het gevaar gevangen te worden genomen door de Israëliërs.
Nadat organisaties bij de regering aan de bel hadden getrokken, maakte Netanyahu bekend dat was besloten dat de arbeiders die op 7 oktober in Israël waren naar Gaza teruggebracht zouden worden. Na vier weken, op 3 november 2023, werden ruim 3000 gedetineerde arbeiders naar zuidelijk Gaza gebracht. Volgens getuigen werden zij geblinddoekt en met gebonden handen en voeten in bussen naar de Kerem Shalom-grensovergang gebracht. Daar werden zij gedwongen om geboeid meer dan vijf kilometer naar de Rafah-grensovergang te lopen. Van duizenden andere gevangenen is het lot tot op heden onbekend.
Volgens getuigenissen was een aantal van hen onder erbarmelijke omstandigheden in een kamp gevangen gezet. Ze kregen handboeien om en waren gemerkt met een nummer op plastic bandjes die open wonden veroorzaakten. Een getuige zei dat ze waren gemarteld met elektriciteit en bedreigd met honden. Honderden anderen werden in de Ofer gevangenis op de Westelijke Jordaanoever vastgehouden. Daar kregen ze nauwelijks te eten en te drinken en kregen niet te horen wat er aan de hand was. Volgens een rapport van Euro-Med Human Rights Monitor werden de gevangenen 10 dagen lang onderworpen aan ruwe verhoren om informatie over gewapende groepen te verkrijgen en werden zij genadeloos geslagen als ze zeiden dat ze die niet hadden. Minstens een van hen werd doodgemarteld. Lange tijd kregen zij geen voedsel en medicijnen. Zij zouden lichamelijk zijn mishandeld door middel van elektriciteit en verbranding, seksueel mishandeld en psychologisch geïntimideerd. Naast dat zij werden beroofd van hun geld, telefoon en identiteitskaarten, kregen velen hun loon niet uitbetaald.
In de nacht van 9 op 10 november werd volgens OCHA een nieuwe groep van 982 gedetineerde arbeiders naar Zuid-Gaza gebracht. Bij een checkpoint in Hebron werden zij in bussen gezet en aan handen en voeten gebonden, hun mobiele telefoons werden ingenomen. Vandaaruit werden ze naar de Kerem Shalom-grensovergang gereden.

## Situatie op de Westelijke Jordaanoever

### Geweld van het leger
Als gevolg van het conflict liepen ook de spanningen op de Westelijke Jordaanoever, inclusief Oost-Jeruzalem op. Het Israëlische leger schoot op 7 oktober met scherpe munitie op demonstranten, waarbij tientallen Palestijnen gewond raakten. In Salfit schoten kolonisten met scherpe munitie op Palestijnen. Drie Palestijnen werden gedood door het leger en/of kolonisten en een kind werd levensgevaarlijk verwond. Het leger sloot het grensverkeer van de Westoever, inclusief de grens met Jordanië, af voor Palestijnen, evenals het lokale verkeer tussen Palestijnse woongebieden.
Na 7 oktober was er een sterke toename van Israëlische nachtelijke razzia's in de Palestijnse steden en vluchtelingenkampen, waarbij gewapende confrontaties met bewoners plaatsvonden. Volgens het leger waren de huiszoekingen steeds bedoeld om terroristen te arresteren. Het geweld van Joodse kolonisten uit de Israëlische nederzettingen tegen Palestijnen nam ook sterk toe.
Tot 12 oktober waren er 33 Palestijnen, inclusief 5 kinderen gedood. 5 werden gedood bij aanvallen in Nablus door kolonisten en 28 door Israëlische soldaten. Sinds 7 oktober werden 42 aanvallen op de gezondheidsvoorziening geregistreerd, waaronder 20 op ambulances. Op 16 oktober was het aantal door het leger gedode Palestijnen opgelopen tot 53, inclusief 15 kinderen. Het leger schoot met scherpe munitie op demonstranten, waarbij er meer dan 1000 gewonden vielen.
Op 19 oktober deed de Israëlische politie, met militaire ondersteuning, een inval in het Palestijnse vluchtelingenkamp Nur al-Shams bij Toelkarem om tien gezochte Palestijnen te arresteren. Daarbij werd ook een Israëlische raket op het kamp afgevuurd. Aan Palestijnse zijde waren bij deze inval zeker 13 doden gevallen, ook zou er een Israëlische militair zijn omgekomen.
Met name het vluchtelingenkamp van Jenin  is traditioneel een doelwit van het leger. Op 27 oktober viel de IDF het kamp binnen en vernielde met een bulldozer het monument voor de door het leger in 2022 gedode journalist Shireen Abu Akleh. Vervolgens werd de hele straat opgebroken en werden gaten van meer dan een halve meter diep in de weg gegraven. 
Op 30 oktober werd bij een inval met circa 100 legervoertuigen de stad Jenin binnengevallen en het Ibn Sina-ziekenhuis omsingeld. Met een aanvalsdrone werd op inwoners geschoten en raketten afgevuurd. Winkels, gebouwen en een monument voor door het IDF gedode Palestijnen werden vernietigd. Met bulldozers werd een muur van het ziekenhuis vernield, alle hoofdwegen naar het kamp opgebroken en geblokkeerd met afvalhopen. Er ontstonden gevechten met de Al-Quds Brigades. Vier Palestijnen werden gedood. Ook twee huizen werden vernietigd.
Op 1 november vond een zeer grote inval plaats met zeker 100 troepen en pantservoertuigen. Tijdens de inval werd een leider van Fatah, de partij van president Mahmoud Abbas, gewelddadig opgepakt. Er ontstonden gevechten met de inwoners. Met een drone werd een luchtaanval uitgevoerd. Er werden drie Palestijnen gedood. Met een bulldozer werd een weg opgebroken.
Op 2 november werden twee Palestijnen gedood bij een inval in Al-Bireh en een bij een inval in Qalqiliya. Een jongen overleed aan de schotwonden van militairen eerder die week. Het leger pakte 49 mensen op, waarvan volgens het leger 21 Hamasstrijders waren. Een bestuurder van het Bureau van de Hoge Commissaris van de Verenigde Naties voor de Mensenrechten (OHCHR) wees op het alarmerend toegenomen gebruik van militaire tactieken en wapens door het Israëlische leger en het nagenoeg onbestrafte geweld van kolonisten - vaak vergezeld van soldaten en voorzien van uniformen en wapens - tegen Palestijnen. Het gedrag van het leger werd steeds agressiever en meer vernederend.
In de nacht van 5 op 6 november vond een reeks grootschalige invallen plaats in steden en dorpen, waaronder Hebron, Qalqiliya, Nablus, Toelkarem het vluchtelingenkamp Shu'fat bij Jeruzalem, Jenin, Tubas, Oost-Jeruzalem en ook de zetel van de Palestijnse Autoriteit in Ramallah. Volgens de Palestinian Prisoner’s Commission and the Prisoner’s Society werden er die nacht zeker 70 Palestijnen gevangen genomen. Onder hen was de iconische activist Ahed Tamimi, die in Nabi Saleh werd opgepakt. Eerder was ook haar vader Bassem Tamimi al gedetineerd. Tussen 7 oktober en 6 november werden meer dan 2.000 inwoners tijdens zulke invallen opgepakt. Daaronder waren 49 vrouwen en 17 journalisten.
Op 8 november viel een leger van honderden politiemensen en soldaten het Shuafat-vluchtelingenkamp in bezet Oost-Jeruzalem binnen om een 13-jarige jongen op te pakken en het huis waarin hij woonde te slopen. De jongen werd er van beschuldigd 9 maanden eerder een grenswacht met een mes te hebben gestoken. De grenswacht werd daarbij per ongeluk dodelijk gewond door een schot van een veiligheidsbewaker. Nadat het huis was opgeblazen werden op straat schoolkinderen aangehouden, tegen een muur gezet en onderzocht.
Een grote militaire eenheid met minstens een dozijn pantservoertuigen deed op 8 november opnieuw een inval in het Jenin-vluchtelingenkamp, volgens de IDF om terroristische infrastructuur onschadelijk te maken en de woning te vernietigen van een man die ervan werd beschuldigd enkele maanden eerder een soldaat met een auto te hebben doodgereden. Bij gewapende gevechten met inwoners werd minstens één aanval met een drone uitgevoerd. Er werden 14 Palestijnen gedood. Ambulances om de slachtoffers te hulp te schieten werden tegengehouden door het leger, dat het Ibn Sina-ziekenhuis had omsingeld. Met gepantserde bulldozers werden straten opgebroken en een huis gesloopt. Met pamfletten werd uitgelegd dat de activiteiten waren uitgevoerd wegens "door de kampbewoners gesteunde terroristische activiteiten".

### Geweld van kolonisten
Volgens mensenrechtenorganisaties vielen kolonisten op de bezette Westelijke Jordaanoever samen met Israëlische militairen bewoners aan in hun huizen, op straat en in hun olijfgaarden. In ruim twee weken tijd werden er zeker negentig Palestijnen gedood. Families ontvluchtten hun dorpen met hun vee en moesten noodgedwongen hun huizen, auto's en bezittingen achterlaten. De kolonisten staken tenten van bedoeïenenfamilies in brand en namen hun schapen mee. De kolonisten werden bewapend door de uiterst rechtse en ultranationalistische minister Itamar Ben-Gvir van Nationale Veiligheid. Sinds het begin van de oorlog deelde hij duizenden automatische vuurwapens, helmen en uniformen uit.
Tussen 7 en 12 oktober werden er 49 aanvallen van kolonisten op Palestijnen uitgevoerd, een aantal samen met het leger. Bedoeïenen nabij Ramallah werden door kolonisten uit hun leefgebied verdreven. Tussen 7 en 28 oktober waren bijna 1000 Palestijnen van hun huis verdreven door geweld van kolonisten en het Israëlische leger. Daaronder waren meer dan 800 herders/bedoeïenen van 98 families in gemeenschappen in "Area C". Hun woningen werden gesloopt door Israëlische autoriteiten. Mensenrechtenorganisatie B'Tselem beschuldigde Israël er op 13 november 2023 van de Gaza-oorlog te gebruiken om Palestijnse herdersgemeenschappen in de Heuvels van Hebron uit hun huizen en van hun land te verdrijven, hun eigendommen te stelen en zonnepanelen en watercontainers te vernielen. Dagelijks werden aanvallen uitgevoerd door kolonisten, beschermd door leger en politie. Het doel zou zijn het hele gebied in te nemen. De verdrijving was goedgekeurd door het Israëlisch Hooggerechtshof. In de hele Jordaanvallei van noord tot zuid werden tussen 7 oktober 2023 en 17 april 2024 1056 personen uit "Area C" verdreven.
Op 28 oktober vermoordde een groep kolonisten een Palestijnse boer die olijven aan het oogsten was. Nadat een auto met een militair nabij een nederzetting was beschoten, bestormden tientallen kolonisten op 3 november de plaats Deir Sharaf bij Nablus. Daar staken ze onder bescherming van het leger auto's en winkels in brand en bekogelden ze huizen met stenen. Ook de dorpen Ein Shibli bij Nablus en Jit bij Qalqiliya werden door kolonisten aangevallen. Er werden huizen, auto's, agrarische bouwsels en oogsten in brand gestoken en vernield. Op 4 november vielen kolonisten Ein Shibli en Ramin bij Tulkarem binnen. Ze richtten vernielingen aan en staken gebouwen, een stal, auto's en oogsten in brand.

### Arrestatie en gijzeling van Palestijnen
Tussen 7 oktober 2023 en 20 mei 2024 werden meer dan 8.800 Palestijnen gearresteerd en 5.900 orders gegeven voor administratieve detentie. Vóór 7 oktober werden al permanent duizenden Palestijnen gevangen gehouden, waarvan een aanzienlijk deel in administratieve detentie.

## Lot van de gijzelaars
Op 20 oktober 2023 werden de eerste twee gijzelaars van 7 oktober door Hamas vrijgelaten. Het waren twee Amerikanen uit Chicago, moeder en dochter. Op 23 oktober werden twee Israëlische vrouwen van respectievelijk 85 en 79 jaar door Hamas overgedragen aan het Internationale Rode Kruis.
De vrijgelaten vrouw van 85 was de eerste die een interview gaf. Zij beschreef de aanslagen op 7 oktober als "een ware hel, waarbij bewoners van de kibboets werden mishandeld ongeacht hun leeftijd". Ook vertelde ze te zijn geslagen terwijl ze mee werd genomen naar Gaza. Volgens haar verklaringen werden de gijzelaars, eenmaal in Gaza, anderzijds goed behandeld; ze ontvingen er voedsel en medicijnen en er werd op de hygiëne gelet. Eenmaal per dag kwam er een arts langs om hun gezondheid te beoordelen en de gewonden werden ook goed verzorgd.
Op 13 oktober verklaarde Hamas dat er 13 gegijzelden waren omgekomen bij Israëlische luchtaanvallen. Zes zouden zijn gedood bij twee aanvallen in Noord-Gaza; zeven bij drie aanvallen op de Gaza-Stad-provincie. De claim kon niet worden geverifieerd. Op 26 oktober verklaarde de woordvoerder van de militaire vleugel van Hamas dat inmiddels 50 gijzelaars om zouden zijn gekomen bij de Israëlische luchtaanvallen.
Op 24 november werden vierentwintig gijzelaars vrijgelaten, waarvan dertien Israëlische, tien Thaise en één Filippijnse staatsburger. Op grond van een overeenkomst tussen Israël en Hamas werden ook 39 Palestijnse vrouwen en kinderen vrijgelaten uit de gevangenis in Israël.
In oktober en november 2023 waren er tijdens bestanden in totaal 109 gijzelaars door Hamas vrijgelaten. De vrijlating van nog meer gijzelaars werd verhinderd doordat Israël het staakt-het-vuren in november eenzijdig beëindigde en de bombardementen hervatte. Zeven gijzelaars werden later bij militaire acties levend bevrijd.
In december 2023 schoot het leger twee gijzelaars, met ontbloot bovenlijf en voorzien van een witte vlag, op enkele tientallen meters afstand dood in de veronderstelling dat het hier om Palestijnen ging. Een derde gijzelaar werd eerst verwond en vervolgens ook doodgeschoten.
Op 15 januari 2024 publiceerde Hamas een video waarin bij monde van een Israëlische gijzelaar werd bekendgemaakt dat er twee andere gijzelaars waren gedood. Volgens Hamas zou dit het gevolg zijn van een Israëlische luchtaanval op het gebouw waar de drie gijzelaars verbleven. De woordvoerder van het Israëlische leger, Daniel Hagari, deed dit echter af als een leugen. Hagari gaf daarbij wel aan dat het mogelijk was dat de gijzelaars dicht bij een geraakt gebouw werden gehouden, eraan toevoegend dat de IDF een onderzoek had ingesteld.
Begin juni werd een 26-jarige man samen met drie andere gegijzelden door Israëlische militairen bevrijd uit het vluchtelingenkamp Nuseirat. De live gefilmde beelden van Argamani's ontvoering in oktober waren wereldwijd bekend geworden en hadden een zekere symbolische waarde gekregen.
Op 20 juni 2024 schreef The Wall Street Journal dat er mogelijk nog maar 50 van de overgebleven gijzelaars in leven waren. Het was te verwachten dat er de komende weken steeds meer van hen zouden overlijden of ernstig ziek worden.
Eind december 2024 stuurde Israël een rapport naar de Verenigde Naties met data over voormalige gijzelaars van Hamas. Volgens dit rapport zouden zij zijn gemarteld en op andere wijzen onmenselijk zijn behandeld. Anonieme slachtoffers zouden naar eigen zeggen ernstig psychologisch en fysiek zijn mishandeld en seksueel misbruikt. Het rapport spreekt ook van het niet geven van medische behandeling en behandeling zonder verdoving en van uithongering.
Tijdens een staakt-het-vuren tussen 19 januari en 1 maart 2025 werden door Hamas en Palestinian Islamic Jihad 33 Israëlische gijzelaars, waaronder 8 lichamen van dode gijzelaars (onder wie drie leden van de familie Bibas), plus 5 gegijzelde Thaise arbeiders geruild voor bijna 2.000 Palestijnse gevangenen.

## Slachtoffers

### Slachtoffers Israël op 7 oktober
Bij de aanval van Hamas in Israël op 7 oktober werden in totaal zo'n 1.200 mensen gedood, waaronder 310 Israëlische militairen en 58 politieagenten.

### Slachtoffers Gazastrook
Bij de veelvuldige Israëlische luchtaanvallen op de Gazastrook vielen vanaf het begin veel burgerdoden. Een analyse van Airwars wees uit dat alleen al in de eerste 25 dagen van de oorlog (dus nog in oktober 2023) er minstens 1.900 kinderen en meer dan 1.200 vrouwen werden gedood. Gemiddeld werden samen met een vrouw ongeveer zes kinderen gedood. Een ongekend aantal families werd daarbij in een woonhuis of openbaar gebouw gedood, waarbij de omgekomen slachtoffers in 90 procent van de gevallen vrouwen en kinderen waren, bijna altijd tegelijkertijd. Dat kwam doordat vaak gebouwen werden gebombardeerd waar burgers gezamenlijk een schuilplaats hadden gezocht. Gemiddeld werden in de eerste maand minstens 15 familieleden tegelijk gedood, wat meer is dan Airwars ooit heeft gedocumenteerd. Het aandeel gedode burgers was bijzonder hoog.
Op 19 oktober 2023 werden er in Gaza circa 4.000 doden gerapporteerd, waarvan ruim 1.500 kinderen. Op 26 oktober 2023 publiceerde het Gazaanse ministerie van Volksgezondheid een lijst van ruim 7000 personen die tussen 7 en 26 oktober in Gaza waren gedood. Bijna 3000 daarvan waren kinderen. De lijst bevatte de namen, leeftijden en id-nummers van 6.747 slachtoffers. Daarnaast werden 281 ongeïdentificeerde doden vermeld, waarvan 248 kinderen. Op de lijst ontbraken de nog niet gevonden en nog niet geregistreerde doden.
De lijst werd gepubliceerd in reactie op een sceptische opmerking van president Joe Biden, waarin hij openlijk twijfelde aan de cijfers van het Gazaanse ministerie. De gegevens golden echter als betrouwbaar. Ze werden volgens een protocol verzameld door ambtenaren en professionals, met personeel dat in dienst is van de Palestijnse Autoriteit. De cijfers werden gedeeld met internationale organisaties, inclusief VN-organisaties en het Rode Kruis en de Rode Halve Maan. De VN, de WHO en andere internationale instellingen en experts stelden dat het Gazaanse ministerie te goeder trouw handelde. Hoewel het door de omstandigheden moeilijk was om exacte aantallen te noemen, meemden ze ook dat de cijfers grotendeels een waarheidsgetrouw beeld van de aantallen doden en gewonden gaven, en dat in het verleden de VS zelf deze data ook als betrouwbaar zagen.
Op 29 oktober waren er circa 1800 vermisten, waaronder minstens 940 kinderen. Reddingsoperaties waren maar beperkt mogelijk en de lichamen van bedolven slachtoffers begonnen te ontbinden.
Op 2 november was het aantal doden opgelopen tot boven de 9.000 en het aantal gewonden circa 23.000. Volgens de door Hamas geleide gezondheidsautoriteiten waren er tot 14 januari 2024 24.000 mensen gedood en raakten er 60.000 gewond. Daarbij werd niet vermeld hoeveel Hamas-leden er zich onder de slachtoffers bevonden. Op 28 maart 2024 meldde het ministerie van Volksgezondheid dat sinds het begin van het Israëlische offensief in de Gazastrook zeker 32.623 Palestijnen gedood en 75.092 gewond waren. Op 9 juni 2024 meldde het ministerie van Volksgezondheid dat sinds het begin van de oorlog op 7 oktober 37.084 Palestijnen gedood  en nog eens 84.494 mensen gewond waren. Op 29 juni 2024 werd duidelijk dat er sinds de start van de oorlog in Gaza op 7 oktober minstens 37.834 Palestijnen waren gedood en 86.858 gewond. Begin 2025 bedroegen die aantallen 46.000 doden en meer dan 109.000 gewonden.
Volgens een rapport van UNICEF werden er tussen 7 oktober 2023 en eind 2024 minstens 14.500 kinderen gedood, met nog duizenden bedolven onder het puin. Dat komt neer op gemiddeld 32 gedode kinderen per dag.
Op 23 maart 2025 publiceerde de Gazaanse overheid een lijst van geïdentificeerde slachtoffers die in de oorlog sinds 7 oktober 2023 waren omgekomen. Deze lijst bevatte 50.021 namen, gesorteerd op leeftijd. Daarnaast zijn er nog de talloze niet geïdentificeerde slachtoffers. De Britse NGO Airwars houdt online een actuele doorzoekbare versie van de lijst bij.

### Journalisten
Door de Israëlische aanvallen tijdens de Gaza-oorlog verloren ook relatief veel journalisten het leven. Dit is strijdig met regel 34 van de database internationaal humanitair recht van het Internationale Rode Kruis, die stelt dat civiele journalisten die niet deelnemen aan militaire handelingen zelf niet mogen worden aangevallen. Overtreding van dit gebod geldt als een oorlogsmisdaad. Het Committee to Protect Journalists (CPJ) houdt een lijst bij van de namen van gedode en gewonde journalisten.
Tussen 7 oktober en 19 november 2023 werden in Gaza 48 gedode journalisten geregistreerd. Daarvan waren er 43 Palestijns, 4 Israëlisch en 1 Libanees.  Op 26 september 2024 waren er volgens Reporters Zonder Grenzen (RSF) al 130 journalisten in Gaza gedood en zij waarschuwde dat er in dit tempo spoedig geen journalisten meer over zouden zijn om verslag van de oorlog te doen. Zij diende ook meerdere aanklachten in bij het Internationaal Strafhof.
Per 28 maart 2025 waren er al 170 tot mogelijk meer dan 200 journalisten en mediawerkers gedood. Het CPJ telde per eind maart 2025 232 slachtoffers op basis van cijfers van meerdere organisaties.
De Palestijnse Journalisten Vereniging PJS schreef dat er tot half mei 214 journalisten en mediawerkers in de Palestijnse gebieden waren gedood plus nog 676 familieleden en minstens 430 gewond door geweervuur en raketten.
In anderhalf jaar heeft Israël meer journalisten gedood, dan er werden gedood tijdens de Amerikaanse burgeroorlog, de beide wereldoorlogen, de Korea-oorlog, de Vietnam-oorlog, de Joegoslavische oorlogen uit de jaren 90 en de Afghanistan-oorlogen sinds 2001 bij elkaar. Alleen al in de eerste maand, in 2023, werden 37 journalisten gedood. In de eerste 9 maanden werd volgens Arab Reporters for Investigative Journalism en The Intercept 10% van alle journalisten in Gaza door het leger gedood.
Israël liquideerde talloze journalisten. Daarbij werden bovendien disproportioneel veel andere burgers gedood. RSF telde half december 2024 minstens 35 liquidaties. Het CPJ registreerde per 14 mei 2025 ten minste 17 onderzochte gevallen van liquidatie van journalisten en nog 2 van mediawerkers. Deze worden geclassificeerd als moorden. Verder moesten 20 gevallen nog worden onderzocht.

### Gedode Hamas-leden
Volgens het Israëlische leger waren er begin 2024, en sinds het begin van de oorlog, meer dan 12.000 leden (begin 2025: meer dan 17.000) van Hamas of andere Palestijnse terreurorganisaties gedood. 
Een analyse van de ngo Acled, die bijzonder gedetailleerde data over conflicten bijhoudt, nuanceerde die Israëlische boodschap sterk: zij kwamen in oktober 2024 uit op circa 8.500 gedode Hamas-militanten.

### Gesneuvelde Israëlische soldaten in de Gazastrook
Op 31 oktober 2023, kort na het begin van het grondoffensief, sneuvelden de eerste twee Israëlische soldaten. Op 4 november waren er 28 gedode soldaten gemeld.  Op 22 januari 2024 kwamen in de grensregio, vlak bij de Israëlische kibboets Kissufim, 24 Israëlische reservisten om het leven toen twee gebouwen bij ontploffingen instortten nadat Hamas een RPG-raketgranaat had afgevuurd op een Israëlische tank. Daarnaast meldde het leger een totaal van meer dan 1.200 gewonde en 220 gedode soldaten sinds de start van het grondoffensief in Gaza.
Op 10 mei 2024 meldde het Israëlisch defensieleger dat er sinds 7 oktober 2023 in totaal 619 Israëlische soldaten, waarvan 271 sinds het begin van het grondoffensief in Gaza, en 62 politieofficieren om het leven waren gekomen bij gevechten met Palestijnse militanten. Op 22 augustus 2024 werd duidelijk dat sinds 7 oktober 2023, bij gevechten met Palestijnse militanten, 695 Israëlische soldaten, waaronder vijf kolonels, waren omgekomen, waarvan 334 sinds het begin van het grondoffensief. Ook werden er 63 Israëlische politieofficieren gedood. Op 15 januari 2025 was het totale aantal gesneuvelde militairen opgelopen tot 840.
Op 14 juli 2025 werd duidelijk dat 893 Israëlische soldaten werden gedood sinds 7 oktober 2023, waaronder 451 sinds het begin van het grondoffensief in Gaza.

### Slachtoffers Westelijke Jordaanoever
Op de Westelijke Jordaanoever, inclusief Oost-Jeruzalem, gingen de aanvallen van kolonisten, naast confrontaties tussen Palestijnen en Israëlische strijdkrachten door. Tot 2 november werden ruim 130 Palestijnse doden geregistreerd en bijna 2.300 gewonden.

### Ontheemden
Door de oorlog moesten vele burgers hun woning verlaten, en werden zodoende – al dan niet tijdelijk – interne vluchtelingen: 
- Ontheemde Palestijnen in Gaza: begin januari 2025 geschat op 1,9 miljoen, of 90% van de bevolking.[283]
- Ontheemde Israëli's, door aanvallen vanuit Gaza: op het hoogtepunt meer dan 75.500, maar begin 2025 teruggevallen tot ongeveer 7.000.[283]
- Ontheemde Israëli's, door aanvallen vanuit Libanon: eind 2024 waren ongeveer 60.000 Israëli's nog steeds geëvacueerd uit het noorden, maar het oorspronkelijke totaal lag tienduizenden hoger.[301]
- Ontheemde arbeiders uit Gaza die in Israël werkten en ófwel in Israël gedetineerd werden ófwel gedwongen werden naar de Westelijke Jordaanoever te gaan. Op 12 oktober 2023 reeds honderden.[302]

## Verwoestingen in Gaza
De oorlog bracht ook veel verwoestingen in Gaza, in januari 2025 geschat:
- matig tot ernstig beschadigde of verwoeste gebouwen: 69%, meer dan 136.000
- aantal beschadigde of verwoeste wooneenheden: meer dan 245.000
- totale geschatte schade van de eerste drie maanden van de oorlog: 18,5 miljard dollar
- beschadigde of vernielde primaire wegen: meer dan 92%
- beschadigde of verwoeste gezondheidsvoorzieningen: meer dan 84%
- beschadigde of vernielde water- en sanitaire voorzieningen: 67%
- lengte van het elektriciteitsnet, verwoest: 510 kilometer.

## Schendingen van het internationaal recht
De VN en mensenrechtenorganisaties hebben zowel Israël als Hamas beschuldigd van oorlogsmisdaden, door doelbewust burgerdoelen aan te vallen en burgers te doden. Een team van VN-experts noemde in een rapport het willekeurig, zonder onderscheid, doden van burgers in de context van oorlog een oorlogsmisdaad. Raketaanvallen zonder onderscheid zijn een ernstige schending van het internationaal recht. De bewijzen zouden bij een onderzoek door het ICC naar mogelijke oorlogsmisdaden in eerdere conflicten kunnen worden meegenomen.

### Hamas
Een team van VN-experts noemde in haar rapport het nemen van gijzelaars door Hamas een oorlogsmisdaad. Volgens Jens David Ohlin van Opinio Juris waren de aanvallen van Hamas oorlogsmisdaden en misdaden tegen de menselijkheid.

### Israël
VN-experts noemden de 16 jaar lange blokkade van de Gazastrook onwettig, een collectieve afstraffing en een oorlogsmisdaad. Het opzettelijk uithongeren van de "gevangen" bevolking is een misdaad tegen de menselijkheid. Ze waren bezorgd over het aanvallen en doden van journalisten en media-personeel. Het zonder onderscheid bombarderen van civiele infrastructuur en het beschieten van dicht bevolkte gebieden noemden zij een ernstige schending van het internationaal recht. Zij noemden de 56-jarige bezetting en annexatie door Israël een kernoorzaak van het huidige conflict.
Volgens het Rode Kruis was de order aan zo'n miljoen inwoners om het gebied te verlaten, samen met de blokkade in strijd met het internationaal humanitair recht. Jan Egeland van de Norwegian Refugee Council noemde de order een gedwongen verplaatsing van bevolkingen en daarom een oorlogsmisdaad. Omar Shakir van Human Rights Watch zei dat het reduceren van hele wijken en woonblokken tot puin zeker wel oorlogsmisdaden lijken te zijn. Collectief straffen door elektriciteit af te sluiten en de levering water, voedsel en hulp te blokkeren is ook een oorlogsmisdaad.

#### Hongersnood
Op 27 maart 2024 kondigde de regering van Ierland aan dat het zich zal aansluiten bij de rechtszaak van Zuid-Afrika tegen Israël en verklaarde dat "het beperken van voedsel en andere benodigdheden in Gaza een genocidale bedoeling kan zijn".
Op 28 maart verklaarde het Internationaal Gerechtshof (ICJ) "dat de Palestijnen in Gaza niet langer alleen worden geconfronteerd met een risico op hongersnood ... maar dat de hongersnood zich begint af te tekenen" en beval Israël om de voedselhulp te deblokkeren.
Sinds eind mei 2025 is de humanitaire situatie in Gaza verder verslechterd. Volgens de Verenigde Naties zijn meer dan duizend Palestijnen omgekomen door Israëlisch geweld terwijl zij voedsel probeerden te bemachtigen. Honderden van deze doden vielen in de buurt van distributiepunten van de Gaza Humanitarian Foundation (GHF), een omstreden hulporganisatie die is opgericht met steun van Israël en de Verenigde Staten, en die de rol van de VN in Gaza deels moest overnemen. Volgens de VN is de volledige bevolking van Gaza, 2,1 miljoen mensen, inmiddels voedselonzeker.

#### Aanvallen op hulporganisaties
Human Rights Watch besloot na onderzoek van een reeks Israëlische aanvallen op hulpkonvooien en humanitaire medewerkers dat "het Israëlische systeem om de veiligheid van hulpverleners in Gaza te garanderen niet werkt. De aanvallen volgden telkens eenzelfde stramien: een humanitaire organisatie geeft de locatie van een verblijfplaats of route van medewerkers door aan het Israëlische leger, dat de ontvangst bevestigt, maar nadien toch aanvalt, zonder waarschuwing. Achteraf komt een onduidelijke, tegenstrijdige of helemaal geen verklaring". Een van de meest beruchte aanvallen was die op 1 april 2024 waarbij zeven medewerkers van World Central Kitchen (WCK) werden gedood. Volgens WCK-oprichter José Andrés was de aanval "doelbewust".
Depots en distributiecentra met noodvoedingsmiddelen van UNRWA waren vaak het doelwit van aanvallen.
Israëlische extremisten vernietigden vrachtwagens met hulpgoederen voor Gaza, en bevestigden dat ze over de locaties en trajecten van de transporten waren getipt door leden van politie en leger. Israëlische vredesactivisten probeerden daarop de hulpkonvooien te beschermen. In juni 2024 legde de VS sancties op aan de Israëlische actiegroep Tzav 9, die maandenlang hulpkonvooien vanuit Israël aanviel en doorvoer naar Gaza verhinderde.

#### Aanvallen op journalisten en inperking persvrijheid
Naast het doden van lokale journalisten en weren van buitenlandse journalisten, hanteert Israël nog tal van andere methoden om de persvrijheid in te perken, zoals het verbod voor journalisten om Gaza te verlaten, interne verdrijving, de verwoesting van mediakantoren, infrastructuur en uitrusting, het afsluiten van internet en stroom, media-censuur met mis- en desinformatie, arrestatie en marteling van journalisten, lastercampagnes en cyberaanvallen.
Het Palestijns Journalisten Syndicaat (PJS) rapporteerde dat tussen oktober 2023 en juni 2024 bij invallen op de Westoever 84 keer eigendommen van journalisten werden gestolen of vernietigd door Israëlische soldaten, variërend van telefoons tot laptops en apparatuur. Dit soort incidenten was nog veel hoger in Gaza.
Op 1 april 2024 nam het Israëlische parlement een wet aan waarmee Al Jazeera een verbod kan worden opgelegd voor activiteiten vanuit Israël. Ook kantoren van andere buitenlandse zenders kunnen worden verboden. Op 5 mei viel de Israëlische politie een geïmproviseerd kantoor van Al Jazeera in een hotel in bezet Oost-Jeruzalem binnen en nam alle uitzendapparatuur in beslag. De zender werd verboden nog langer vanuit Israël te opereren en moest uitwijken naar het buurland Jordanië.
Op 10 augustus 2025 liquideerde de IDF met een drone-aanval vijf journalisten in een tent bij het al-Shifa-ziekenhuis.
Eén van hen was de 28-jarige Anas al-Sharif, een van de laatste prominente en nog actieve journalisten in Gaza-stad. Hij werd al maandenlang door Israël met de dood bedreigd als hij niet zou stoppen met zijn werk. Met hun dood waren bijna 270 journalisten en mediawerkers in Gaza vermoord sinds het begin van de oorlog. Tien maanden vóór de liquidatie beschuldigde Israël Al-Sharif voor het eerst banden met Hamas te hebben. In oktober 2024 publiceerde het Israëlische leger documenten die Al-Sharif's banden met Hamas "eenduidig zouden bewijzen" en dat ook vijf andere journalisten er deel van zouden uitmaken. De IDF bevestigde de liquidatie en beschuldigde Al-Sharif ervan een Hamas-cel in Gaza te leiden en "raketaanvallen tegen Israëlische burgers en het leger te hebben georganiseerd". Diens woordvoerder publiceerde enkele foto's waarop Al-Sharif te zien was samen met Yahya Sinwar, een voormalig leider van Hamas. CNN stelde vast dat Al-Sharif voor het begin van de oorlog in Gaza werkte voor het Hamas-mediateam, maar  kon de claims van de IDF niet onafhankelijk bevestigen. Al-Sharif zelf ontkende deze en Speciale Rapporteur van de VN Irene Khan nam hier ook afstand van.
Volgens het Committee to Protect Journalists (CPJ) zou het IDF van oktober 2023 tot april 2025 ten minste 79 journalisten op de Westoever hebben gearresteerd. In totaal waren er 176 journalisten, bijna allen Palestijns, door Israël gedood.
Israël zette tot 14 mei 81 journalisten uit de Palestijnse gebieden gevangen, terwijl de Palestijnse Autoriteit op de Westoever er 5 tijdelijk detineerde. Van de 36 journalisten die op 14 mei nog steeds vastzaten, zaten er minstens 12 in administratieve detentie. RSF noemde in december 2024 Israël, na China en Myanmar, "de derde grootste gevangenis voor journalisten in de wereld".
De 58-jarige prominente Palestijnse journalist Ali al-Samoudi, die er in 2022 bij was toen Shireen Abu Akleh werd doodgeschoten en toen ook zelf beschoten en gewond was, werd op 29 april 2025 bij een inval in de woning van zijn zoon in Jenin gevangen genomen. Na ondervraagd en mishandeld te zijn in een militair detentiecentrum werd hij later overgebracht naar de Megiddo-gevangenis in Israël. Hij werd ervan beschuldigd (zonder enig bewijs ervoor) betrokken te zijn bij de islamitische terroristische jihad-organisatie en zou voor een militaire rechtbank gebracht worden.
Volgens een studie van het Watson Institute van de Brown University had Israël lering getrokken uit de ervaringen met de buitenlandse pers bij eerdere Gaza-oorlogen, die als irriterend waren ervaren. Hun werk werd door Israël achteraf "pro-Hamas-verslaggeving" genoemd. In mei 2023 stelde het CPJ dat de IDF in 22 jaar minstens 20 reporters had gedood en dat niemand daarvoor verantwoordelijk was gesteld. De regering had volgens dit comité geleerd dat Palestijnse journalisten straffeloos permanent het zwijgen kan worden opgelegd.,p.21
Volgens de Nederlandse Vereniging van Journalisten (NVJ) had het Israëlische leger in augustus 2025, na bijna twee jaar oorlog in Gaza, bijna tweehonderd journalisten  gedood. De NVJ sprak in dat verband van “een bewust beleid om de pers letterlijk en figuurlijk monddood te maken”.

#### Palestijnse gevangenen
In april 2024 maakte het Al Mezan Center for Human Rights melding van het feit dat de Israëlische strijdmacht sinds oktober 2023 ongeveer 3000 Palestijnse inwoners uit de Gazastrook gevangen had genomen en in Israëlische gevangenissen opgesloten. Dat waren vrouwen, kinderen, bejaarden, doktoren, verplegenden, onderwijzers en journalisten.
De Mensenrechtenorganisatie van de Verenigde Naties (OHCHR) bracht op 31 juli 2024 een rapport uit over door de Israëlische autoriteiten willekeurige, langdurige, en in isolatie geplaatste Palestijnse gevangenen. Sinds oktober 2023 betrof het duizenden Palestijnen, waaronder medische staf, patiënten, vluchtende burgers en gevangen strijders die geboeid en geblinddoekt vanuit Gaza naar Israël gebracht werden. In Gaza werden meestal mannen en jongens vastgehouden, soms ook kinderen. Het rapport vermeldt beschuldigingen van marteling en andere vormen van wrede, onmenselijke en vernederende behandelingen, waaronder seksueel misbruik van vrouwen en mannen, en onthouden van medische behandeling. Meestal werden ze in het geheim vastgehouden zonder opgegeven reden, toegang tot een advocaat of een juridisch oordeel. Ook zijn er verslagen en getuigenissen van ontstellende behandelingen als waterboarding, uithongering en het loslaten van honden op gevangenen. Minstens 53 Palestijnse gevangenen zijn gestorven in Israëlische militaire faciliteiten en gevangenissen. Een daardoor bekend geworden gevangenis is het detentiecentrum Sde Teiman in de Negev-woestijn.
De Israëlische mensenrechtenorganisatie B'Tselem heeft getuigenissen van 55 Palestijnse gevangenen uit 16 verschillende gevangenissen en detentiecentra van het IDF opgenomen in het rapport Welcome to Hell, waarvan de ondertitel luidt: The Israeli Prison System as a Network of Torture Camps. De Israëlische Gevangenis Dienst (IPS) zei te werken volgens de wet onder toezicht van controleur van de staat. Het IDF verwierp de aantijgingen en zei te handelen in overeenstemming met Israëlische en internationale wetten.
Medisch personeel en doctoren werden bij bombardementen op Gazaanse ziekenhuizen gedood of gearresteerd. Deze gevangenen werden illegaal over de grens vervoerd en naar detentiecentra in Israël overgebracht. Vrijgelaten doctoren vertelden in interviews wat ze in gevangenschap hadden moeten ondergaan. Zonder aanklacht waren ze blootgesteld aan gewelddadige verhoren, martelingen, vernederingen en misbruik; ze werden uitgehongerd en kregen geen medische zorg. Sommigen werden door de gevangenisbewakers apart genomen en met extreem geweld ondervraagd 'omdat zij dokters zijn'. Gezondheidswerkers zijn beschermd onder internationaal recht, maar gedurende deze oorlog zijn er honderden gedetineerd.

#### Confisceren van lijken
In de loop van de oorlog werd herhaaldelijk melding gemaakt dat op grote schaal lijken van gedode Palestijnen door het leger naar Israël waren overgebracht. Tot augustus 2024 waren naar verluidt meer dan 2000 lichamen op deze manier waren meegenomen. Daartoe werden met bulldozers en andere voertuigen ook massagraven omgeploegd. Volgens het leger zouden de lichamen zijn meegenomen om te onderzoeken of ze van gijzelaars waren. Er werden evenwel slechts bij zoekacties in de latere fases van het grondoffensief lichamen teruggevonden in tunnels. Ook langs de zogenaamde "veilige corridor" groef het leger lijken op en nam deze mee.
De lijken werden vooral uit ziekenhuizen gestolen. Lichamen van oudere vrouwen, kinderen en jonge mannen die kennelijk niet van gijzelaars of strijders waren werden door soldaten in diverse massagraven naast ziekenhuizen achtergelaten. In de massagraven werden ook slachtoffers gevonden met vastgebonden handen en ontdaan van hun kleding.
Een deel van de geroofde lijken werd geretourneerd via het Rode Kruis. De Palestijnen hielden ook rekening met het stelen van organen door Israël, zoals in het verleden ook al was gebeurd. Op 5 augustus 2024 werd een vierde zending met lichamen naar Gaza teruggebracht, zonder enige vermelding van waar zij waren weggehaald. Op 25 september werd de ontvangst van 88 andere lichamen in Gaza geweigerd. Ook hier ontbraken gegevens over de slachtoffers en de stoffelijke resten waren inmiddels in verregaande staat van ontbinding. Het Rode Kruis weigerde zijn medewerking aan de overdracht omdat de protocollen niet waren opgevolgd en geen informatie was bijgeleverd om de lichamen te identificeren. De terugzendingen vonden plaats bij de Kerem-grensovergang in het zuiden, waar het grootste deel van de Gazaanse bevolking onder erbarmelijke omstandigheden was samengedreven, terwijl nog dagelijks verspreid over Gaza hevige bombardementen op burgerdoelen werden uitgevoerd.
In januari 2025 keurde het Israëlisch Hooggerechtshof het beleid goed om de lichamen van gedode Palestijnen en overleden gevangenen voor onbepaalde tijd achter te houden als objecten voor toekomstige politieke onderhandelingen met Hamas.

#### Getuigenissen van Israëlische soldaten
De Israëlische mensenrechtenorganisatie Breaking the Silence (BtS) publiceerde op 7 april 2025 het rapport "The Perimeter". Hierin getuigen officieren en soldaten van het Israëlisch leger over de oorlogsmisdaden die ze moesten plegen bij het creëren van een bufferzone in Gaza in 2023-2024.
Volgens Israëlische soldaten kregen zij bevel te schieten op hongerlijdende Palestijnen die wachtten op voedselhulp bij de distributiepunten van de omstreden Israëlisch-Amerikaanse hulporganisatie Gaza Humanitarian Foundation (GHF): "Als iemand in de rij probeert te gaan staan, openen we het vuur vanaf een paar honderd meter afstand", getuigt een anonieme militair. Het Israëlische leger ontkende alle beschuldigingen, maar hoge officieren bevestigden het gebeuren.

#### Culturele en archeologische oorlogsmisdaden
Door de oorlog in de Gazastrook en de Israëlische bombardementen is er veel culturele en historische schade aangebracht. Van de 120 plaatsen die UNESCO op 17 december 2024 met satelietbeelden kon beoordelen, zijn er sinds 7 oktober 2023 zo'n 69 plaatsen verwoest: 10 religieuze plaatsen, 43 gebouwen van historisch en/of cultureel-artistiek belang, 2 bewaarplaatsen met roerend cultureel goed, 6 monumenten, 1 museum en 7 archeologische plaatsen.
Archeologen betreuren de schade van historisch Gaza als een verlies voor de geschiedenis. In begin december 2023 werd de grote Omari-moskee van Gaza gebombardeerd. Alleen een ruïne resteert van het monumentale gebouw waarvan de historie, van kerk tot moskee, teruggaat tot de vijfde eeuw na Chr.
Toen Israël de Gazastrook binnenviel vanaf 8 oktober 2023 waren daar nog twee Franse archeologen en een Zwitserse collega aan het werk: René Elter, Jean-Baptiste Humbert (van de École Biblique et Archéologique de Jérusalem) en Marc-André Haldimann. Zij getuigden in verschillende media over de plundering en vernietiging van archeologische en historische relicten.
Op 17 juli 2025 werd de enige katholieke kerk, de Kerk van de Heilige Familie, in Gaza (stad) door Israël gebombardeerd. De kerk, gebouwd in 1960 werd in 2024 ook al deels beschadigd. Hij bood sinds het begin van de oorlog onderdak aan zo'n 500 ontheemde mensen en gehandicapte kinderen.

### Genocidezaak en internationale arrestatiebevelen
Zuid-Afrika spande in januari 2024 een zaak aan tegen Israël (zie: Zaken tegen Israël bij internationale hoven) bij het Internationaal Gerechtshof, omdat Israël "genocidale handelingen" uit zou voeren tegen Palestijnen in Gaza. Naast het plegen van genocide beschuldigde Zuid-Afrika Israël ook van oproepen tot genocide. Israël verwierp de aanklachten en noemt Hamas als verantwoordelijke, omdat Hamas zijn burgers zou opofferen voor propagandadoeleinden. Ook zou Zuid-Afrika in zijn aanklacht "de waarheid verdraaien" door de context weg te laten. Zowel het Verenigd Koninkrijk als Duitsland betuigden steun aan Israël. Op 26 januari sprak het Gerechtshof bij monde van Joan Donoghue in een tussenvonnis uit dat Israël er alles aan moet doen om een genocide te voorkomen. Daarnaast riep het Israël op meer humanitaire hulp naar Gaza door te laten. De rechtbank deed een oproep om de Israëlische gegijzelden die op 7 oktober door Hamas zijn ontvoerd, "onmiddellijk en onvoorwaardelijk" vrij te laten. Het Gerechtshof heeft geen opdracht tot een staakt-het-vuren tussen Hamas en Israël gegeven en er kon niet worden bewezen of Israël het genocideverdrag heeft overtreden. De officiële uitspraak daarover in deze zaak komt later. Israël kreeg de opdracht om na een maand te rapporteren wat het had gedaan ter voorkoming van genocide en om bewijs van eventuele oorlogsmisdaden te bewaren.
Een wetenschappelijke studie van rechtsexperts, gepubliceerd in mei 2024, concludeert dat Israël genocidale handelingen in Gaza heeft uitgevoerd. Het concludeert dat tussen 7 oktober 2023 en 1 mei 2024 meer dan 5% van de Gazaanse bevolking is gedood, met meer dan 2% van alle kinderen gedood of gewond. Volgens het rapport werden er in de eerste 4 maanden van de oorlog meer kinderen gedood dan in alle conflicten in de hele wereld in de afgelopen 4 jaar bij elkaar. Een speciale VN-mensenrechtencommissie stelde in een rapport van 20 september 2024 dat de manier waarop Israël oorlog voerde in de Gazastrook kenmerken vertoont van genocide.
Op 20 mei 2024 werden er bij het Internationaal Strafhof (ICC) internationale arrestatiebevelen aangekondigd voor de Hamas-leiders Yahya Sinwar, Mohammed Diab Ibrahim Al-Masri en Ismail Haniya en de Israëlische leiders Benjamin Netanyahu en zijn defensieminister Yoav Gallant voor waarschijnlijke oorlogsmisdaden. Op basis hiervan vaardigde het Hof op 21 november 2024 arrestatiebevelen uit tegen premier Netanyahu en defensieminister Gallant, en tegen Hamas-leider Al-Masri (ook bekend als Mohammed Deif; twee andere verdachte Hamas-leiders waren intussen omgekomen). Verschillende Israëlische politici spraken hun afschuw uit over het arrestatiebevel. Landen als Nederland, Frankrijk en Jordanië lieten weten het bevel te zullen uitvoeren als dat nodig zou zijn. De Verenigde Staten wezen de beslissing van het Internationaal Strafhof resoluut af.
Amnesty International beschuldigde in december 2024 Israël van genocide, in het rapport "You Feel Like You Are Subhuman": Israel’s Genocide Against Palestinians in Gaza. Op 19 december volgde een gelijkaardige beschuldiging van Human Rights Watch, in het rapport Extermination and Acts of Genocide.
In februari 2025 stuurde Zuid-Afrika een omvangrijk dossier aan de VN-Veiligheidsraad met "openbaar beschikbare bewijzen voor Israëls genocidale handelingen tegen de Palestijnen in Gaza". Het document van 227 pagina's werd gepresenteerd in de context van het Genocideverdrag en de genocide-processen bij het Internationaal Strafhof en het Internationaal Gerechtshof.
Democracy for the Arab World Now (DAWN) diende in februari 2025 bij het ICC een verzoek in om een onderzoek in te stellen naar medeplichtigheid door de voormalige Amerikaanse president Joe Biden en twee van zijn kabinetsleden aan oorlogsmisdaden en misdaden tegen de menselijkheid in Gaza. De organisatie stuurde in december 2013 ook al een lijst met namen van 40 officieren van het Israëlische leger, waaronder de defensieminister Yoav Gallant en de COGAT, Ghassan Alyan. De Hind Rajab Foundation verzamelde meer dan 8.000 bewijzen om Israëliërs bij het Federale Hof in België aan te klagen wegens misdaden tegen Palestijnen. HRF heeft het initiatief genomen voor bijna 100 zaken tegen soldaten in 14 landen. HRF heeft ook Ghassan Alyan bij het ICC aangeklaagd op beschuldiging van genocide, misdaden tegen de menselijkheid en oorlogsmisdaden.
Al Jazeera publiceerde in april 2025 een database van haar Investigative Unit, met video's die misdaden in Gaza door het leger documenteren en daders identificeren. De verzameling vormt de basis van een eerder door Al Jazeera uitgezonden documentaire over zulke video's en foto's. De expert in internationaal recht Rodney Dixon beschreef de film als "een zeldzame schat, … iets waar denk ik aanklagers hun vingers bij zullen aflikken". De Gaza-oorlog wordt met enige regelmaat omschreven als "de eerste gelivestreamde genocide in de geschiedenis". In oktober 2024 diende de Nederlandse advocaat Harun Reda al bij het ICC een klacht in tegen 1000 soldaten op beschuldiging van oorlogsmisdaden, op basis van videoclips op sociale media en documentatie van de VN en van organisaties.

### Bedrijven
Bedrijven en instellingen die bijdragen aan de Israëlische bezetting en de militaire operaties in Gaza kunnen strafrechtelijke vervolgd worden, stelde VN-rapporteur voor de Palestijnse gebieden Francesca Albanese in haar rapport getiteld Van een bezettingseconomie naar een genocide-economie. Albanese noemt daarin meer dan 40 bedrijven, onder meer AXA en BNP Paribas voor de financiering, Caterpillar voor de bulldozers en Motorola voor communicatiesystemen en surveillance-technologie. Genoemde bedrijven profiteren volgens haar niet alleen passief, maar droegen zelfs actief bij aan "de onderdrukking van het Palestijnse volk".  Israël, dat al in het voorjaar 2025 alle banden met de VN-Mensenrechtenraad verbrak na beschuldigingen van "antisemitische vooringenomenheid", noemde dit rapport “juridisch ongegrond, lasterlijk en een flagrante misbruik van Albaneses mandaat”.

## Gerelateerde conflicten
Gelijktijdig met de oorlog tussen Hamas en Israël in en rond de Gazastrook, vonden er een aantal gerelateerde militaire conflicten plaats tussen Israël en gewapende groepen die net zoals Hamas gesteund worden door Iran: Hezbollah (Libanon) en de Houthi's (Jemen).
In 2024 en 2025 waren er rechtstreekse militaire aanvallen tussen Iran-Israël, die in juni 2025 uitmondden in een zware aanval van Israël op militaire doelen in Iran (operatie Rijzende Leeuw).

## Reacties

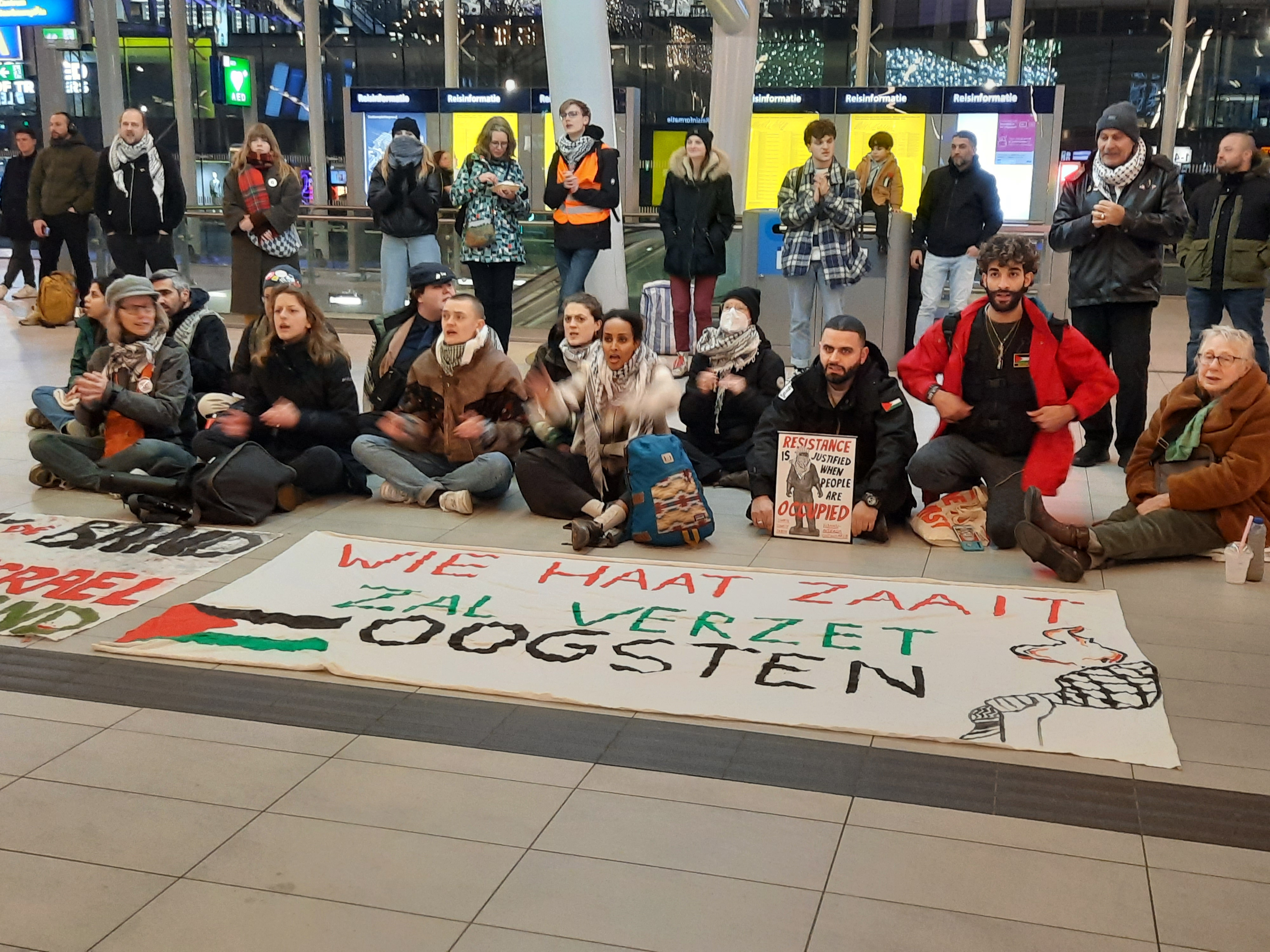
Wereldwijd wordt gedemonstreerd tegen de oorlog in Palestina, zo ook in Nederland

### Reacties binnen Israël
Daags na de aanslagen op 7 oktober rees er in Israël grote kritiek op het beleid van Benjamin Netanyahu omdat, in voorgaande jaren, zijn opeenvolgende regeringen bewust Hamas hadden gesteund om een wig te drijven tussen de Gazastrook en de Westelijke Jordaanoever die onder gezag staat van de Palestijnse Autoriteit. Deze steun uitte zich onder meer in het toelaten van grote hoeveelheden aan buitenlandse tegoeden, voornamelijk uit Qatar, en het uitgeven van werkvergunningen aan Gazanen om in Israël te kunnen werken. Bovendien onderhandelden zijn regeringen over deze zaken met Hamas via Egypte. Netanyahu zou op een partijbijeenkomst van de Likud-partij in 2019 hebben verklaard dat iedereen die tegen de vestiging van een Palestijnse staat was, voorstander van steun en financiering van Hamas was.
In de nadagen van de aanslagen werd er in de pers een link gelegd tussen de corruptiezaken die tegen Netanyahu lopen, de verzwakking van de juridische macht onder zijn regeringen, en het falen van de veiligheidsdiensten om de aanslagen te voorkomen. Daarbij zou hij waarschuwingen van de veiligheidsdiensten, dat hun capaciteit om de situatie te analyseren aanzienlijk verzwakt was, hebben genegeerd uit persoonlijk politiek gewin. In een poging relaties met grote Arabische buurlanden te normaliseren, zou hij het conflict met de Palestijnen hebben genegeerd. Het verwijt dat hij meer aan zijn eigen politieke toekomst dacht dan aan wat goed is voor het land, klonk ook tijdens de militaire acties in Gaza na de aanslagen.
Een week na de aanslagen bleek uit een peiling dat 86% van de Israëliërs de schuld van de aanslagen op het conto van het falende regeringsbeleid schreef. Onder kiezers op de coalitiepartijen was dat 79%. Uit een andere peiling bleek dat 56% van de Israëliërs vond dat Netanyahu op moest stappen na de militaire vergeldingsacties in Gaza. Deze mening werd gedeeld door een groot aantal hooggeplaatste oud-militairen en -politici, waarvan enkelen zelfs opriepen tot onmiddellijk vertrek.
Op 11 november verklaarde minister Avi Dichter: "We zijn nu de Gaza Nakba aan het uitrollen". Hij zei niet te weten of de inwoners van Gaza-Stad terug zouden mogen keren. Netanyahu zei dat hij geen voorstander was voor het opnieuw koloniseren van Gaza, maar dat hij nimmer de veiligheidscontrole zou opgeven, met de mogelijkheid om op ieder moment terug te keren om iedere terrorist te elimineren.
Anti-oorlogprotesten worden door de Israëlische overheid aangepakt. Verscheidene deelnemers aan een anti-oorlogprotest, waaronder Mohammad Barakeh, een prominent figuur van de Israëlische Communistische Partij, zijn gearresteerd vanwege het aankondigen van dit protest. Volgens de Israëlische autoriteiten is Barakeh opgepakt omdat hij "in strijd met de instructies van de politie een demonstratie probeert te organiseren die zou kunnen leiden tot opruiing en verstoring van de openbare orde". Hij werd onderweg naar Nazareth, waar het protest zou plaatsvinden, gearresteerd door de politie. Op 20 januari 2024 faciliteerde de Israëlische politie het eerste geoorloofde anti-oorlogsprotest sinds 7 oktober nadat het Hooggerechtshof de politie opdrong dit op grond van de vrijheid van meningsuiting toe te staan. Ongeveer 300 mensen protesteerden in Haifa tegen de in hun termen "fascistische" overheid.
Volgens critici gaat in de Israëlische mainstream media alle aandacht naar Israëlische gijzelaars en militaire slachtoffers, maar verschijnt heel weinig over de gevolgen van de oorlog voor de inwoners van Gaza. Gebeurt dat toch, dan is het vaak met een framing: de dodencijfers worden als naamloze statistieken toegeschreven aan het ‘Hamas-ministerie’, zodat alles meteen gerelativeerd wordt. Over wat eigenlijk in Gaza gebeurt, plegen de media vaak zelfcensuur, volgens mediawatcher Oren Persico en journalist Gideon Levy.
De meeste, maar niet alle, grote Israëlische nieuwsmedia ontkenden in maart 2024 dat er hongersnood is in de Gazastrook.
In mei 2025 lieten enkele prominente Israëli's zich kritisch uit over de door Israël ingezette verwoesting van Gaza:  
- Voormalig premier Ehud Barak riep op 17 mei 2025 tijdens een demonstratie op tot een “burgeropstand” tegen de regering van Netanyahu, die volgens hem “impulsief handelt, als een gekooid dier. Het is onze burgerplicht om op elke mogelijke manier te ijveren voor zijn ondergang, voordat hij ons de afgrond in sleurt”.[384]
- Voormalig generaal-majoor Yair Golan, voorzitter van de centrumlinkse partij Democraten, zei op 19 mei 2025 aan de Israëlische Publieke Omroep (KAN) dat “een land dat bij zijn verstand is, niet vecht tegen burgers, geen kinderen doodt als hobby en zich niet tot doel stelt hele bevolkingen te verdrijven. Israël is op weg een pariastaat te worden, zoals Zuid-Afrika vroeger”.[385]

Begin augustus 2025 riepen meer dan 600 voormalige Israëlische leger- en inlichtingenchefs president Donald Trump in een brief op om premier Benjamin Netanyahu te dwingen de Gaza-oorlog te stoppen.

### Internationale reacties
Meer dan 40 landen veroordeelden in de eerste elf dagen van de oorlog de aanval van Hamas als 'terrorisme'. Met name het Westen – Noord-Amerika, Europa, Australië en Nieuw-Zeeland – steunde Israël eenzijdig in diens reactie en sprak van recht op zelfverdediging.
De VS stuurde in de eerste week van de oorlog preventief een oorlogsvloot naar de Middellandse Zee bij Israël, waaronder twee vliegdekschepen. Het Verenigd Koninkrijk beloofde dat het oorlogsschepen en vliegtuigen zou sturen, en Duitsland bood meteen militaire hulp aan.
Ambtenaren van de Europese Unie bekritiseerden de "onvoorwaardelijke steun" van Commissie-voorzitter Ursula von der Leyen aan Israël. Op Twitter verkondigde Von der Leyen op 13 oktober, "dat Israël op de onvoorwaardelijke steun van de EU kan rekenen", zonder daarbij aandacht te besteden aan het lot van de Palestijnen in Gaza. Een uitspraak die door Ierland werd bekritiseerd en door Josep Borrell werd genuanceerd.
Tussen Spanje en Israël brak er een diplomatieke crisis uit, nadat drie ministers via sociale media hun steun hadden betuigd aan het Palestijnse volk. Spanje was op dat moment voorzitter van de EU. Minister Ione Belarra riep bovendien op Netanyahu voor het internationaal gerechtshof te dagen. De Israëlische ambassade in Madrid reageerde daarop door "bepaalde elementen binnen de regering" te beschuldigen van het steunen van terrorisme in IS-stijl, en de Joodse gemeenschap in Spanje in gevaar te brengen, zonder daarbij de ministers bij naam te noemen. De demissionaire Spaanse regering deed deze verklaring af als gebaseerd op leugens, bij monde van minister van buitenlandse zaken José Manuel Albares. Belarra riep daarna Spanje en de EU nog op om alle diplomatieke banden met Israël te verbreken. Premier Sánchez zelf liet uiteindelijk een wat gematigdere toon horen.
Landen in het Midden-Oosten veroordeelden de acties van Israël. Ook in andere niet-westerse landen was er minder steun voor Israël. Zo ontstond er een grote diplomatieke crisis tussen Colombia en Israël, en nam Israël Mexico kwalijk de aanslagen niet in sterke bewoordingen te veroordelen.
Naarmate de Israëlische luchtaanvallen en invasie in de Gazastrook vorderde, nam ook de internationale kritiek verder toe. Op 31 oktober 2023 riepen Chili en Colombia hun ambassadeurs terug uit Israël, en verbrak Bolivia alle diplomatieke banden met het land. De volgende dag riep ook Jordanië de ambassadeur terug. Jordanië is een van de Arabische landen die relatief goede relaties met Israël onderhoudt.
Eind oktober 2023 gaf de voormalige Franse premier en buitenlandminister Dominique de Villepin twee interviews over het conflict. In beide interviews pleitte hij voor een realistische, geopolitieke inschatting, en een pacifistische oplossing.
Voormalig VN-medewerker Andrew Gilmour was in februari 2024 van oordeel dat het Israëlische leger in Gaza het hoogste aantal burgerdoden had veroorzaakt van alle militaire operaties tegen burgers wereldwijd sinds de Rwandese genocide in 1994.
In juni 2025 vertrok vanuit Catania (Sicilië) de Gaza Freedom Flotilla met als bestemming de Gazastrook. De tocht was bedoeld om de Israëlische blokkade van Gaza te doorbreken en aandacht te vragen voor de aanhoudende humanitaire crisis in het gebied. Op 9 juni 2025 werd het schip door het Israëlische leger tegengehouden, en de bemanning, onder wie klimaatactiviste Greta Thunberg, aangehouden.
In juni 2025 voerden het Verenigd Koninkrijk, Australië, Canada, Nieuw-Zeeland en Noorwegen sancties in tegen Itamar Ben-Gvir en Bezalel Smotrich, twee extreemrechtse ministers in het kabinet-Netanyahu, waardoor ze niet meer naar die landen mogen reizen en hun bezittingen er bevroren werden. Volgens de Britse minister van Buitenlandse Zaken David Lammy zouden ze "aanzetten tot extreem geweld en het misbruik van de mensenrechten van Palestijnen".
Eind juli 2025 ondertekenden 28 westerse landen – inclusief België en Nederland – een dringende oproep om een onmiddellijk einde aan de oorlog in de Gazastrook te eisen.
Meer dan duizend rabbijnen wereldwijd ondertekenden eind juli 2025 een brief waarin ze Israël oproepen om te stoppen met het gebruik van uithongering als ‘oorlogswapen’, de gijzelaars vrij te laten en de gevechten in Gaza te beëindigen.
In augustus 2025 riepen meer dan 1.000 ambtenaren van de Europese Unie in een open brief Commissievoorzitter Ursula von der Leyen en de Europese buitenlandchef Kaja Kallas op tot “gedurfde en fundamentele actie”. Reeds in oktober 2023 hadden ambtenaren in een brief aan de voorzitter van de Europese Commissie de EU verweten dubbele standaarden te hanteren met betrekking tot de oorlog tussen Israël en Gaza.

### Rol van de Amerikaanse media
In een analyse door The Intercept van de berichtgeving in de The New York Times, The Washington Post en Los Angeles Times over de oorlog, wordt geconstateerd dat deze belangrijke Amerikaanse kranten onevenwichtig verslag deden ten gunste van het Israëlische narratief. De drie kranten schreven onevenredig veel over antisemitische incidenten in de VS en nauwelijks over anti-moslimracisme. Ze benadrukten onevenredig vaak Israēlische doden en gebruikten alleen over hen emotioneel getinte taal. Tussen 7 oktober en 25 november 2023 werd steeds minder vaak naar Palestijnen verwezen, terwijl het aantal doden drastisch steeg. Voor iedere twee Palestijnse doden werden Palestijnen gemiddeld eenmaal genoemd, terwijl voor iedere Israēlische dode gemiddeld acht maal naar Israëli's werd verwezen. Termen als 'slachting', 'bloedbad' en 'afschuwelijk' werden bijna uitsluitend gebruikt voor Israëlische burgers die gedood werden door Palestijnen, maar bijna nooit voor Palestijnse burgers die gedood werden tijdens Israëlische aanvallen. Het enorme aandeel gedode Palestijnse kinderen werd zelden genoemd, net als de vele gedode journalisten. Het doden van Israëli's werd consequent geportretteerd als 'strategie van Hamas', terwijl het doden van Palestijnse burgers werd geportretteerd als was het een serie van duizenden 'vergissingen'. In een regelmatig bijgewerkte "objectiverende" interne nota van de NYT van november 2024 kregen de journalisten instructie om het gebruik van de termen 'genocide' en 'etnische zuivering' zoveel mogelijk te vermijden en het woord Palestina te vervangen door 'Palestijns land' en 'vluchtelingenkamp' door 'wijk' of 'gebied', en niet te spreken van 'bezet gebied' maar van 'Gaza', 'West Bank' of 'East Jerusalem'.

### Nederland
Gesteund door een meerderheid van de Tweede Kamer benadrukte demissionair premier Mark Rutte, drie dagen na de grootschalige aanval van Hamas op 7 oktober, Israëls recht op zelfverdediging. Hij noemde het 'ongepast' als er nu zou worden gesproken over de bredere context van het conflict. Het Nederlandse demissionaire kabinet sprak zich uit tegen het stopzetten van de humanitaire hulp aan de Palestijnse gebieden, in tegenstelling tot de Europese Commissie, die alle betalingen onmiddellijk wilde opschorten.
De Nederlandse minister van Defensie, Kajsa Ollongren, riep op 20 oktober 2023 namens het demissionaire kabinet op tot een staakt-het-vuren. Ze toonde begrip voor "het Israëlische voornemen om Hamas te vernietigen", maar zei ook dat "we ons moeten houden aan het humanitair oorlogsrecht". Uit een onderzoek van Ipsos in de tweede week van de oorlog bleek een meerderheid van de Nederlandse bevolking tegen de blinde steun voor Israël te zijn.
Een groep van bijna 300 Nederlandse rijksambtenaren van alle ministeries riep het demissionaire kabinet op om Israël zo snel mogelijk een halt toe te roepen en onschuldige burgers te beschermen. Zij noemden de reactie van Israël in Gaza 'disproportioneel' en 'buitensporig' en maakten zich zorgen over de onvoorwaardelijke steun van de internationale gemeenschap, inclusief het Nederlandse kabinet, aan Israël. De ambtenaren wilden niet medeplichtig worden gemaakt aan de houding van het kabinet. Ook schreef een groep van ruim 350 ambtenaren van het Nederlandse ministerie van Buitenlandse Zaken in een brief onder andere dat het doden van Palestijnse burgers minder scherp werd veroordeeld dan dat van Israëlische, en "institutioneel racisme ons buitenlandbeleid vormgeeft".
Op 23 oktober 2023 bracht Rutte als eerste westerse regeringsleider sinds de aanslag van Hamas op 7 oktober 2023, naast een bezoek aan Netanyahu, ook een bezoek aan Abbas in Ramallah.
Na verloop van tijd werd de houding van Nederland ten opzichte van Israël kritischer. Demissionair minister-president Rutte verklaarde op 19 januari 2024 tegen Israëlische premier Netanyahu dat er door de aanvallen te veel onschuldige burgerslachtoffers vallen. Hij wilde een "onmiddellijke humanitaire pauze".
Op 23 oktober 2024 bracht de Nederlandse Adviesraad Internationale Vraagstukken (AIV) onder leiding van Bert Koenders een advies uit aan de minister van Buitenlandse Zaken, getiteld: Naar een nieuwe koers voor Nederland in het Israëlisch-Palestijnse conflict. Daarin concludeert de AIV dat externe internationale druk en diplomatie noodzakelijk is voor de-escalatie en conflictoplossing; Nederland kan daar effectief aan bijdragen door concrete doelstellingen te verwezenlijken. Hiertoe doet de AIV een aantal aanbevelingen (pag. 26-28).

### België
In Brussel werd op 11 mei 2025 een nationale betoging gehouden voor de erkenning van de Palestijnse staat, een staakt-het-vuren in de Gazastrook en sancties tegen Israël. Volgens de telling van de politie waren er 20.000 manifestanten, de organisatoren zelf schatten dat cijfer op 80.000.

### Colombia
Colombia raakte met Israël in een grote diplomatieke crisis verzeild, toen de Colombiaanse president, Gustavo Petro, Israëls acties na de aanslagen benoemde als neonazisme met de bedoeling het Palestijnse volk, en diens vrijheid en cultuur te vernietigen. In de uitwisseling van verklaringen die daarop volgde, beschuldigde Israël Colombia van het beledigen van de slachtoffers van de Holocaust, partij te kiezen voor de terroristen van Hamas, antisemitisme aan te wakkeren en vertegenwoordigers van de Israëlische staat en de Joodse gemeenschap in Colombia in gevaar te brengen. President Petro en de Colombiaanse regering hebben onder andere verklaard dat de acties van Israël zouden leiden tot een nieuwe holocaust, en hebben de Gazastrook veelvuldig vergeleken met het concentratiekamp Auschwitz.
De uitwisseling leidde ertoe dat Israël stopte met de verkoop van wapens aan Colombia. Op 19 oktober kondigde Colombia aan een ambassade te openen in Ramallah, op de Westelijke Jordaanoever. Door de voortdurende luchtaanvallen en de landinvasie van de Gazastrook riep Colombia op 31 oktober de ambassadeur terug uit Israël, na het bombardement van het vluchtelingenkamp Jabalia.
Deze diplomatieke crisis is opmerkelijk door de historische verwevenheid van aan de ene kant de Israëlische staat en schaduwgroeperingen ontstaan uit het Israëlische leger, en aan de andere kant de Colombiaanse regering, het Colombiaanse leger en paramilitaire groeperingen. Colombia was daardoor Israëls belangrijkste bondgenoot in Zuid-Amerika. Door deze verwevenheid, met name op (para)militair vlak, werd de band tussen beide landen wel vergeleken met die tussen de VS en Israël. De diplomatieke crisis is een breuk in de historische relaties tussen Israël en Colombia, en op een grotere schaal tussen Israël en Zuid-Amerika, waar andere landen al eerder kritisch tegenover Israël waren komen te staan.
President Petro, de eerste linkse Colombiaanse president ooit, greep de diplomatieke crisis bovendien aan om Israël te beschuldigen van betrokkenheid bij oorlogsmisdaden en genocide gepleegd in zijn eigen land, tijdens de Colombiaanse Burgeroorlog.

### Duitsland
In Duitsland is er consensus onder mainstream politici en journalisten om de acties van de regering van Israël goed te keuren. In reactie op de pro-Hamas-demonstraties verklaarde Robert Habeck, minister van Economische Zaken en vicekanselier van de Groene Partij, in november 2023 dat het uiten van lof voor Hamas als een strafbaar feit wordt beschouwd en ook kan leiden tot uitzetting voor niet-burgers. In januari 2024, tijdens een bezoek aan Israël, verwierp Habeck de aanvraag van Zuid-Afrika voor het ICJ en verklaarde dat de beschuldiging van genocide (resp. gevaar voor genocidale daden) een van de grootst denkbare absurditeiten was.
Nadat minister van Buitenlandse Zaken Annalena Baerbock zich in februari kritischer had uitgelaten over de militaire actie, reisde de partijleider van de oppositionele CDU, Friedrich Merz, naar Israël en verklaarde hij op 12 februari zijn steun aan de door de Israëlische regering gepubliceerde plannen voor verdere militaire actie.
Nadat de omvang van de hongercrisis begin maart 2024 duidelijk werd, besloot de Duitse regering deel te nemen aan internationale hulp. Habeck legde uit dat het onacceptabel was "dat de bescherming van de burgerbevolking er helemaal niet is, dat epidemieën zich verspreiden, dat mensen honger lijden en uiteindelijk van de honger kunnen sterven"; tegelijkertijd benadrukte hij echter dat het geen verandering van strategie ("kein Strategiewandel") was.
In maart 2024 waarschuwde de Duitse bondskanselier Olaf Scholz tijdens een bezoek aan Israël dat een offensief tegen Rafah tot een verschrikkelijk aantal slachtoffers zou kunnen leiden en absoluut moet worden vermeden.

### Jemen
Sinds januari 2024 was er een overloop van het conflict naar Jemen toen de Houthi's uit sympathie voor de Palestijnse zaak schepen begonnen aan te vallen die door de Rode Zee reisden en als reactie de VS en het VK vervolgens aanvallen uitvoerden op de militaire infrastructuur in Jemen.

### Protestacties door medewerkers van Google en Amazon
Op 16 april 2024 hielden medewerkers van Google op meerdere plekken in de Verenigde Staten een protestactie tegen de oorlog, onder de leuze "No Tech for Genocide Day of Action". De protesten werden georganiseerd door de actiegroep "No Tech for Apartheid", die naar eigen zeggen meer dan duizend medewerkers van Google en Amazon vertegenwoordigde. De protesten waren in het bijzonder gericht tegen de banden met Israël en "Project Nimbus", een project ter waarde van 1,2 miljard dollar, waarin de twee bedrijven aan het Israëlische leger computerservices via de cloud leveren. Google ontsloeg 28 deelnemers.

## In de media
Over het Israëlisch-Palestijns conflict in het algemeen, en de oorlog sedert oktober 2023 met de daarop volgende humanitaire catastrofe, zijn vele films en documentaires gemaakt, onder meer:
- Bearing Witness is film uit 2023 en bevat beelden die zijn vastgelegd met bodycams die Hamas-militanten op 7 oktober droegen, en bevat scènes van extreem geweld die zijn opgenomen tijdens en na de inval. De film toont beelden van de aanval, waaronder scènes van moord en verminking van de lichamen van Israëlische burgers en enkele buitenlandse arbeiders.[428]
- October 7 | Al Jazeera Investigations is de titel van een 59 minuten durende documentaire, uitgebracht door Al Jazeera op 20 maart 2024.[429][430]
- Screams Before Silence is een documentaire onder leiding van de Amerikaanse Sheryl Sandberg, die het seksuele geweld van Hamas onderzoekt tijdens de aanval op Israël op 7 oktober 2023, inclusief gebeurtenissen tijdens het bloedbad op het Nova Festival en ontvoeringen naar de Gazastrook. De film werd uitgebracht op 26 april 2024 en is onder meer vertoond in het Witte Huis.[431]
- The Night Won’t End: Biden’s War on Gaza is de titel van een 78 minuten durende documentaire, uitgebracht door Al Jazeera op 21 juni 2024.[432][433]
- Investigating war crimes in Gaza I Al Jazeera Investigations is de titel van een 80 minuten durende documentaire, uitgebracht door Al Jazeera op 3 oktober 2024.[434][435]
- No Other Land (2024), een Palestijns-Noorse documentaire, gemaakt door een Palestijns-Israëlisch collectief van vier activisten.

## Gevolgen van de oorlog

### Humanitaire crisis
De opeenvolgende oorlogen in de Gazastrook in 2008, 2012 en 2014 hebben grote gevolgen gehad voor de humanitaire en economische situatie. Als gevolg van de blokkade sinds 2007 ontstonden in Gaza enorme humanitaire crises. De bevolking was niet alleen getroffen door hongersnood, maar ook de gezondheidszorg was ingestort, wat leidde tot grote tekorten aan brandstof, voedsel, medicijnen, water, sanitair en essentiële medische benodigdheden. Tijd voor opbouw tussen de oorlogen was er nauwelijks, omdat alles in een daaropvolgende oorlog weer werd tenietgedaan.
Aan het begin van de huidige oorlog 2023-'24 verscherpte Israël bovendien de bestaande blokkade en liet nauwelijks humanitaire hulp toe. De bufferzone binnen de Gazastrook werd uitgebreid door de achterliggende strook landbouwgrond plat te walsen. Ook werd halverwege de Gazastrook een militaire controle-zone opgezet, waarmee het noordelijke deel afgescheiden werd van het zuidelijke deel. Duizenden mensen zijn intern ontheemd en zitten opeengepakt in tijdelijke tentenkampen, die na enige tijd weer gedwongen verplaatst moeten worden.
De opbouw van de Gazastrook om deze weer bewoonbaar te maken kan jaren duren. Er is een kaart gemaakt gebaseerd op satelietbeelden van UNOSAT, op diverse momenten verzameld, met details van de schade en verwoesting aan ongeveer 63% van alle structuren in de Gazastrook op 6 juli 2024; en een vergelijking met de voorgaande beelden van 1 mei 2023 tot 3 mei 2024.

### Gevaar van creatie van nieuw terrorisme
Analisten waarschuwden in november 2023 dat de grootschalige bombardementen die tienduizenden burgers hadden gedood, een nieuwe generatie van terroristen zou creëren. Duizenden jonge mensen die hun families en huizen hadden verloren, zouden kunnen radicaliseren.
Functionarissen van de VS waarschuwden dat de reactie op de Hamas-aanvallen tot aanvallen op het Westen zou kunnen leiden en Israëls vergeldingsoorlog waarschijnlijk meer geweld zou oproepen.
De doelstelling van de regering Netanyahu om Hamas te vernietigen zou kunnen leiden tot de creatie van "Hamas 2.0", of mogelijk een nieuwe, nog radicalere groep. Ook de Palestijnse politica Hanan Ashrawi waarschuwde dat meer mensen zullen worden geradicaliseerd en om meer wraak zal worden gevraagd. Pogingen van een staat om een militante groep uit te roeien is het beste middel voor recrutering voor die organisatie. Experts haalden als voorbeeld de Irakoorlog van 2003 aan, die uiteindelijk resulteerde in het ontstaan van ISIS.

### Milieuramp
Het VN-Milieuprogramma noemde in een rapport van juni 2024 de oorlog “een onvoorstelbare milieuramp, waardoor alle recente, bescheiden vooruitgang inzake milieubeheer in Gaza ongedaan is gemaakt, waaronder de waterontzilting, afvalwaterzuivering, zonne-energie en investeringen in het herstel van het Wadi Gaza-grasland aan de kust". Voorts:
- Er is naar schatting 39 miljoen ton puin ontstaan door het conflict. Voor elke vierkante meter in de Gazastrook ligt er nu meer dan 107 kg puin, vervuild met stof, niet-geëxplodeerde munitie, asbest, industrieel en medisch afval en andere gevaarlijke stoffen, nog afgezien van de menselijke resten die wachten op een waardige verwerking.
- Water-, sanitatie- en hygiënebeheer zijn bijna geheel vernietigd; de vijf afvalwaterzuiveringsinstallaties in Gaza zijn gesloten, waardoor rioolwater de stranden, kustwateren, bodem en zoetwater vervuilt met een groot aantal ziekteverwekkers, voedingsstoffen, microplastics en gevaarlijke chemicaliën.
- Vijf van de zes faciliteiten voor het beheer van vast afval zijn beschadigd.
- Een tekort aan kookgas heeft gezinnen gedwongen om hout, plastic en afval te verbranden, waardoor samen met branden en brandbare brandstoffen, de luchtkwaliteit sterk is verminderd.
- Munitie met zware metalen en explosieve chemicaliën is ingezet in dichtbevolkte gebieden, waardoor bodem en waterbronnen zijn vervuild; niet-ontplofte munitie vormt vooral voor kinderen een ernstig risico.
- Bij de vernietiging van zonnepanelen zijn waarschijnlijk lood en andere zware metalen gelekt, een nieuw risico voor bodem en water.
- Het tunnelsysteem van Hamas en de inspanningen van Israël om deze te vernietigen kunnen verder bijdragen aan milieuschade, door het volpompen en de instabiliteit bij latere bebouwing.

### Economische gevolgen
De oorlog had ook ingrijpende economische en financiële gevolgen in verschillende landen. Het toerisme viel in sommige landen van het Midden-Oosten volledig stil.

#### Israël
De rechtstreekse kosten van de oorlog zouden in de periode van oktober 2023 tot april 2024 zijn opgelopen tot 14,8 miljard euro. Andere ramingen spraken in februari 2024 van “250 miljoen euro kosten per dag”.
Tot en met mei 2024 heeft de VS de oorlog evenwel gefinancierd met minstens 12,5 miljard dollar, wat deels in de Israëlische wapenindustrie wordt geïnvesteerd. In augustus werd door de VS een aanvullend pakket van 3,5 miljard toegekend. De toekomstige economische tol van de oorlog zou de komende tien jaar tot 400 miljard dollar aan verloren economische activiteit kunnen zijn, veelal door indirecte effecten: verminderde investeringen en vertraagde productiviteitsgroei. Bovendien is ook de arbeidsmarkt verstoord, onder meer door het oproepen van reservisten en het intrekken van de werkvergunningen voor Palestijnen, waardoor dan weer arbeidskrachten uit Azië moesten aangetrokken worden.
Kredietbeoordelaar Moody's verlaagde op 27 september 2024 voor de tweede maal dat jaar Israëls kredietrating met twee trappen, van A2 naar Baa1, drie stappen boven “niet-investeringswaardig”. De vooruitzichten bleven negatief.

#### Palestina
De Israëlische militaire operaties veroorzaakten een “ongekende schok voor de economie in de bezette Palestijnse gebieden”, volgens een rapport van de Verenigde Naties (VN-UNCTAD) uit september 2024.
Met de economie in Gaza gaat het mogelijk nog het slechtst van al, maar concrete cijfers ontbreken vooralsnog. De economie van de Palestijnse gebieden was afhankelijk van kleine industrieën en landbouw, en het intrekken van de werkvergunningen voor Palestijnen betekende voor vele gezinnen een zware aderlating.

#### Andere landen
Eind oktober 2023 waarschuwde de Wereldbank voor mogelijke economische schokken door stijgende energieprijzen als gevolg van de oorlog. Een van de factoren was de dreiging voor het scheepvaartverkeer in de Rode Zee vanwege aanvallen van de Houthi’s. Het Internationaal Monetair Fonds stelde op 18 april 2024 zijn regionale groeiprognose voor het Midden-Oosten en Noord-Afrika (MENA) over 2024 naar beneden toe bij, van 3,4% naar 2,7%. Toch bleven de economische gevolgen tot oktober 2024 in de rest van de wereld beperkt.